# Barroco de Brasil

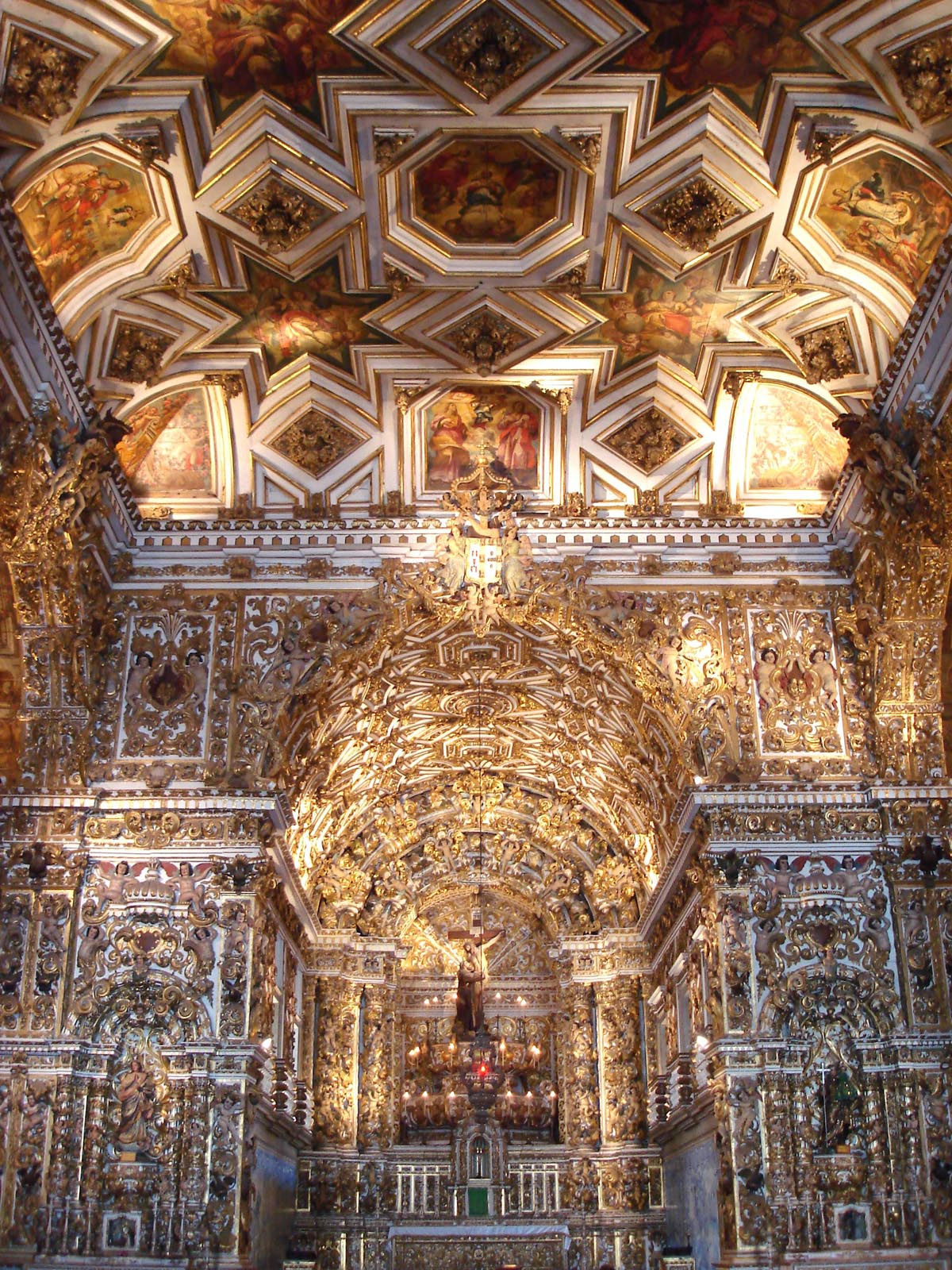
Interior de la Iglesia de San Francisco de Salvador, una de las expresiones más importantes del barroco brasileño.

El Barroco fue el movimiento artístico dominante en Brasil durante la mayor parte del periodo colonial, encontrando un terreno receptivo para un rico florecimiento. Hizo su aparición en el país a principios del siglo XVII, introducido por los misioneros católicos, especialmente los jesuitas, que fueron allí para catequizar y aculturar a los pueblos indígenas y ayudar a los portugueses en el proceso colonizador. Durante todo el periodo colonial, hubo una estrecha asociación entre la Iglesia y el Estado, pero como en la colonia no había una corte que sirviera de mecenas, como las élites no se preocuparon de construir palacios ni de patrocinar las artes profanas hasta el final del periodo, y como la religión ejercía una enorme influencia en la vida cotidiana de todos, este conjunto de factores hace que la gran mayoría del legado barroco brasileño se encuentre en el arte religioso: esculturas, pinturas y tallas para decorar iglesias y conventos o para el culto privado.
Las características más típicas del Barroco, descrito habitualmente como un estilo dinámico, narrativo, ornamental y dramático, que cultivaba los contrastes y una seductora plasticidad, vehiculaban un contenido programático articulado con exquisita retórica y gran pragmatismo. El arte barroco era esencialmente funcional y se prestaba muy bien a los fines a los que estaba destinado: además de su función puramente decorativa, facilitaba la absorción de la doctrina católica y las costumbres tradicionales por parte de los neófitos, siendo una eficaz herramienta pedagógica y catequética. Pronto los indios pacificados más hábiles, y luego los negros traídos como esclavos, expuestos masivamente a la cultura portuguesa, pasaron de ser meros espectadores de sus expresiones artísticas a ser productores, siendo responsables, especialmente los negros, de gran parte del acervo barroco producido en Brasil. Ellos y los artesanos populares, en una sociedad en proceso de integración y estabilización, pasaron a dar al Barroco europeo rasgos nuevos y originales, por lo que esta aclimatación se considera uno de los primeros testimonios de la formación de una cultura genuinamente brasileña.
En literatura, el poema épico Prosopopeia (1601), de Bento Teixeira, se considera el hito inicial, alcanzando su apogeo con el poeta Gregório de Matos y el orador sagrado padre Antônio Vieira. En las artes plásticas, sus mayores exponentes fueron Aleijadinho y Mestre Ataíde. En el campo de la arquitectura, esta escuela arraigó principalmente en el Nordeste y en Minas Gerais, pero dejó grandes y numerosos ejemplos en la mayor parte del resto del país, desde Río Grande del Sur hasta Pará. En cuanto a la música, sabemos por los relatos literarios que también fue fastuosa, pero, a diferencia de las demás artes, no se salvó casi nada. Con el desarrollo del Neoclasicismo y el Academicismo a partir de las primeras décadas del siglo XIX, la tradición barroca en Brasil cayó rápidamente en desuso en la cultura de las élites. Sin embargo, sobrevivió en la cultura popular, sobre todo en las regiones del interior, en la obra de los santones y en algunas festividades.
Desde que los intelectuales modernistas iniciaron, a principios del siglo XX, un proceso de rescate del Barroco brasileño, un gran número de edificaciones y acervos artísticos han sido protegidos por el gobierno, en sus diferentes niveles, a través de declaratorias de patrimonio, musealización u otros procesos, lo que atestigua el reconocimiento oficial de la importancia del Barroco para la historia de la cultura brasileña. Centros históricos barrocos como los de las ciudades de Ouro Preto, Olinda y Salvador, así como conjuntos artísticos como el del Santuario del Buen Jesús de Congonhas, han recibido el estatus de Patrimonio de la Humanidad por la Unesco.
Este valioso legado es uno de los grandes atractivos del turismo cultural en el país, al mismo tiempo que se convierte en un ícono identificador de Brasil, tanto para los habitantes del país como para los extranjeros. A pesar de su importancia, gran parte del legado material del Barroco brasileño se encuentra en mal estado de conservación y requiere restauración y otras medidas de preservación, observándose frecuentemente pérdidas o deterioro de ejemplares valiosos en todas las modalidades artísticas. El país aún tiene mucho por hacer para preservar una parte tan importante de su historia, tradición y cultura.
Por otro lado, parece aumentar la concienciación de la población en general sobre la necesidad de proteger un patrimonio que pertenece a todos y que puede revertir en beneficio de todos, incluso en un beneficio económico, si se maneja y conserva adecuadamente. Los museos nacionales se esfuerzan cada día por mejorar sus técnicas y procedimientos, la bibliografía sobre el tema sigue creciendo, el gobierno ha invertido considerablemente en esta área e incluso el buen mercado que el arte barroco nacional siempre encuentra contribuye a su valoración como piezas dignas de atención y cuidado.

## Características y contexto

### El modelo europeo y su brasilización

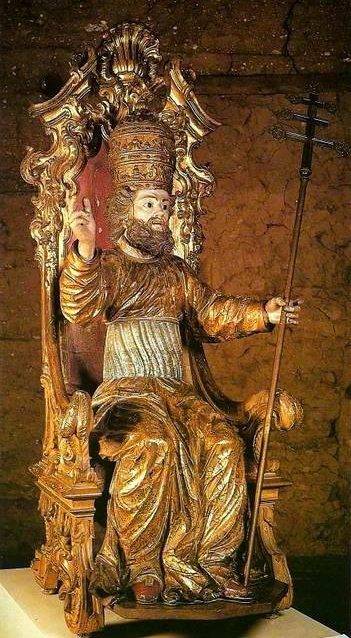
San Pedro Papa, de la escuela portuguesa. Museo de Arte Sacro de São Paulo

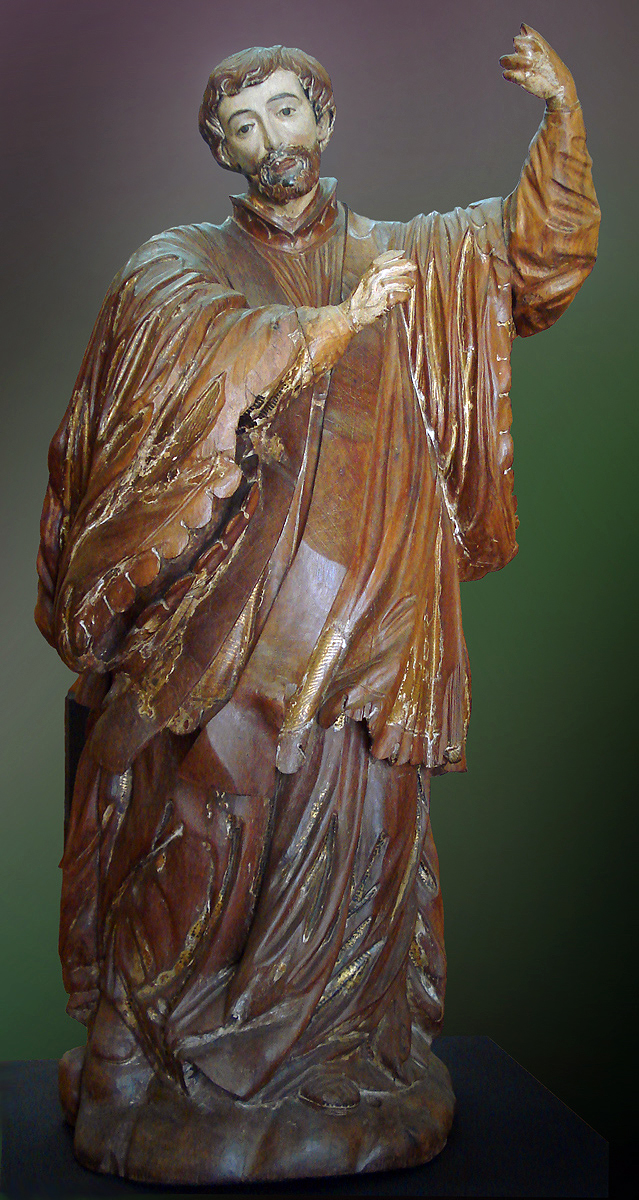
Arte de las Misiones jesuíticas, de herencia española e italiana: San Francisco Javier., Museu Júlio de Castilhos

El Barroco surgió en Italia, durante el transcurso del siglo XVI al XVII, en medio de una de las más graves crisis espirituales a las que Europa se había enfrentado: la Reforma Protestante, que desmanteló la antigua unión religiosa del continente y desencadenó una reestructuración política global donde la Iglesia Católica, anteriormente omnipotente, perdió poder y espacio. Fue un estilo de reacción contra el clasicismo del Renacimiento, cuyas bases giraban en torno a la simetría, la proporcionalidad, la austeridad, la racionalidad y el equilibrio formal. Así, la estética barroca destacó por la asimetría, el exceso, la expresividad y lo irregular, tanto que el propio término "barroco", que dio nombre al estilo, hacía referencia a una perla de forma extraña e irregular. 
Además de una tendencia estética, estos rasgos constituyeron una verdadera forma de vida y marcaron toda la cultura del período. Fue una cultura que enfatizaba el contraste, el conflicto, lo dinámico, lo dramático, lo grandilocuente, la disolución de los límites, junto con un acentuado gusto por la opulencia en formas y materiales. Este estilo se convirtió en un vehículo perfecto para que la Iglesia Católica de la Contrarreforma y las monarquías absolutistas en ascenso expresaran visiblemente sus ideales de gloria y pompa.
Las estructuras monumentales construidas durante el Barroco, como los palacios, grandes teatros e iglesias, buscaban generar un impacto de carácter espectacular y exuberante, proponiendo una integración de las diversas lenguas artísticas y envolviendo al observador en una atmósfera catártica, apoteósica, envolvente y apasionada. Esta estética tuvo una gran aceptación en la península ibérica, especialmente en Portugal, cuya cultura, además de ser esencialmente católica y monárquica —donde Iglesia y Estado estaban oficialmente unidos y las fronteras entre lo público y lo privado eran flexibles y difusas—, estaba impregnada de milenarismo y misticismo. Esto favoreció una religiosidad omnipresente y supersticiosa, caracterizada por su intensidad emocional.
Desde Portugal, este movimiento se extendió a su colonia en América, donde el contexto cultural de los pueblos indígenas, marcado por el ritualismo y la festividad, proporcionó un terreno fértil y receptivo para su desarrollo. 
El Barroco surgió en Brasil cuando ya habían pasado cerca de cien años desde el inicio de la colonización portuguesa en el territorio. La población comenzaba a multiplicarse en las primeras ciudad y alguna cultura autóctona empezaba a echar raíces, aunque los colonizadores todavía luchaban por establecer una infraestructura esencial, enfrentándose a una naturaleza aún salvaje y a pueblos indígenas no siempre amigables, dentro de los límites impuestos por su condición de colonia intensamente explotada por la metrópoli. En esta sociedad en formación, se instauró la esclavitud como base de la fuerza productiva.   
Por lo tanto, el Barroco surgió en un escenario de batalla y conquista, pero también de admiración por el paisaje espectacular, una emoción que los colonizadores proclamaron desde sus inicios.  Floreciendo durante los largos siglos de construcción de un nuevo e inmenso país, y siendo una corriente estética cuya esencia y vitalidad residen en el contraste, el drama, el exceso y el asombro, quizá por eso logró reflejar la magnitud continental de la empresa colonizadora, dejando un conjunto de obras maestras igualmente grandioso. Sin embargo, más que una corriente estética, el Barroco fue un movimiento cultural que penetró en todas las esferas y estratos sociales, configurando todo un estilo de vida. El Barroco, entonces, se confunde con y da forma a una gran parte de la identidad y del pasado nacionales.  Según Benedito Lima de Toledo, «queda un hecho fundamental: durante más de tres siglos el Barroco tradujo las aspiraciones y las contradicciones de la sociedad de Brasil, ansiosa por encontrar sus propios caminos. Es el arte el que da expresión a los anhelos de la nación en su larga búsqueda de autoafirmación». y no es casualidad que Affonso Romano de Sant'Anna lo haya llamado al Barroco el alma de Brasil. Una parte importante de este patrimonio artístico es ahora reconocido como Patrimonio de la Humanidad, y una gran colección fue catalogada a nivel nacional por el Instituto del Patrimonio Histórico y Artístico Nacional (IPHAN) y por organismos estatales y municipales.
El Barroco en Brasil se formó a partir de una compleja red de influencias europeas y adaptaciones locales, aunque en general teñido por la interpretación portuguesa del estilo. Es necesario recordar que el contexto en el que se desarrolló el Barroco en la colonia era completamente diferente al que le dio origen en Europa. En Brasil un país en formación, todo estaba aún por hacer. Por eso el Barroco brasileño, a pesar de todo el oro en las iglesias nacionales, ha sido acusado de pobreza e ingenuidad en comparación con el Barroco europeo, de carácter erudito, cortesano, sofisticado, mucho más rico y sobre todo blanco, ya que gran parte de la producción brasileña tiene de hecho una técnica rudimentaria, creada por artesanos con poca formación, incluyendo esclavos, mulatos libertos e incluso indígenas. Pero esta característica mestiza, ingenua e inculta es uno de los elementos que le confiere originalidad y tipicidad.  Como observó el arquitecto Lúcio Costa:

Conviene reconocer desde el principio que no siempre son las obras académicamente perfectas [...] las que, de hecho, poseen mayor valor plástico. Las obras de sabor popular, desfigurando a su modo las relaciones modulares de los patrones eruditos, crean, muchas veces, relaciones plásticas nuevas e imprevistas, llenas de espontaneidad y de espíritu de invención, lo que eventualmente las coloca en un plano artísticamente superior al de las obras muy bien comportadas, dentro de las reglas del estilo y del buen gusto, pero vacías de savia creadora y de sentido real.
Lúcio Costa

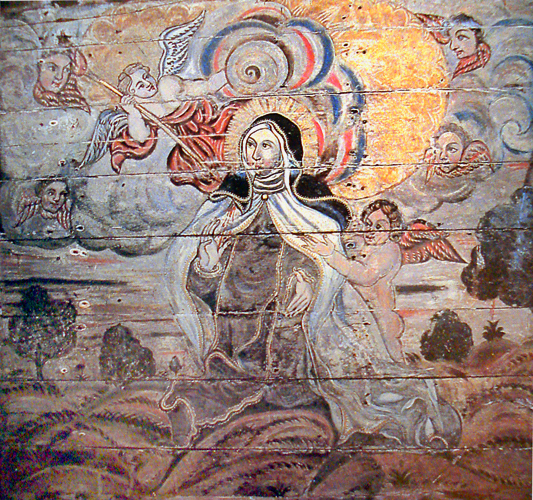
Anónimo: Éxtasis de Santa Teresa, Iglesia Convento do Carmo, São Cristóvão. La espontaneidad naif o ingenua es una característica de gran parte del barroco brasileño

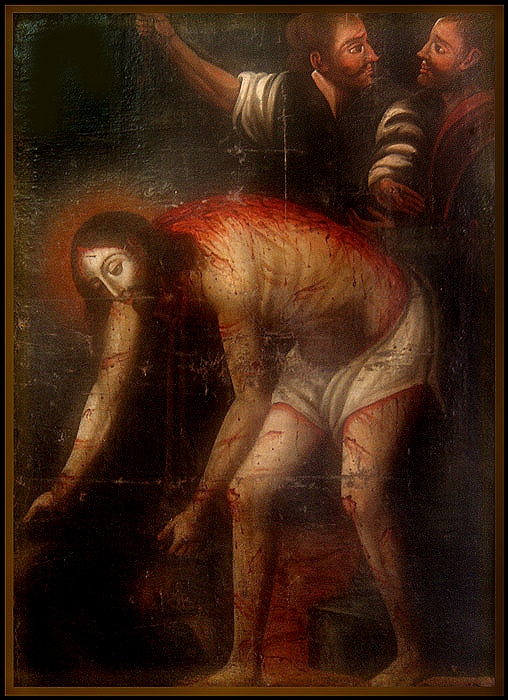
Un indígena anónimo realizó en el este Cristo azotado, hoy en el Museo de Arte Sacro de Pernambuco, donde se pueden apreciar multitud de influencias estilísticas exóticas.

Además, la comunicación entre los primeros centros de población en el litoral no era fácil, muchas veces era más práctico recurrir directamente a Lisboa para todo. Es natural que hasta el siglo XVII los ensayos artísticos brasileños se realizaran a menudo en condiciones precarias donde imperaba la improvisación y el amateurismo, y muchas veces sin el conocimiento de lo que ocurría en otros lugares de la colonia, dando origen a interpretaciones idiosincrásicas del estilo. El frecuente contacto con la Metrópoli, por otro lado, posibilitó al arte colonial tener acceso a una ininterrumpida fuente de nuevas informaciones, sin que esto impidiera variaciones e interpretaciones locales. Y hubo, ciertamente, muchos maestros eruditos en actividad, que se convirtieron en jefes de escuelas, portugueses al principio, y más tarde, muchos brasileños también. A estos se deben los ejemplares más ricos y sofisticados de la producción barroca. Los religiosos activos en Brasil, originarios de diversos países, muchos de ellos literatos, arquitectos, pintores y escultores, en general muy bien preparados y talentosos, contribuyeron de forma decisiva a esta complejidad trayendo su variada formación, que recibieron en países como España, Italia y Francia, además del propio Portugal, y servían como difusores. El contacto con Oriente, a través de las compañías de comercio marítimo, también dejó su huella, visible en algunas pinturas orientalizantes, en lacas, porcelanas y estatuillas de marfil.
A principios del siglo XVIII, ya existiendo una mejor comunicación interna y mejores condiciones de trabajo, comenzaban a circular en los talleres del país diversos tratados teóricos y manuales prácticos europeos sobre arte, y los artistas locales buscaban ávidamente reproducciones en grabado de obras europeas, antiguas y contemporáneas, que les presentaban una iconografía muy heterogénea usada como modelo formal y adaptada a gran escala en las creaciones locales. A partir de 1760 se observó la penetración de la influencia francesa, originando otra derivación, más elegante, variada y ligera, el llamado Rococó, que floreció de manera más expresiva en las iglesias de Minas Gerais. En este crisol de influencias diversificadas se encuentran incluso elementos de estilos ya obsoletos como el gótico y el renacentista. Es del resultado de todos estos entrecruzamentos que nació el original, ecléctico y a veces contradictorio Barroco que hoy se ve esparcido en prácticamente todo el litoral del país y en gran parte de su interior. La región Amazónica fue la menos afectada, pues fue la última en ser poblada. El sur de Brasil, conquistado básicamente a partir de mediados del siglo XVIII, también es relativamente pobre en herencia barroca. 
A finales del siglo XVIII el Barroco ya estaba perfectamente aclimatado al contexto nacional, habiendo producido innumerables frutos de alto valor. Fue entonces cuando aparecieron en Minas Gerais —uno de los principales polos culturales y económicos de Brasil en aquella época— las dos figuras célebres que lo llevaron a una culminación y que también iluminaron su fin como corriente estética dominante: Aleijadinho en la arquitectura y la escultura, y en la pintura, el Mestre Ataíde. Ellos epitomizan un arte que había logrado madurar y adaptarse al ambiente de un país tropical y dependiente de la Metrópoli, vinculándose a los recursos y valores regionales y constituyendo uno de los primeros grandes momentos de originalidad nativa, de brasileñidad genuina.Sin embargo, el llamado "Barroco mineiro" más típico y que ellos representan tan bien, para muchos estudiosos ya no es propiamente Barroco sino Rococó, lo que refleja las polémicas aún existentes en torno a la identificación del Rococó como un estilo independiente. La tendencia reciente es otorgar autonomía al Rococó. Pero, hasta mediados del siglo XIX, habría aún mucha superposición de influencias y persistencia de arcaísmos, haciendo frecuentemente imposible una caracterización precisa en el análisis de los casos individuales.      
De cualquier manera, el gran ciclo artístico de donde surgieron esos dos artistas fue interrumpido abruptamente poco después con la imposición oficial de la novedad neoclásica, a partir de la llegada de la corte portuguesa a Brasil en 1808 y de la actividad de la Misión Artística Francesa.A partir de entonces, perdiendo el favor oficial y de las élites, el Barroco se disolvería gradualmente. Pero es prueba del vigor con que fructificó en el país el hecho de que sus ecos se escucharían, en centros provinciales especialmente, practicado por artesanos populares, hasta la contemporaneidad. De hecho, varios escritores ya han afirmado que el Barroco nunca murió y continúa muy vivo en la cultura nacional, siendo constantemente invocado y reinventado.    

### El papel de la Iglesia católica

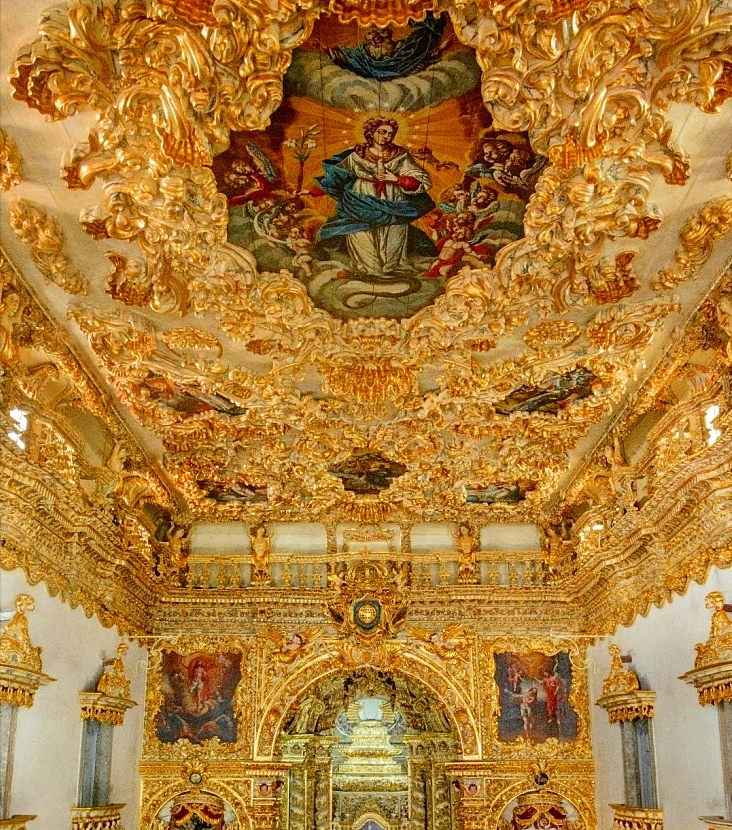
La Iglesia de Nuestra Señora de la Concepción de los Militares, en Recife, fue definida por el historiador de arte francés Germain Bazin como la "capilla sixtina del barroco-rococó".

En Europa, la Iglesia Católica fue, junto a las cortes, la mayor mecenas del arte en este período. En la inmensa colonia de Brasil no había corte, la administración local era confusa y lenta, y así un vasto espacio social permanecía vacío para la acción de la Iglesia y sus misioneros, destacándose entre ellos los jesuitas, que además de los oficios divinos administraban una serie de servicios civiles como los registros de nacimiento y defunción, estaban a la vanguardia de la conquista del interior del territorio sirviendo como pacificadores de los pueblos indígenas y fundadores de nuevas poblaciones, organizaban gran parte del espacio urbano en el litoral y dominaban la enseñanza y la asistencia social manteniendo colegios y orfanatos, hospitales y asilos. Construyendo grandes templos adornadas con lujo, asignando piezas musicales para la ceremonia y estimulando enormemente el entorno cultural en general, y, por supuesto, estableciendo las normas en el tema y en la forma de representar los personajes del cristianismo, la Iglesia concentró el arte colonial brasileño, con una expresión profana poco común. Por lo tanto, en Brasil, la mayoría del arte barroco se considera arte religioso. Además, debemos tener en cuenta que el templo católico no solo era un sitio de culto, sino que también era el lugar de socialización más relevante de la comunidad, un núcleo de difusión de valores fundamentales y frecuentemente el único sitio relativamente seguro en la frecuentemente agitada y violenta vida de la colonia. Gradualmente, este equilibrio se transformó hacia una laicización, pero no se completó durante el período de relevancia del Barroco. Alrededor del siglo XVIII, con la creciente demanda e instancias administrativas en la colonia en desarrollo, las instituciones laicas empezaron a cobrar mayor relevancia, pero no lograron formar un enorme mercado para los artistas, no hubo tiempo. Solo con la aparición de la corte portuguesa en 1808, la gestión civil adquirió mayor intensidad.

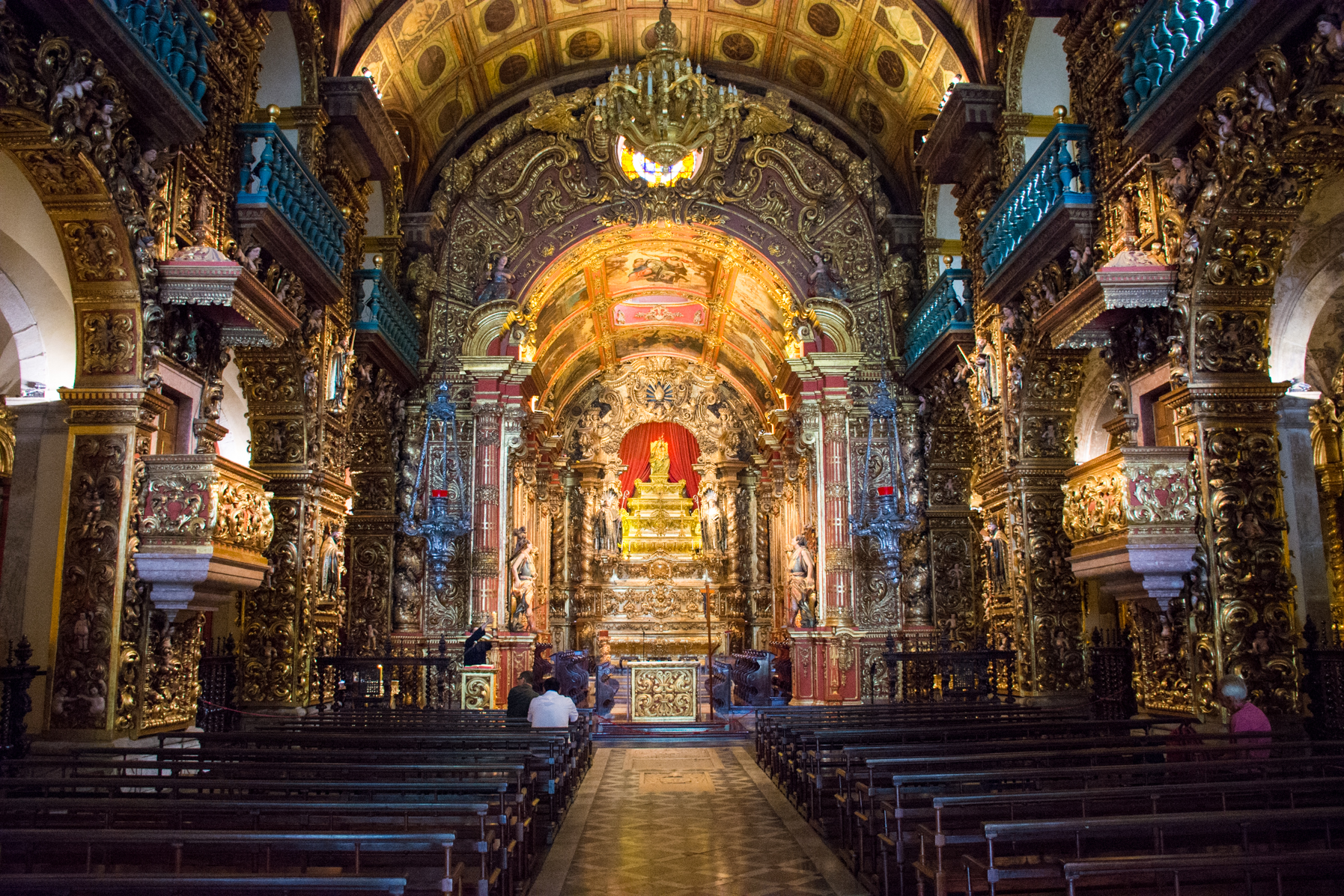
El interior completamente decorado de la iglesia del Monasterio de San Benito, Rio de Janeiro.

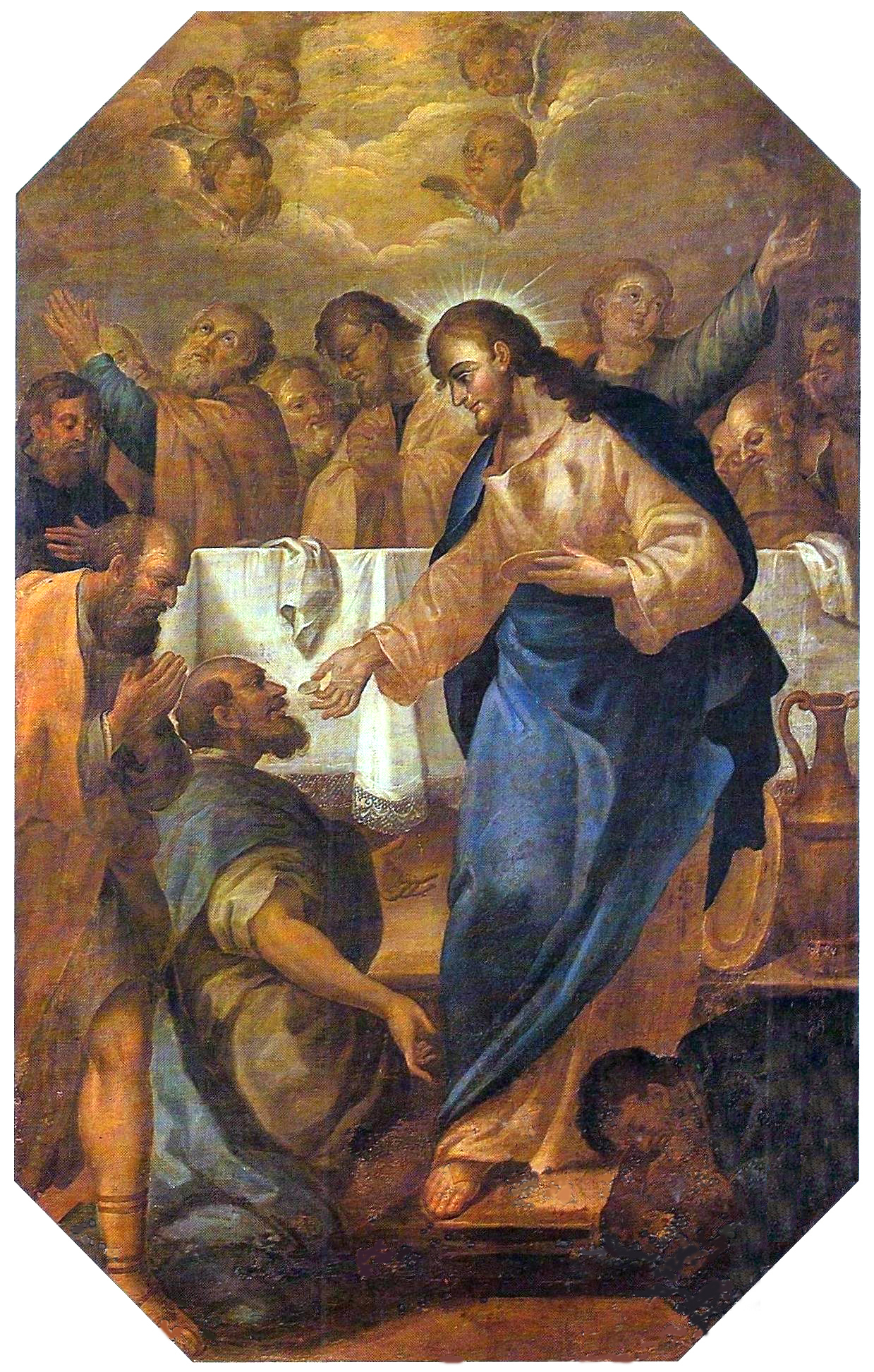
El arte barroco como "narrador" y adoctrinador: Jesús instituye la Eucaristía, de José Teófilo de Jesús

Al igual que en otras partes del mundo donde floreció, el Barroco fue también en Brasil un estilo movido en gran parte por la inspiración religiosa, pero al mismo tiempo daba una enorme énfasis a la sensorialidad y a la riqueza de los materiales y formas, en un acuerdo tácito y ambiguo entre gloria espiritual y placer de los sentidos. Este pacto, cuando las condiciones lo permitieron, creó algunas obras de arte de enorme riqueza y complejidad formal. Basta con entrar en uno de los templos principales del Barroco brasileño para que los ojos se pierdan de inmediato en una explosión de formas y colores, donde las imágenes de los santos están enmarcadas por resplandores, cariátides, ángeles, guirnaldas, columnas y tallados en tal volumen que en algunos casos no dejan un palmo cuadrado de espacio a la vista sin intervención decorativa, con oro cubriendo paredes y altares. Como dijo Germain Bazin, «para el hombre de este tiempo, todo es espectáculo».
Desde el punto de vista de la época, esta prodigalidad en la decoración se justificaba: la religión instruía al pueblo en la valoración de las virtudes abstractas, intentando atraerlo inicialmente por los sentidos físicos, en particular por la encanto de las formas. Sin embargo, tal abundancia también era vista como un tributo a Dios, para Su propia gloria. Pese a la condena protestante del lujo desmedido en los templos católicos, y de la recomendación de austeridad por el Concilio de Trento, el catolicismo práctico ignoró las restricciones. En realidad, el propio Concilio, convocado principalmente para organizar la batalla contra el progreso protestante, organizó una agresiva campaña proselitista mediante el arte, haciéndola más atractiva para el público satisfaciendo sus necesidades de entendimiento, tocando sus pasiones, esperanzas y temores más elementales, añadiendo un carácter doctrinal sistemático, e introduciendo también nuevos temas, nuevos modos de representación. Estos factores crearon un proyecto cultural que además de tener refinamientos pedagógicos fue en las diversas artes un punto de inflexión y promovió el surgimiento de una cornucopia de obras maestras, previendo una verdadera inmersión del público en ambientes en los que recibiría un bombardeo masivo de estímulos sensoriales, intelectuales y emocionales variados, entre los cuales estaban las narrativas sagradas pintadas en los lienzos, la música grandiosa y conmovedora, el titilar de las velas arrancando reflejos místicos del oro en las ricas tallas, las piadosas representaciones de misterios, las estatuas "milagrosas" prometiendo venturas a los creyentes e intimidando a los pecadores, el olor del incienso creando una atmósfera sugestiva, las letanías en coro, las procesiones festivas con fuegos artificiales y las ceremonias suntuosas, los sermones retóricos, todo en sintonía, entendiendo que el arte «puede seducir el alma, perturbarla y encantarla en las profundidades no percibidas por la razón; que esto se haga en beneficio de la fe».  Tal programa, fundamentado en un discurso de fuerte sentido escenográfico y declamatorio, expresándose lleno de alegorías y prolijas descripciones, y apelando a afectos intensos, se tradujo plásticamente en la extrema complejidad, en los fuertes contrastes y en el dinamismo de las formas artísticas barrocas en todos los países donde el estilo prosperó, pues era la expresión visible del intrincado, paradójico y dramático espíritu de la época.
En la época colonial de Brasil, la amenaza protestante no se presentaba, sin embargo, su población estaba compuesta por una mayoría de paganos —los negros e indígenas—, lo que justificaba su validez: debía ser un arte seductor y educativo, con el objetivo de atraer y convertir a los paganos, y a los blancos, ingenuos e infantes, bien educados; sería un medio de educación para todos, imponiéndoles creencias, tradiciones. Al mismo tiempo, fortalecería la fe de quienes ya la tenían, estimulando su perfeccionamiento. En la sociedad colonial, donde había abismos insalvables entre las clases sociales, donde imperaba la esclavitud, y los indígenas y negros, en la práctica y con rara excepción, ni siquiera eran considerados seres humanos, sino mera propiedad privada, instrumento de explotación y fuente de lucro, una religión única servía también como una forma de amortiguar estas graves desigualdades y tensiones, permitiendo que el poder colonizador las controlara mejor, e incluso las justificara, desde la perspectiva de la unión formal entre Iglesia y Estado, donde la Iglesia contribuía en gran medida con su doctrina y arte para el mantenimiento del status quo social y político.  Según explica Alfredo Bosi:

En las entrañas de la condición colonial se concebía una retórica para las masas que solo podía asumir en grandes esquemas alegóricos los contenidos doctrinales que el agente aculturador se proponía inculcar. La alegoría ejerce un poder singular de persuasión, a menudo terrible por la simplicidad de sus imágenes y por la uniformidad de la lectura colectiva. De ahí su uso como herramienta de aculturación, de ahí su presencia desde la primera hora de nuestra vida espiritual, plantada en la Contrarreforma que unía las puntas del último Medievo y del primer Barroco.

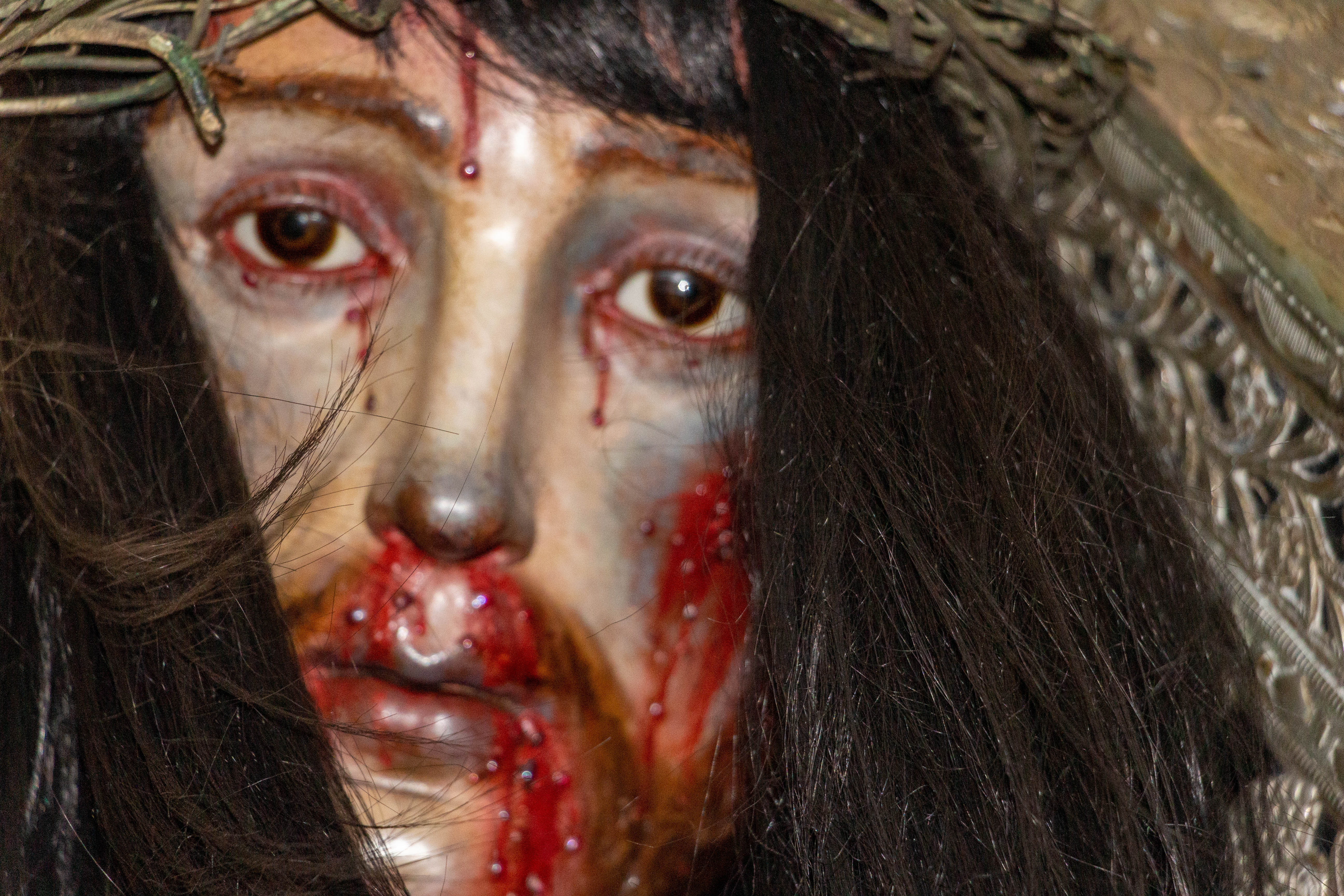
Detalle de un expresivo Cristo flagelado, estatua devocional de tamaño natural, con cabello real, en Capilla de la Ayuda, Salvador

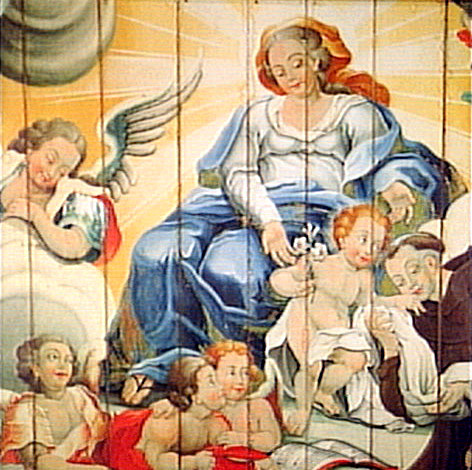
Detalle de la Virgen entregando el Niño Jesús a San Antonio, de Mestre Ataíde, un ejemplo del lado dulce del barroco brasileño

Más allá de la belleza de las formas y la riqueza de los materiales, durante el Barroco el Catolicismo se valió enfáticamente del aspecto emocional del culto. El amor, la devoción y la compasión eran visualmente estimulados por la representación de los momentos más dramáticos de la historia sagrada, y así abundan los Cristos azotados, las Vírgenes con el corazón traspasado por puñales, los crucifijos sangrientos, y las patéticas imágenes devotas, verdaderos muñecos articulados, con cabello, dientes y ropa reales, que se llevaban en procesiones solemnes y fantásticas donde no faltaban las lágrimas y las mortificaciones físicas, y los pecados eran confesados en voz alta. Las festividades religiosas constituían, en realidad, más que una forma de expresión piadosa, eran también los momentos más importantes de socialización colectiva en la vida colonial, extendiéndose frecuentemente al ámbito privado. La intensidad de estos eventos quedó registrada en muchos relatos de época, como el del padre Antônio Gonçalves, que participó en una procesión de Semana Santa en Porto Seguro:

Nunca vi tantas lágrimas en una Semana Santa como en esta, porque desde el principio hasta el final, fue un continuo grito y no había quien pudiera oír lo que el padre decía. Y esto tanto en hombres como en mujeres, y (refiriéndose a las autoflagelaciones) salieron unas cinco o seis personas casi muertas, las cuales por mucho rato no volvieron en sí.... Y hubo personas que decían desear irse a un lugar donde no vieran a nadie y hacer penitencia de sus pecados toda su vida.
Padre Antônio Gonçalves

Este no fue un ejemplo aislado, por el contrario, la mentalidad católica barroca era especialmente propensa al exageración y al drama, creía piadosamente en milagros y la devoción a las reliquias y a los santos era una práctica generalizada, a menudo mezclándose con supersticiones y prácticas altamente heterodoxas, a veces aprendidas de los indígenas y negros, que el clero tenía gran dificultad en reprimir, siempre temiendo que los fieles se desviaran hacia la brujería, lo que los informes de los Visitadores de la Inquisición referían que ocurría en todas partes, incluso entre el propio clero más ignorante. Como afirmó Luiz Mott, «a pesar de la preocupación de la Inquisición y de la propia legislación real, prohibiendo la práctica de brujerías y supersticiones, en el Brasil antiguo, en cada calle, pueblo, barrio rural o parroquia, ahí estaban las rezadoras, curanderas y adivinos prestando tan valiosos servicios a la vecindad». Pero esta misma devoción mística y apasionada, que tantas veces adoró lo trágico y lo bizarro y se acercó peligrosamente a la herejía y a la irreverencia, plasmó también innumerables escenas de éxtasis y visiones celestiales, Virgenes de gracia ingenua y juvenil y encanto perenne, y dulces Niños Jesús cuyo atractivo para el corazón sencillo del pueblo era inmediato y sumamente efectivo. Nuevamente Bazin captó la esencia del proceso:

La religión fue el gran principio de unidad en Brasil. Impuso a las diversas razas aquí mezcladas, trayendo cada una un universo psíquico diferente, un mundo de representaciones mentales básico, que fácilmente se superpuso al mundo pagano, en el caso de los indígenas y los negros, a través de la hagiografía, tan adecuada para abrir camino al cristianismo a los provenientes del politeísmo.
Germain Bazin

## Arquitectura

### Edificios de la iglesia

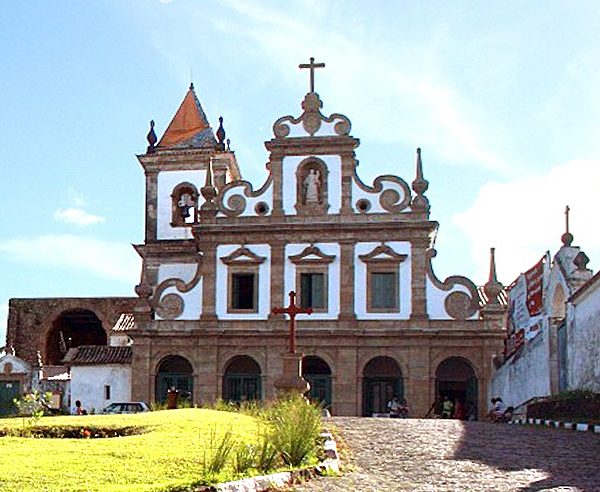
Iglesia de Santo Antonio de Cairu

Los primeros edificios religiosos de cierta importancia en Brasil se construyeron a partir de la segunda mitad del siglo XVI, cuando algunas villas ya contaban con una población que lo justificara. Fueron los casos de Olinda y Salvador. Los más sencillos emplearon la técnica del bahareque, siendo cubiertos con hojas de palma, pero desde el principio los misioneros se preocuparon por la durabilidad y solidez de los edificios, prefiriendo siempre que fuera posible construir en mampostería, aunque muchas veces, por diversas circunstancias, se veían obligados a utilizar el tapial o el adobe. Las plantas buscaban ante todo la funcionalidad, componiendo básicamente un cuadrilátero sin división en naves y sin capillas laterales, con una fachada elemental que implantaba un frontón triangular sobre una base rectangular, y se puede decir que no había, en este período inicial, una mayor preocupación por la ornamentación. Este estilo, una derivación del Manierismo, cuya austeridad remitía a los edificios clásicos, se conoció como «arquitectura chã». En 1577 llegó a Salvador el fraile y arquitecto Francisco Dias, con la misión declarada de introducir mejoras técnicas y un refinamiento estético en las iglesias de la colonia. Traía la influencia de Jacopo Vignola, cuyo estilo había agradado a la corte portuguesa, y había sido el autor del primer templo barroco en Europa, la Iglesia del Gesù, en Roma, que se convirtió inmediatamente en un modelo para muchas otras iglesias jesuitas en el mundo. En Brasil el modelo fue adaptado, manteniendo el esquema de una sola nave pero prescindiendo de la cúpula y del crucero y favoreciendo las torres. 

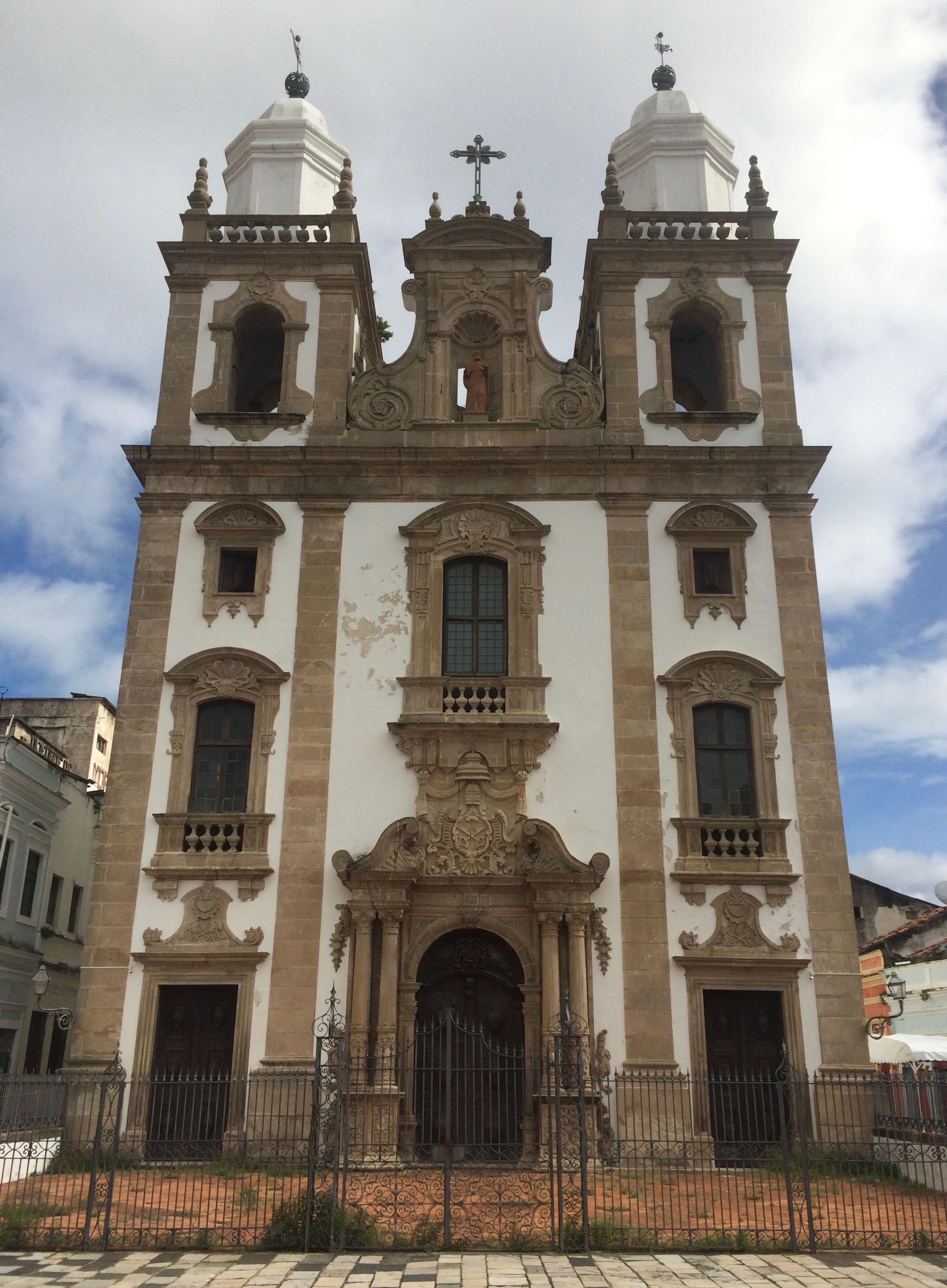
Catedral de San Pedro de los Clérigos (1728-1759), Recife

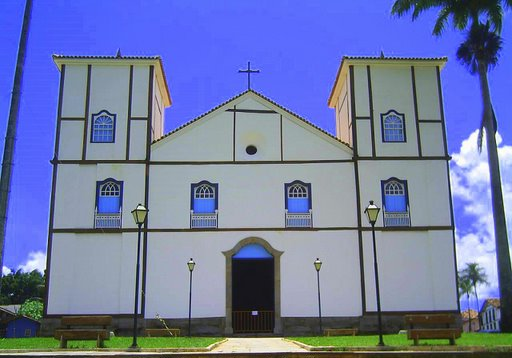
La Matriz de Pirenópolis ejemplifica adaptaciones populares en la arquitectura sacra brasileña

Pese a las mejoras, hasta la mitad del siglo XVII, los edificios jesuitas, ubicados en el nordeste, se conservaron externamente en los contornos tradicionales de gran sencillez, influyendo a otras entidades religiosas, dejando para los interiores el lujo que se pudo añadir, en altares tallados, pinturas y estatuas.No obstante, si los jesuitas mantenían una gran fidelidad al modelo italiano inicial, los franciscanos se permitieron modificar las fachadas, que podían estar precedidas de un pórtico o contener una galería, mientras que el campanario se movía hacia atrás. Dentro, el presbiterio franciscano suele ser menos profundo que el jesuítico, y la falta de naves laterales podía ser suplida por dos deambulatorios longitudinales de escasa profundidad. La Iglesia de Santo Antônio en Cairu, próxima a este modelo, es vista como la primera en mostrar características claramente barrocas. El proyectista de la fachada, el fray Daniel de São Francisco, desarrolló la fachada siguiendo un diseño de triángulo escalonado, con volutas impresionantes en el frontón y los costados; representó una innovación total, sin precedentes incluso en Europa. 
Durante la dominación neerlandesa en el nordeste muchas de las edificaciones católicas fueron destruidas, y en la segunda mitad del siglo XVII, después de la expulsión de los invasores, el esfuerzo principal se concentró en la restauración y reforma de las estructuras preexistentes, con relativamente pocas fundaciones nuevas. A estas alturas el Barroco ya era el estilo dominante. Pero recibía otras influencias, como la de Francesco Borromini, prestando más movimiento a las fachadas con la adición de aberturas en arco, rejas, relieves y óculo. En los interiores, la decoración también ganaba en riqueza, pero los esquemas eran algo estáticos, en lo que se convencionó llamar "estilo nacional portugués".
Con el tiempo, las fachadas adquirían más verticalidad y movimiento, con aberturas en formas inusuales —pera, rombo, estrella, oval o círculo— y los frontones, más curvas, relieves en piedra y estatuaria. Ejemplos son la Matriz de Santo Antônio y la Concatedral de San Pedro de los Clérigos, en Recife, y en Iglesia de Nuestra Señora del Rosario de los Prietos. Un fenómeno algo diferente se verificó en las Reducciones del sur, aunque en este período aquel territorio aún perteneciera a España. Allí las construcciones mostraron desde un principio un carácter más monumental, y con una mayor variedad de soluciones estructurales, con pórticos, columnatas y frontispicios elaborados. También en las Reducciones se desarrolló un notable programa urbanístico para el asentamiento de los indígenas. Hoy en ruinas, parte de este núcleo de arquitectura civil y religiosa del sur fue declarado Patrimonio de la Humanidad. 
Desde mediados del siglo XVIII, bajo la influencia del Rococó francés, se nota en el exterior de los edificios un ajuste en las proporciones, haciéndolos más sofisticados; las ventanas son más grandes, facilitando una mayor infiltración de la luz exterior, y el detalle en los relieve de piedra llega a un nivel elevado. El Rococó también dio importantes frutos en el nordeste, como el Convento e Iglesia de São Francisco en João Pessoa, considerado por Bazin el más perfecto de su género en aquella región. Pero es de señalar que, si por un lado las ornamentaciones de fachada e interior se volvieron cada vez más suntuosas y movidas, las plantas de los edificios, a lo largo de toda la trayectoria del Barroco en el país, poco se apartaron de lo que determinaba el estilo sencillo. En palabras de John Bury:

Incluso en el siglo XVIII, cuando fachadas, cúpulas, torres, retablos, púlpitos y la ornamentación interna de las iglesias en general se liberaron completamente de todas las precedentes limitaciones de trazados estáticos y rectilíneos, y las fachadas de las iglesias del Barroco y del Rococó desarrollaron un dinamismo acentuado y una predilección por formas curvas y sinuosas casi sin paralelo en Europa, aún así, las plantas bajas de estas iglesias se mantuvieron monótonamente fieles a los severos trazados rectangulares de los siglos XVI y XVII.
John Bury

También es importante tener en cuenta en todas las etapas la aportación popular en numerosos proyectos de comunidades más desfavorecidas, en parroquias y pequeñas capillas que adornan el sertón de Brasil, aportando a la diversidad y simplificando proporciones, ornamentos, técnicas y materiales, frecuentemente en soluciones creativas y de gran plasticidad. Simultáneamente con la edificación de iglesias, los clérigos edificaron numerosos conventos, monasterios, colegios y hospitales, algunos de ellos de gran envergadura y que, en ambas situaciones, podían ser adornados con un lujo similar al hallado en las iglesias más lujosas. Respecto a los demás, destacaban por su sencillez y utilidad, sin adornos.  

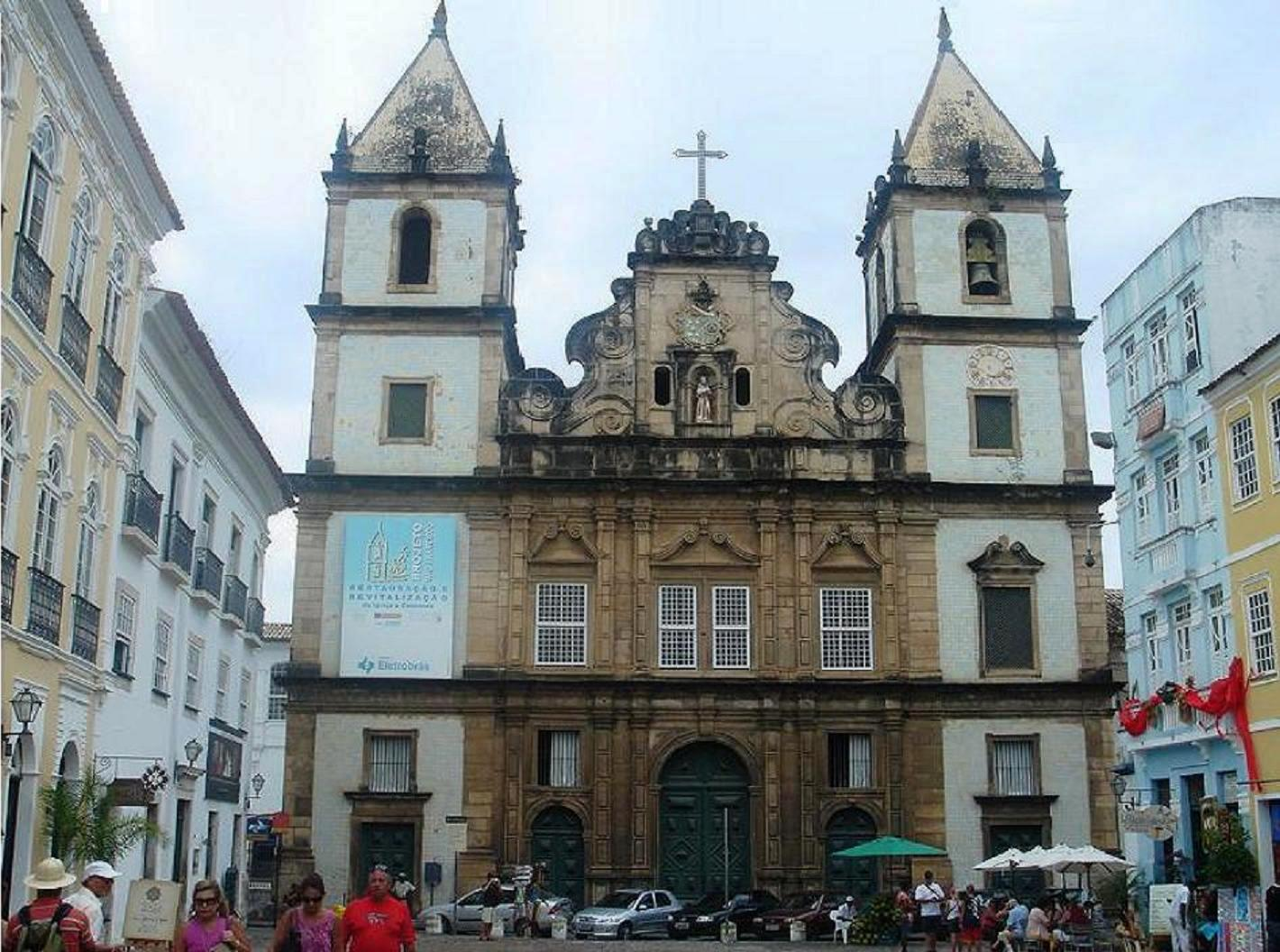
Iglesia de San Francisco (1708-1723), Salvador, Bahía
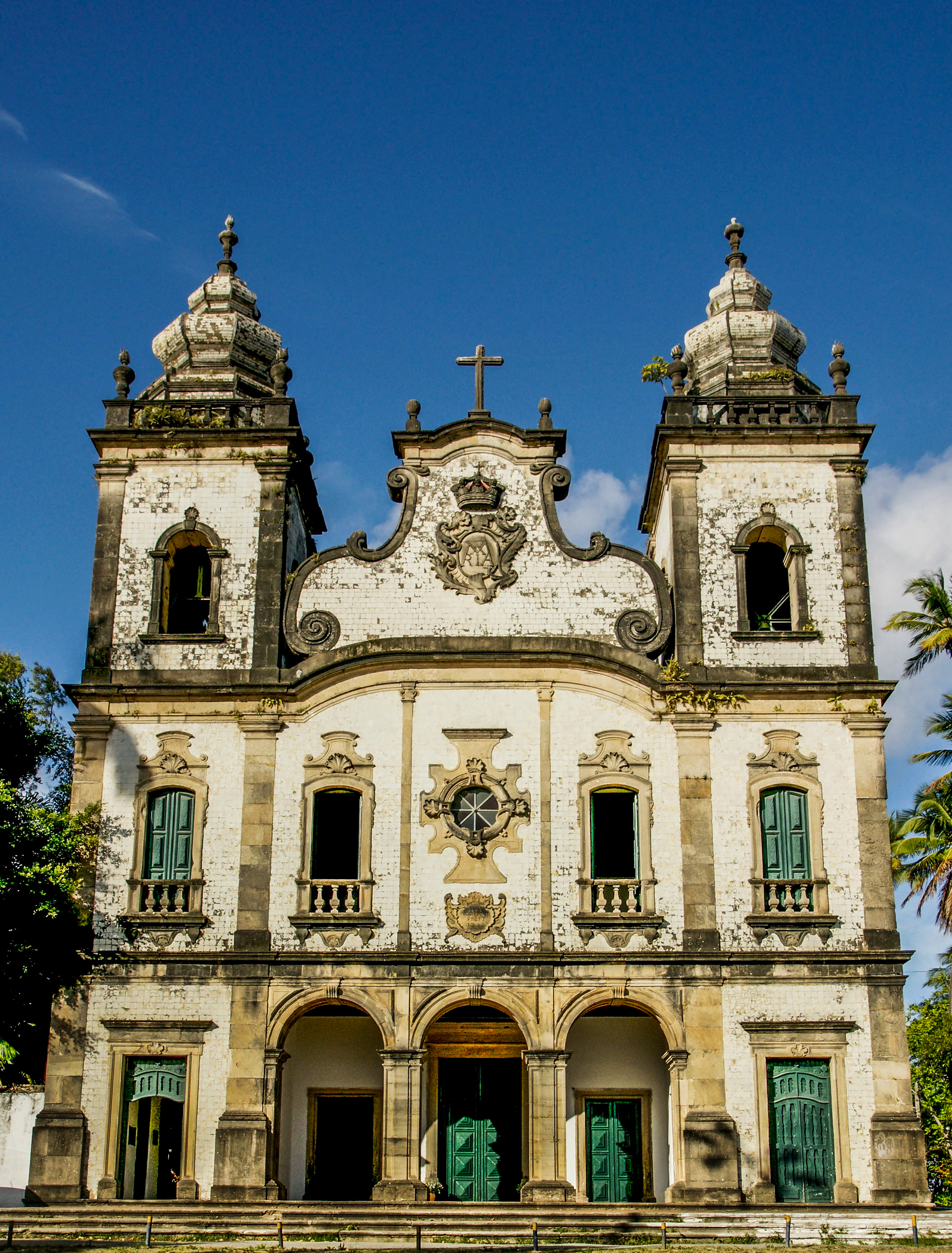
Iglesia de Nuestra Señora de Prazeres dos Montes Guararapes, Pernambuco
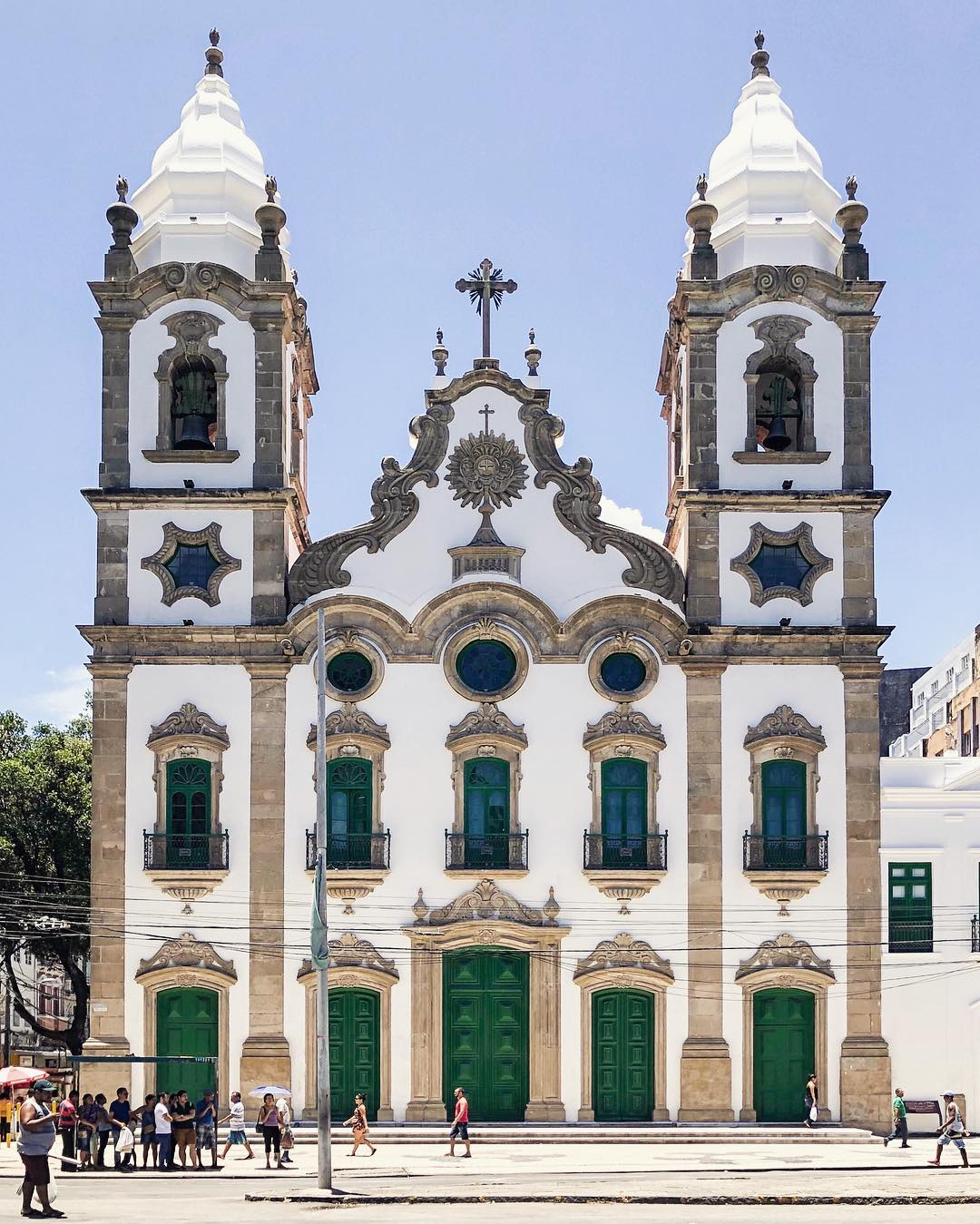
Iglesia de San Antonio (1752-1790) en Recife, Pernambuco
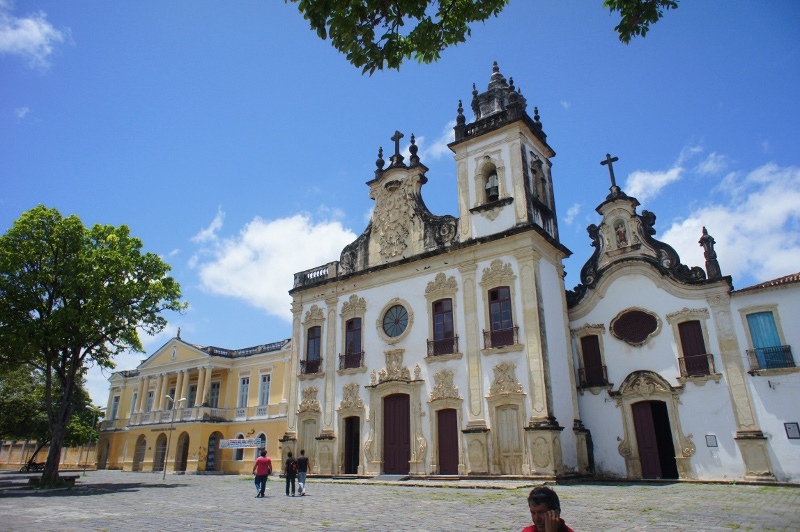
Iglesia de Nuestra Señora del Carmen, y junto a la Iglesia de la Tercera Orden, João Pessoa, Paraíba
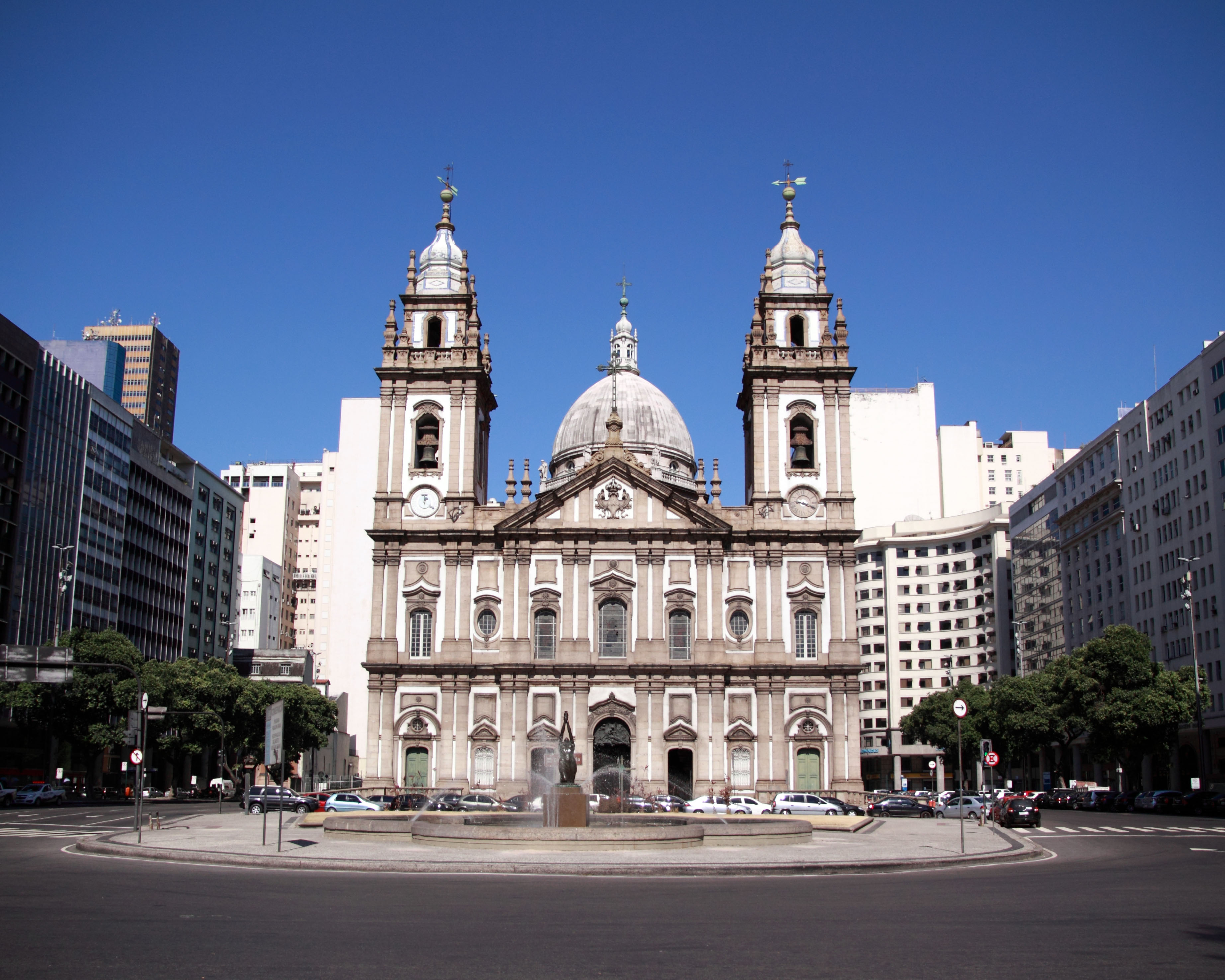
Iglesia de la Candelaria (1775-1811), ciudad de Río de Janeiro.

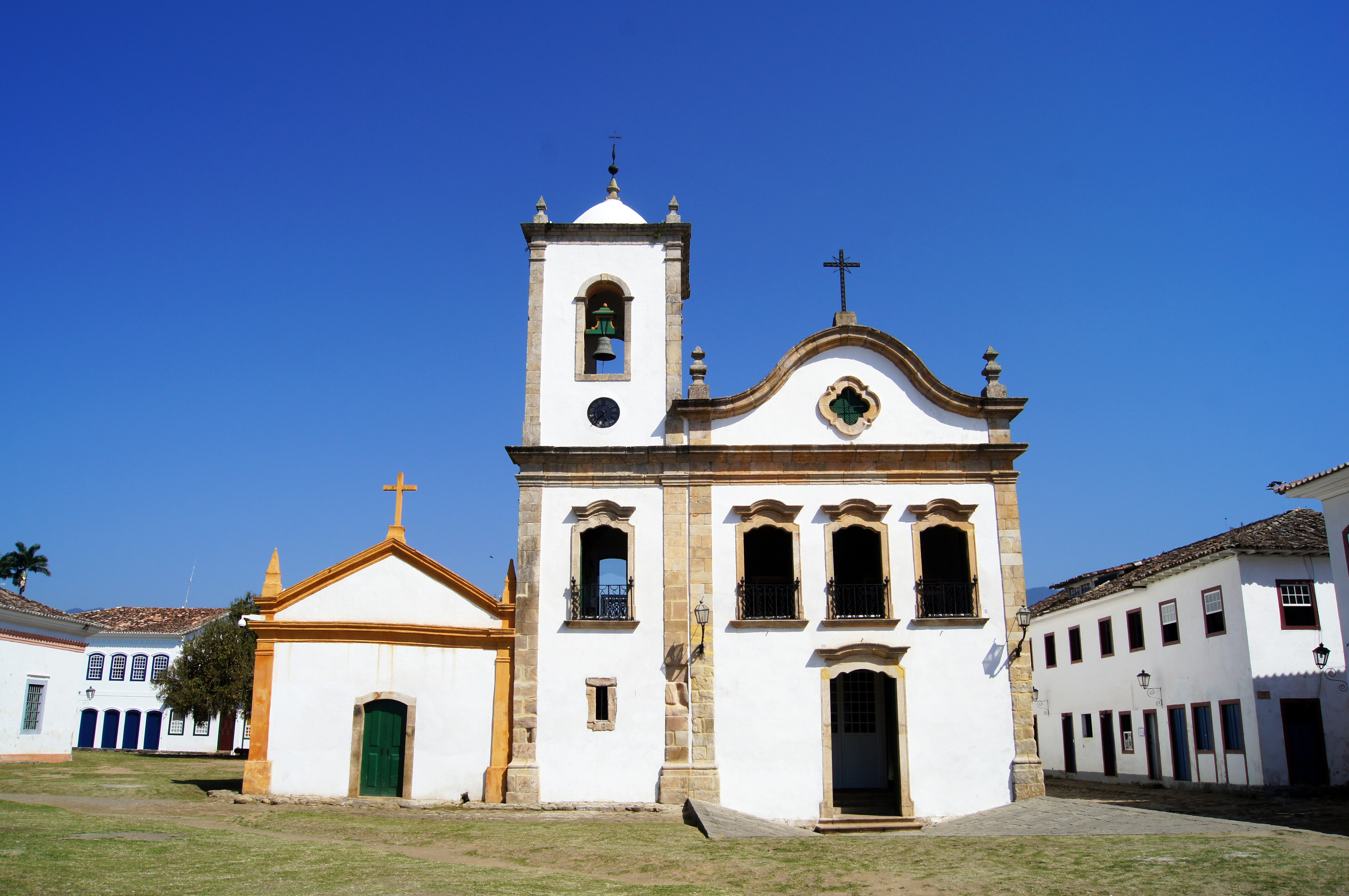
Iglesia de Santa Rita de Casia, en Paraty, Río de Janeiro
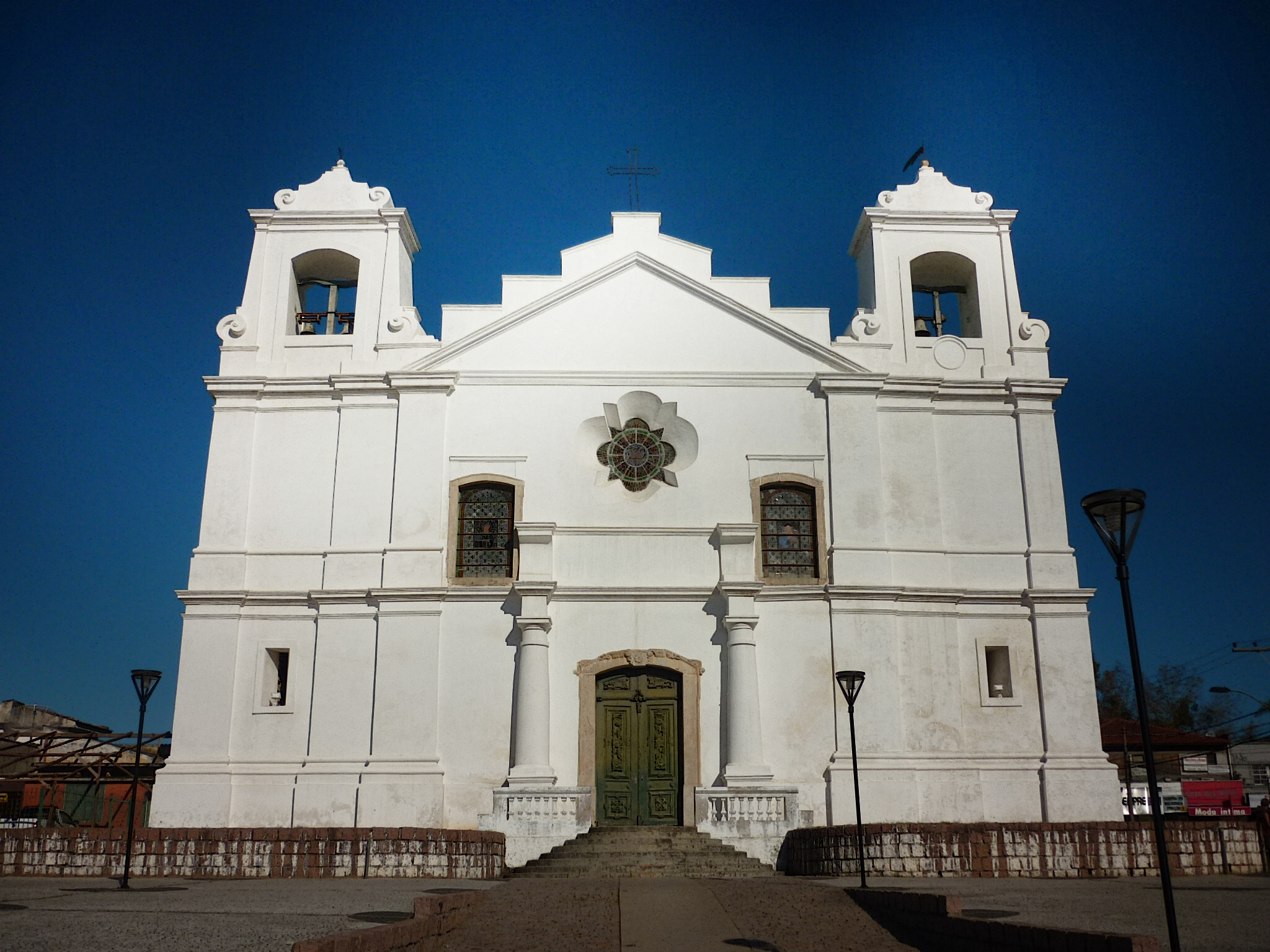
Matriz de Viamão, Río Grande del Sur.
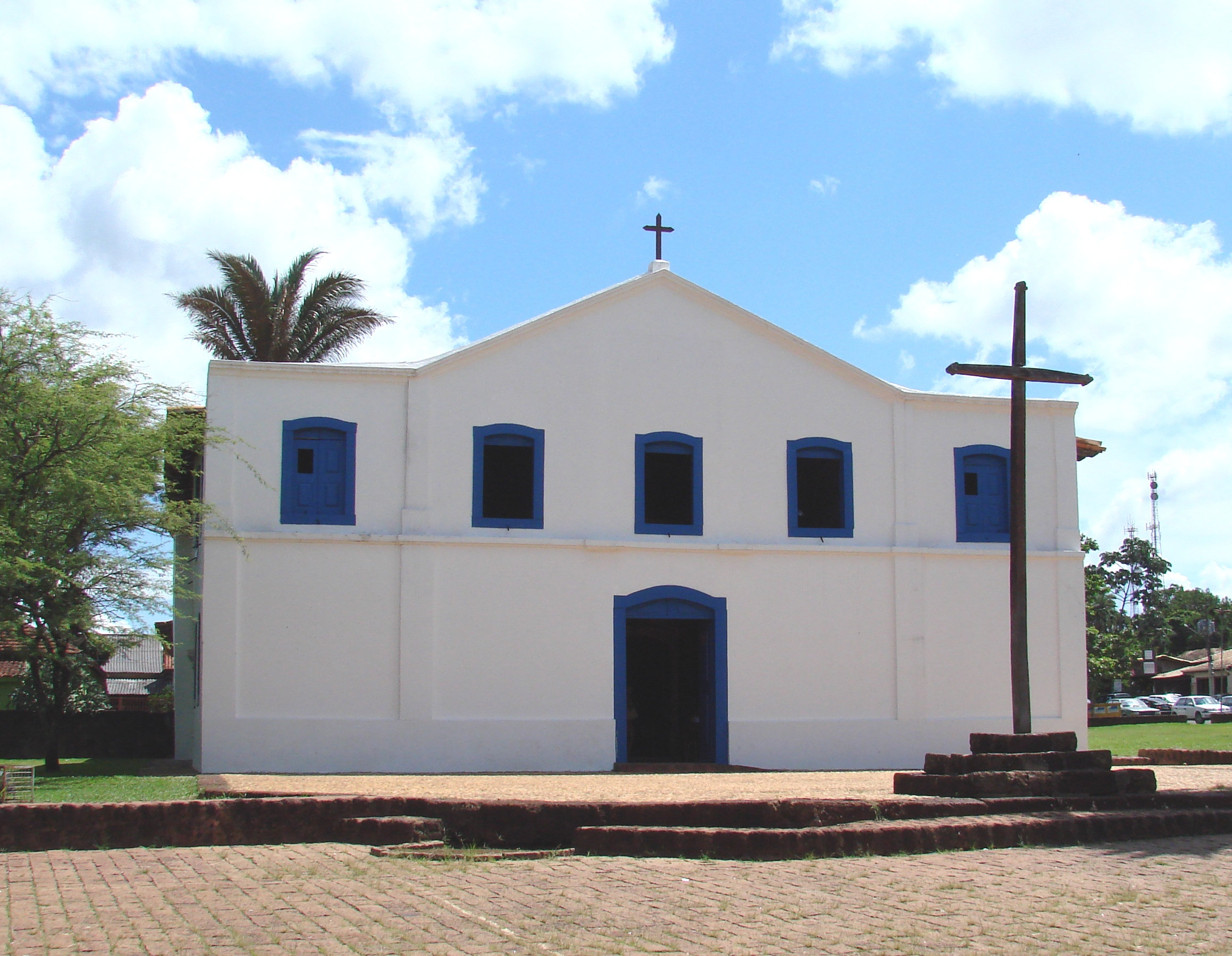
Matriz de Santana, Mato Grosso.
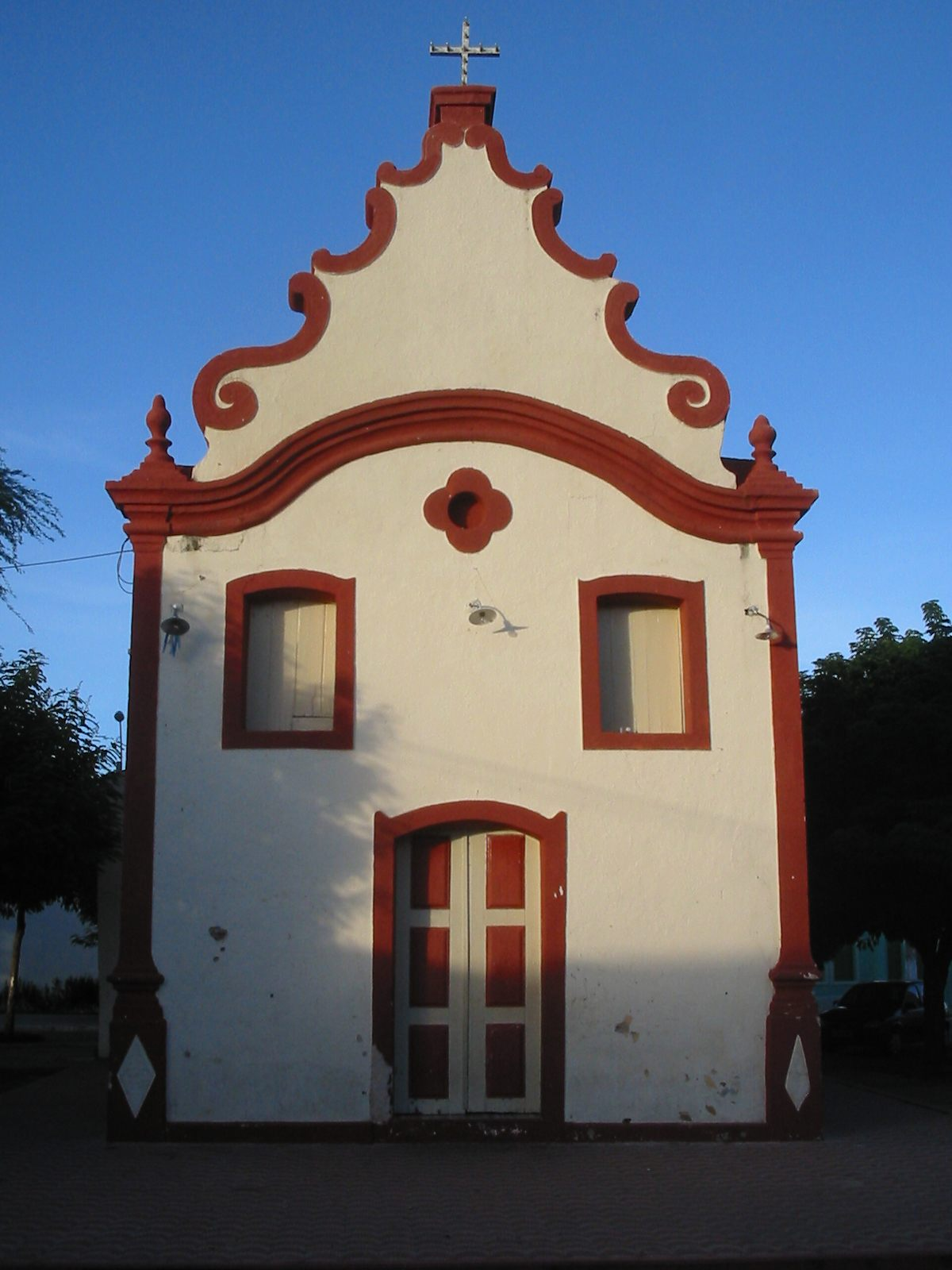
Iglesia del Rosario, Serra Talhada, Pernambuco.
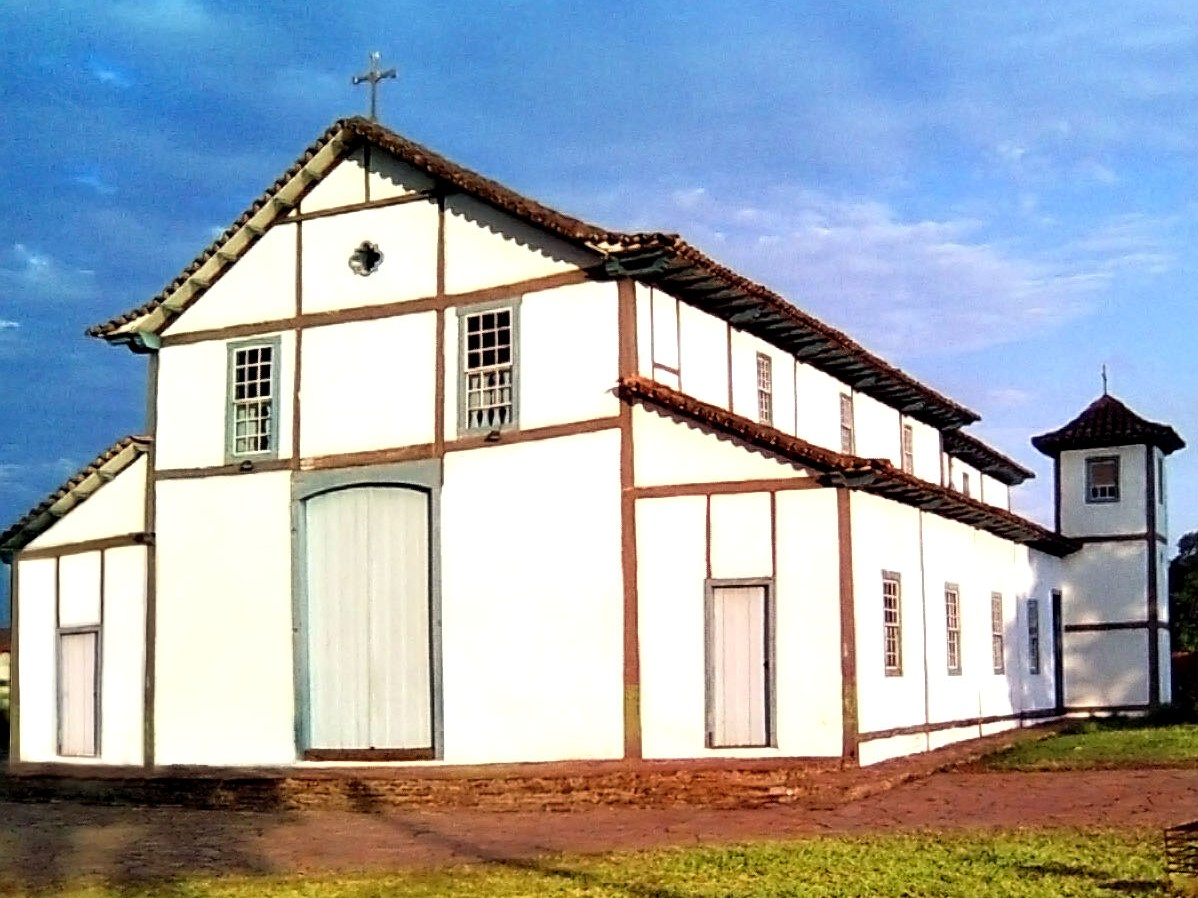
Iglesia de Nosso Senhor do Bonfim, Silvânia, Goiás.

### Arquitectura civil

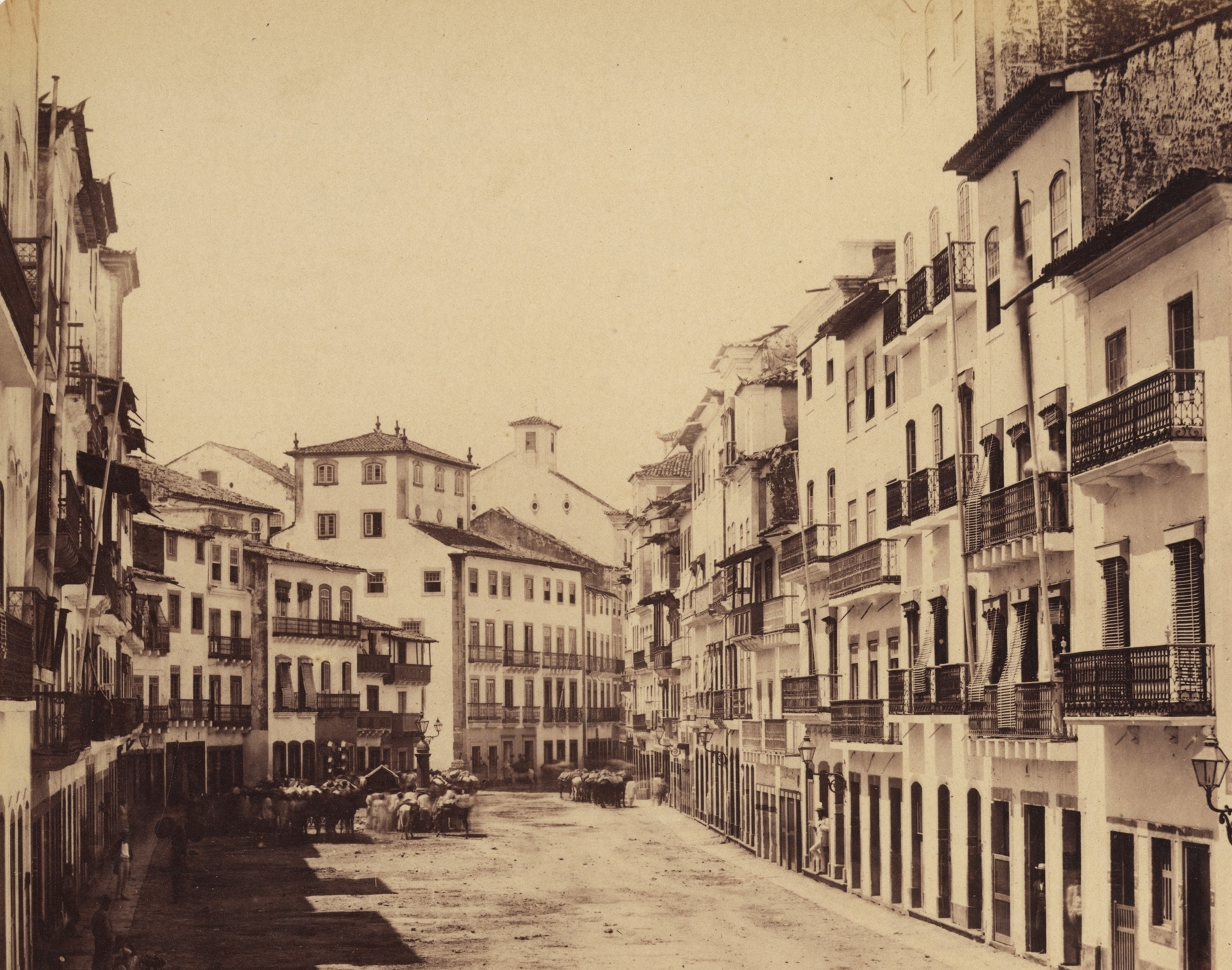
Foto de 1855, en alta resolución, de las casas coloniales de la antigua Rua dos Judeus en el Centro Histórico de Recife

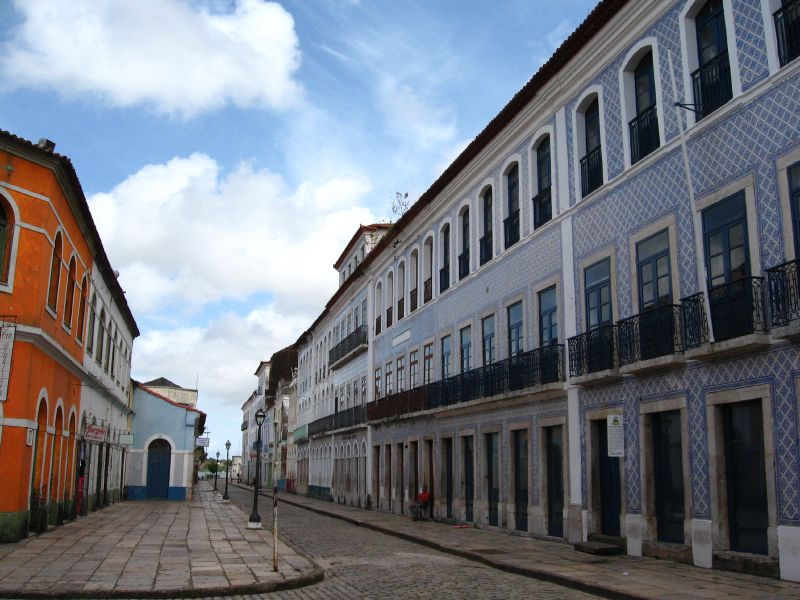
Casas adosadas con azulejos en São Luís

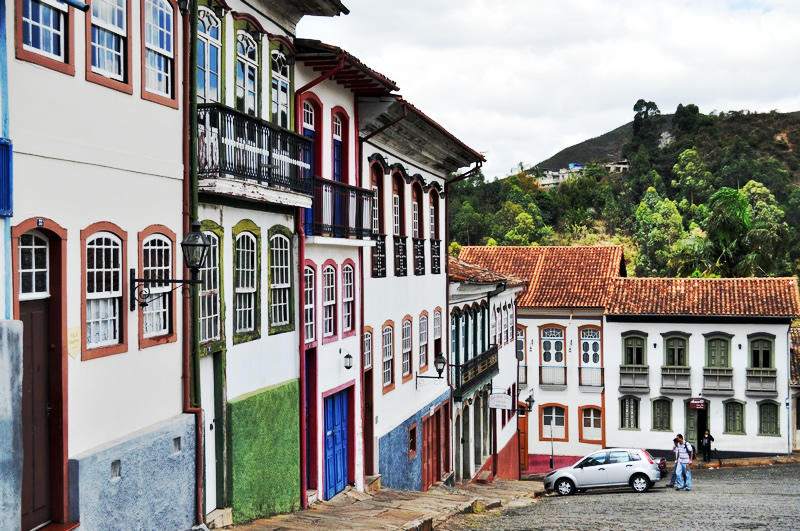
Casas en Ouro Preto, Minas Gerais

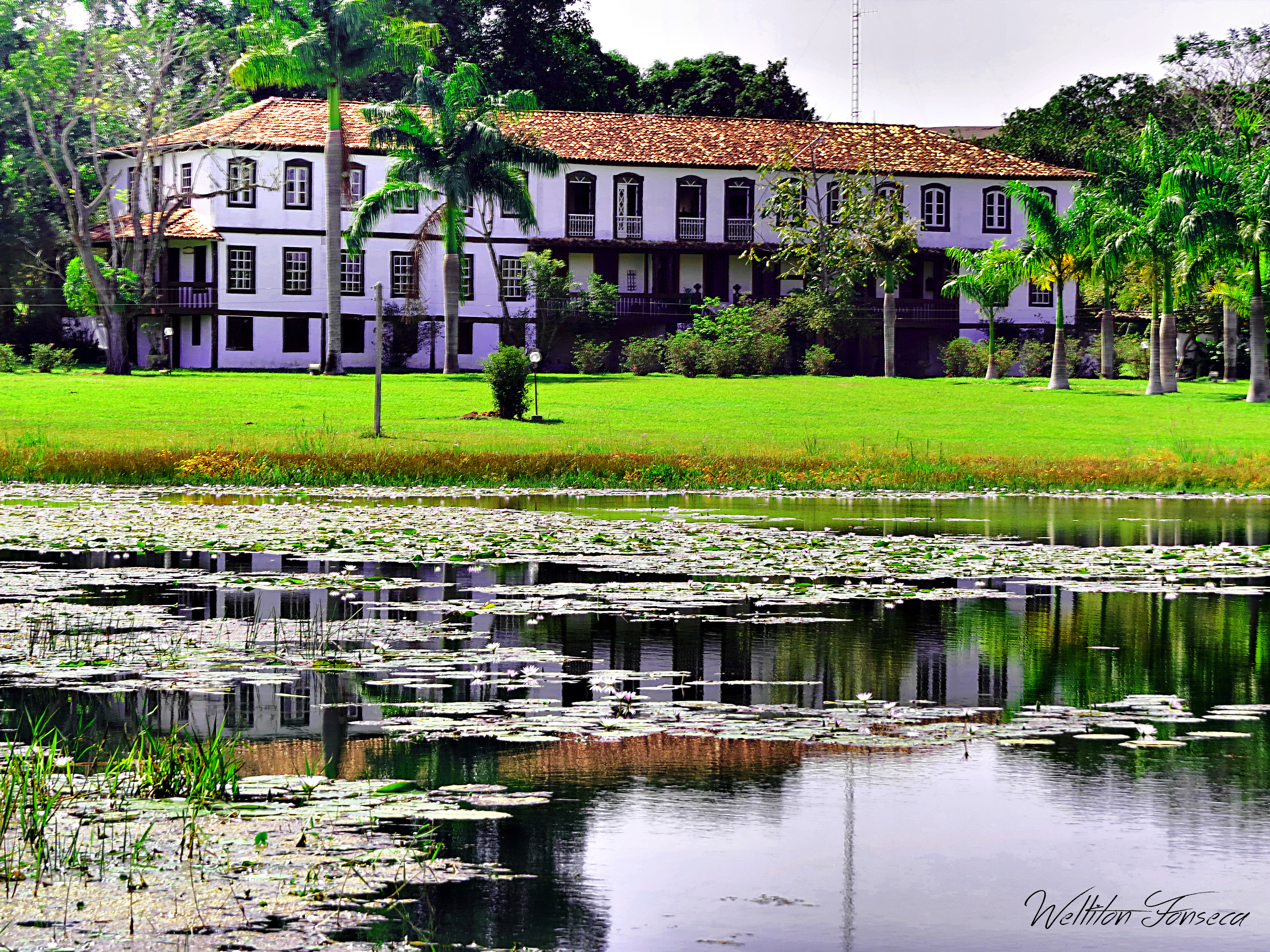
Sede de la Hacienda Ponte Alta, Minas Gerais

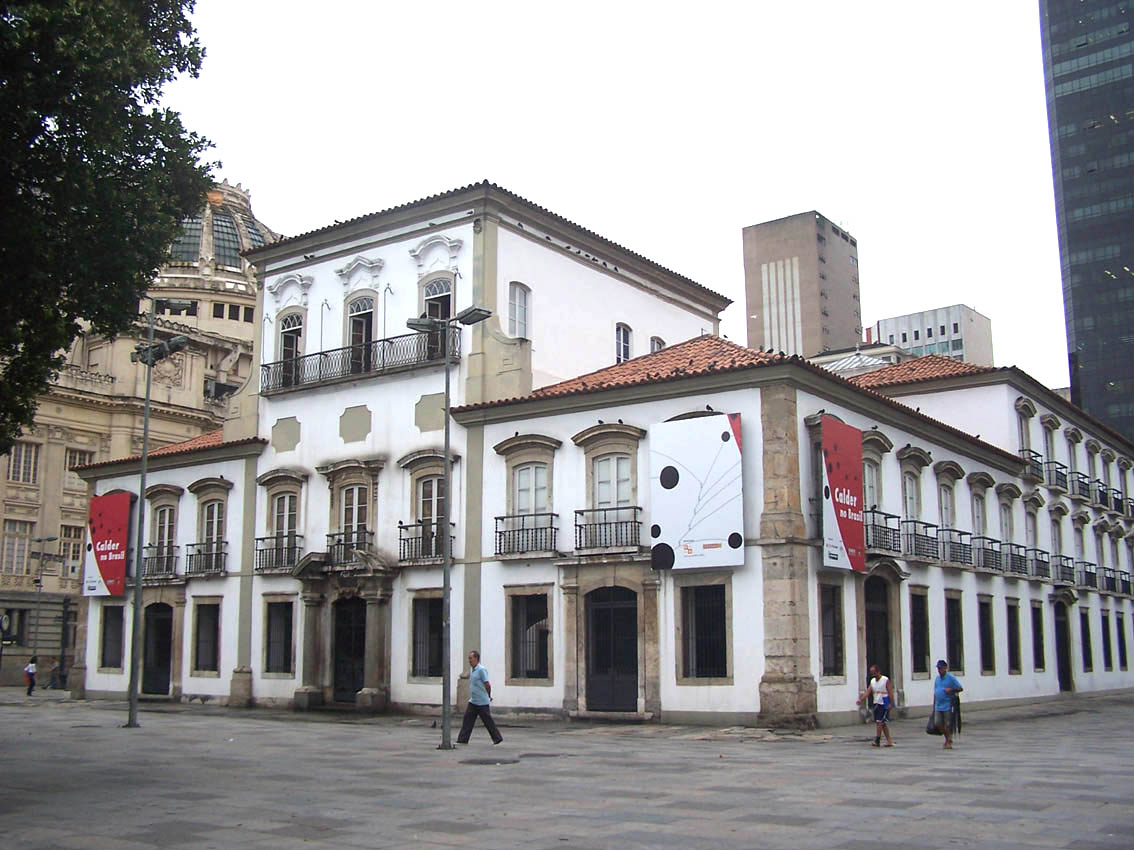
El Palacio Imperial, en Río de Janiero, antiguo Palacio de los Virreyes

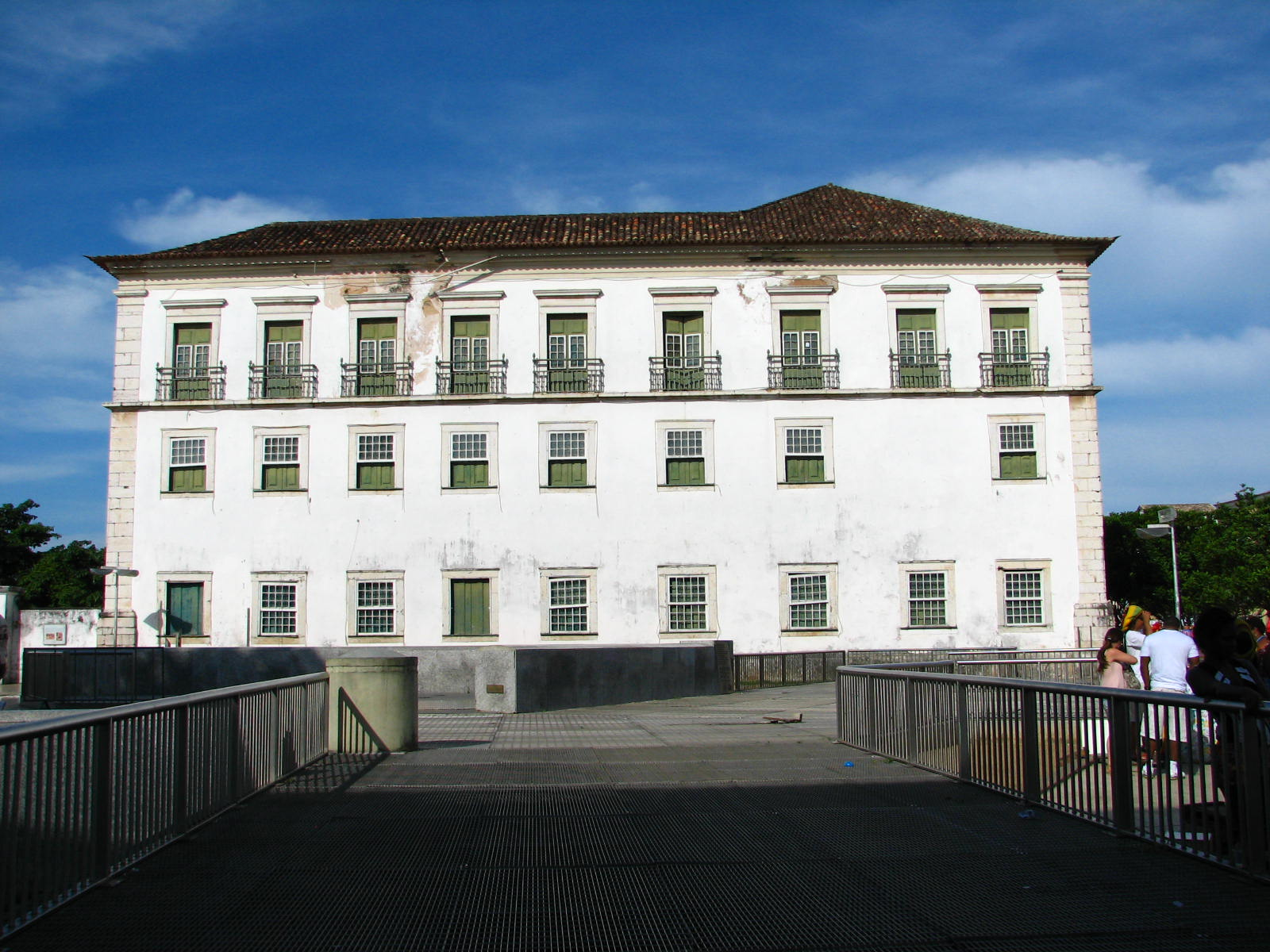
Palacio Arzobispal de Salvador

En la arquitectura civil, tanto privada como pública, el Barroco dejó escasos edificios de gran magnitud, manteniéndose en términos generales bastante austeros. Por otro lado, los conjuntos de los núcleos históricos de ciertas urbes son característicos de algunas ciudades (Salvador, Ouro Preto, Olinda, Diamantina, São Luís y Goiás), Declarados Patrimonio de la Humanidad por la UNESCO, todavía se mantienen en su mayoría intactos, exhibiendo un vasto y valioso panorama de la arquitectura civil barroca, con soluciones urbanísticas frecuentemente innovadoras y con una amplia representación de todas las modificaciones del estilo a los distintos estratos sociales y a sus cambios con el paso del tiempo.     Muchas otras ciudades también conservan importantes grupos de casas coloniales, como Paraty,  Penedo, Marechal Deodoro, Cananéia y Rio Pardo.
Durante la época del Barroco, la residencia se distinguió por una amplia variedad de soluciones estructurales y en la utilización de materiales, frecuentemente utilizando técnicas adquiridas de los nativos, una variedad que se halla entre los ricos y los pobres. No obstante, en el entorno urbano, la forma más habitual, heredada de la arquitectura portuguesa, consistió en una estructura de una planta, con una fachada que se abrió directamente a la calle y estaba próxima a las de las viviendas vecinas, y con espacios alineados, frecuentemente con mala ventilación, mala iluminación y de uso múltiple. En esta construcción sencilla, a menudo extendida en viviendas de dos o incluso cuatro pisos, los rasgos característicos del Barroco se pueden reconocer con mayor facilidad en ciertos detalles, tales como techos curvos con aleros con puntas levantadas, arcos rebajados en las dinteles, marcos y celosías ornamentales en las ventanas, así como en alguna pintura decorativa y azulejería, dado que, por lo general, la residencia colonial siempre En el entorno rural, sin las restricciones de espacio que se presentan en el entorno urbano, la diversidad se hizo mucho más evidente. 
Son dignos de mención numerosas casonas y antiguas sedes de molinos y haciendas, como las casas bandeiristas,  la Casa das Onze Janelas,  el Solar do Visconde de São Lourenço, la Fazenda Imperial de Santa Cruz,  la Fazenda Mato de Pipa  Fazenda de Sant'Ana, Fazenda Salto Grande, Fazenda Tatu,  Solar Ferrão y muchas otras viviendas rurales y urbanas de familias acaudaladas, que aunque pueden ser bastante amplias y cómodas, incluso majestuosas, suelen presentar líneas muy simples y una decoración interior asequible, y a menudo son simplemente una magnificación del modelo de vivienda popular, dando prioridad al confort por encima del lujo. En la costa noreste son notables los sobrados azulejados, por su rico efecto decorativo y por las soluciones creativas que encontraron para mitigar los efectos del clima húmedo y cálido de la región, habiendo una gran concentración de ejemplos en el Centro histórico de São Luís. 
La austeridad de la arquitectura civil podría causar sorpresa en el caso de las mansiones de la élite, dada la gran riqueza de muchas familias de la llamada "nobleza de la tierra", pero se explica por el hecho de que el contexto de la vida colonial estuvo marcado por la dispersión, la inestabilidad y la movilidad, con familias débilmente estructuradas, lo que se reflejó en el carácter provisional, simplificado e improvisado de tantas edificaciones, evitándose gastos en lo que sería, en principio, usado por poco tiempo. En realidad, cuanto menos se gastara en la colonia, mejor, pues en los primeros siglos de la colonización gran parte de los portugueses se mudaba a aquellos lejanos y solitarios lugares de Brasil imaginando quedarse solo por una temporada, anhelando volver a Portugal tan pronto hicieran fortuna, dejando atrás una tierra admitidamente bella y rica, pero inhóspita y salvaje, considerada de clima insalubre, donde la supervivencia exigía un arduo esfuerzo y estaba siempre en peligro — la vida en la colonia era vista por la mayoría de los portugueses como un destierro agobiante. Desde el inicio del proceso colonizador aquella sensación de impermanencia había quedado evidente, como se nota, por ejemplo, en la crítica del fray Vicente de Salvador, formulada en 1627 en su Historia do Brazil, a la aversión general que despertaba la idea de tener a Brasil como residencia definitiva:

Los pobladores, por más arraigados que estuvieran en la tierra y por más ricos que fueran, pretendían llevarlo todo a Portugal. Y si las haciendas y bienes que poseían supieran hablar, también les habrían enseñado a decir como los loros, a los cuales lo primero que les enseñan es 'loro real para Portugal'; porque todo quieren para allá, y esto no solo lo hacen los que vinieron de allá, sino también los que nacieron aquí, que unos y otros usan de la tierra, no como señores, sino como usufructuarios, solo para disfrutarla y dejarla destruida.
Fray Vicente de Salvador

Además, incluso las élites gobernantes más influyentes se encontraban constantemente afectadas en el día a día colonial por problemas, dudas y carencias de todas clases, tal como se refleja en las persistentes reclamaciones del Marqués de Lavradio y otros oficiales del Reino, lo que lleva a concluir que incluso sus palacios y edificaciones públicas más relevantes eran pobres y poco acogedores en comparación con sus pares portugueses. Del reducido número de ejemplos significativos en la categoría de palacios públicos destacan algunas antiguas Casas de la Cámara y Cárcel, como la de Ouro Preto, quizás la más célebre, con una rica y animada fachada donde hay un pórtico con columnas, escalera monumental, torre y estatuaria; el de Mariana, y el de Salvador, además de los palacios de uso mixto como residencia oficial y casa de despachos, como el Palacio de los Gobernadores en Ouro Preto, el Palacio de los Gobernadores del Pará y el Palacio de los Virreyes en Río de Janeiro, que fue una de las residencias de la familia real cuando se mudó a la colonia en 1808. Otros sobreviven, pero sus características barrocas quedaron muy desfiguradas por renovaciones posteriores, como ocurrió con los palacios de los Gobernadores de Maranhão y Bahía.  Aunque pertenece a la Iglesia, en esta categoría debe incluirse el Palacio Arzobispal de Salvador.

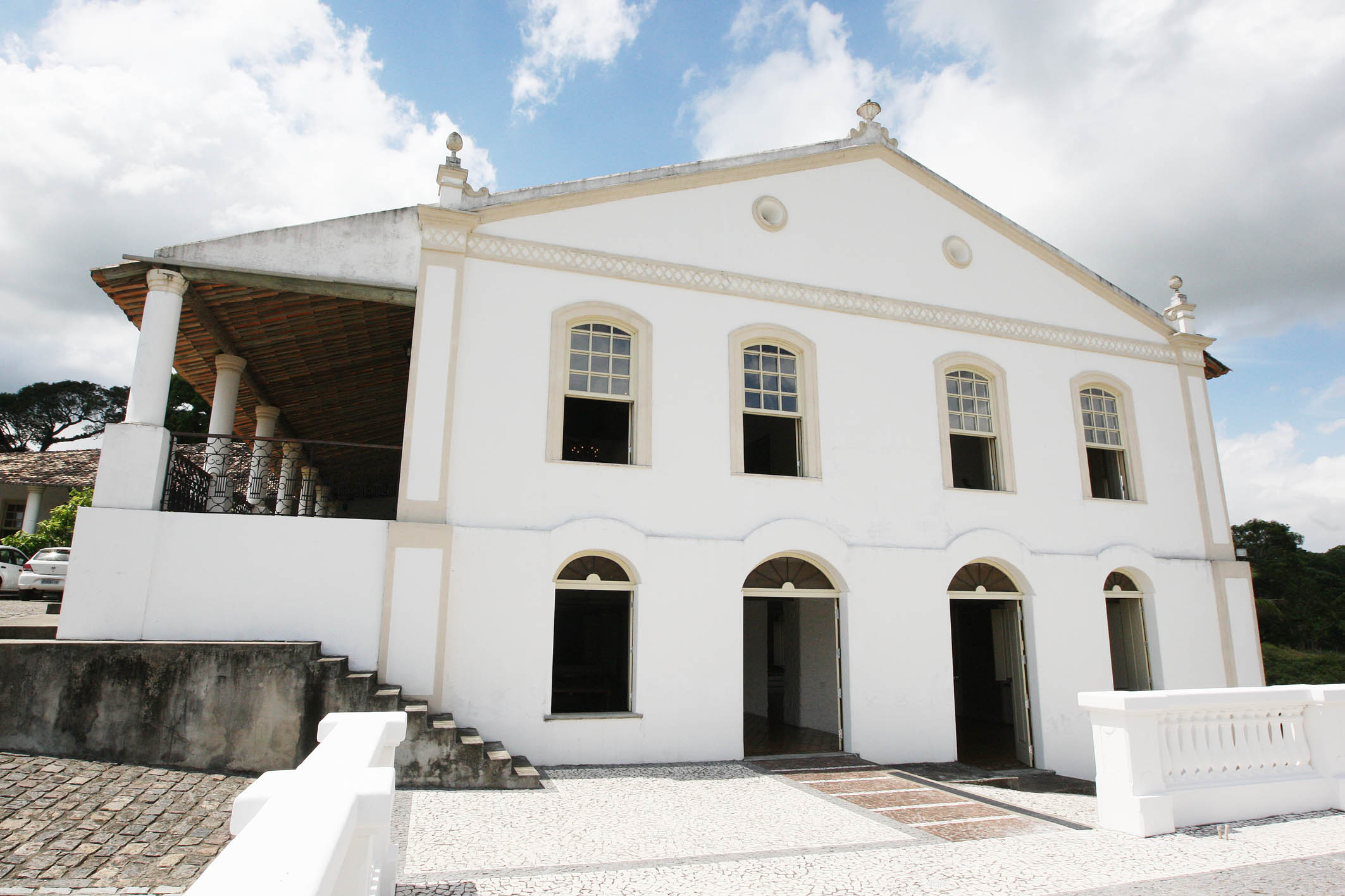
Hacienda Engenho d'Água, São Francisco do Conde, Bahía
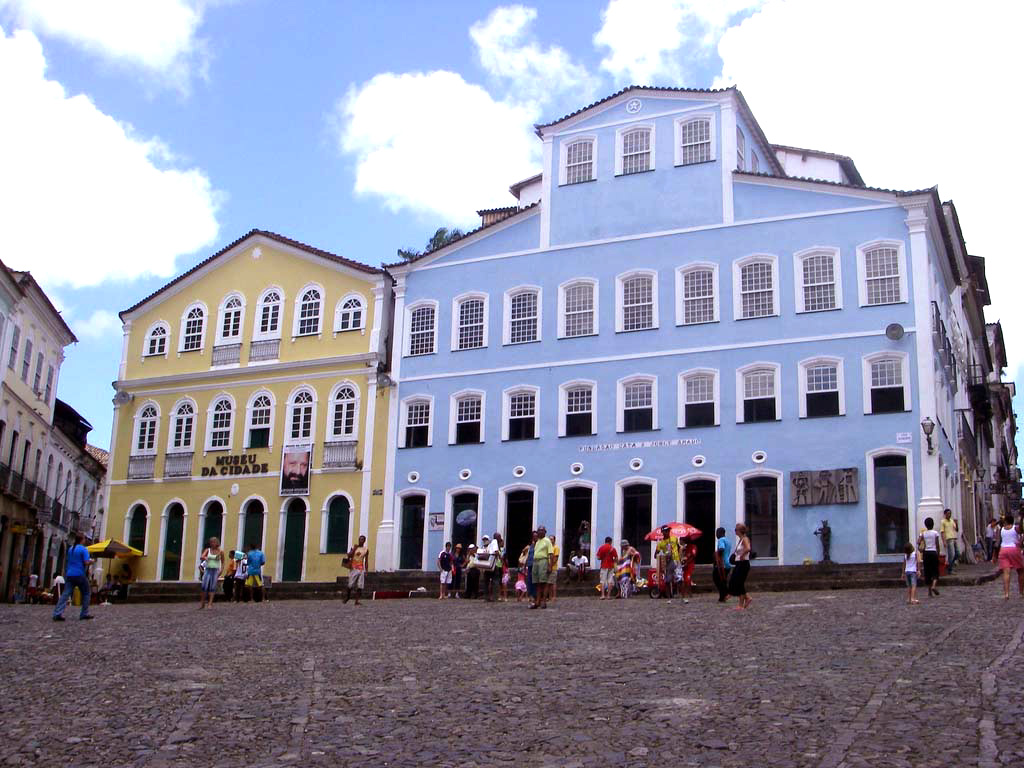
Casonas en el Centro Histórico de Salvador, Bahía
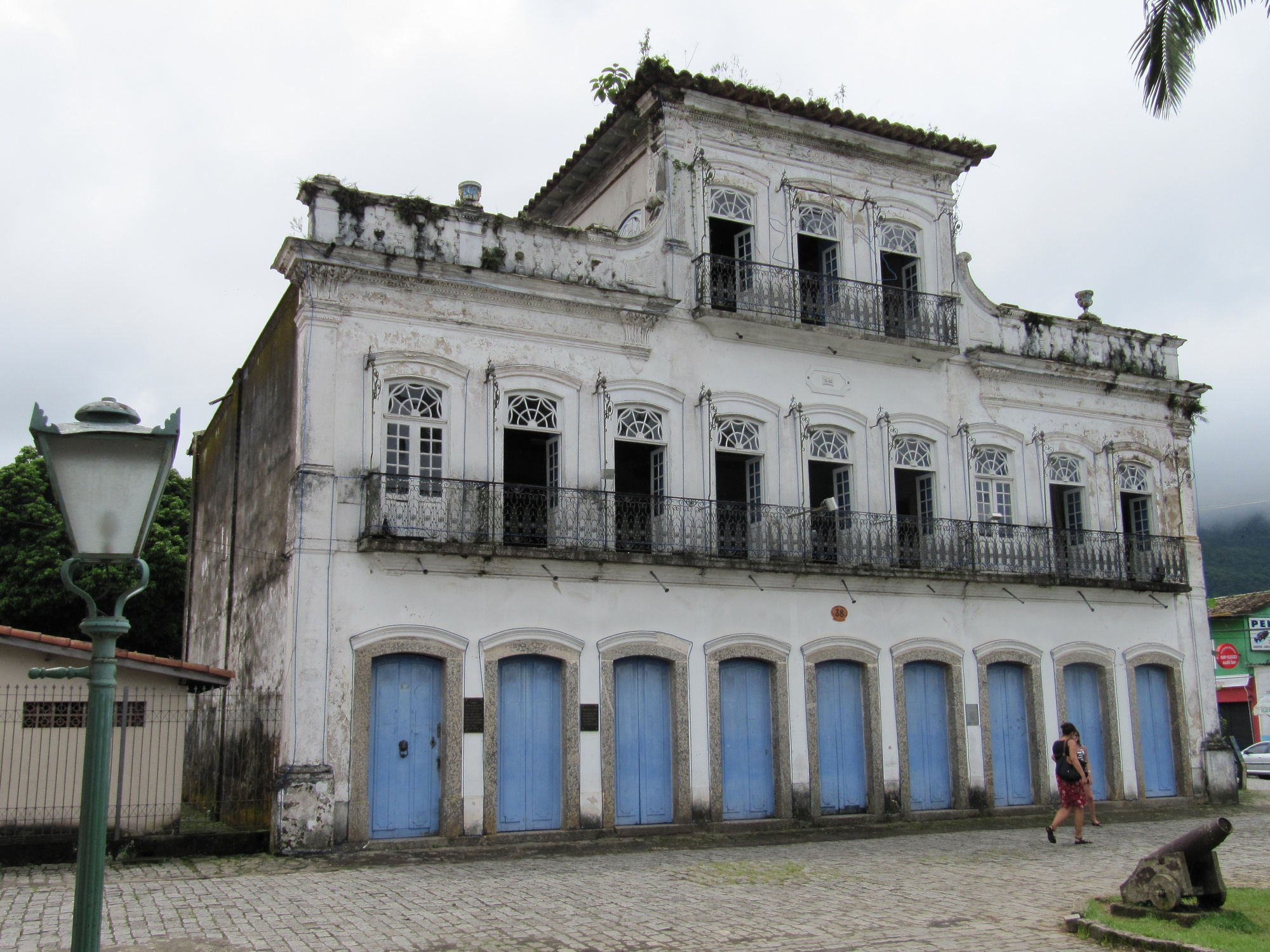
La Casona Porto, Ubatuba
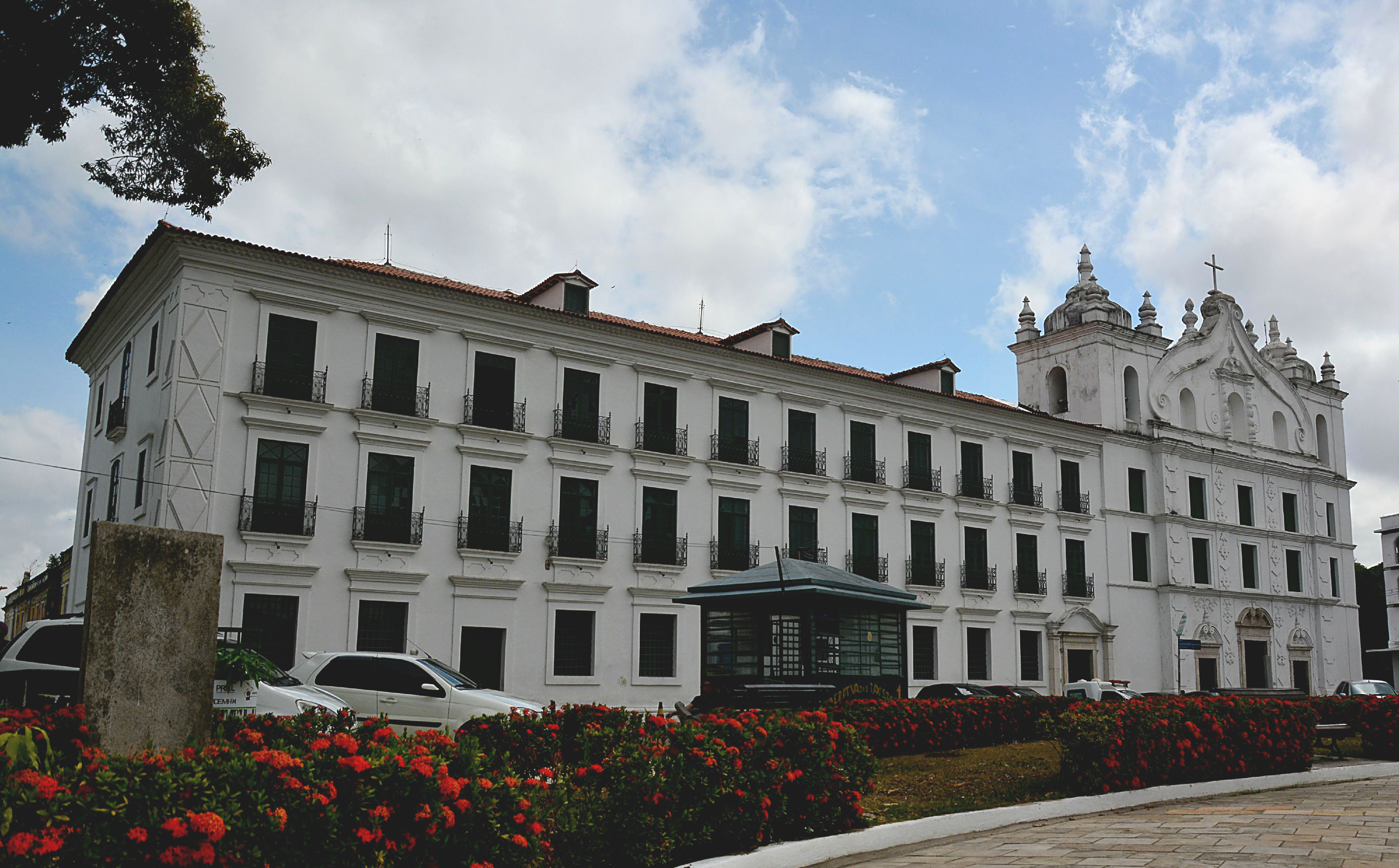
Colegio jesuita de Belém, que actualmente acoge el Museo de Arte Sacro de Pará, con la iglesia junto a ella

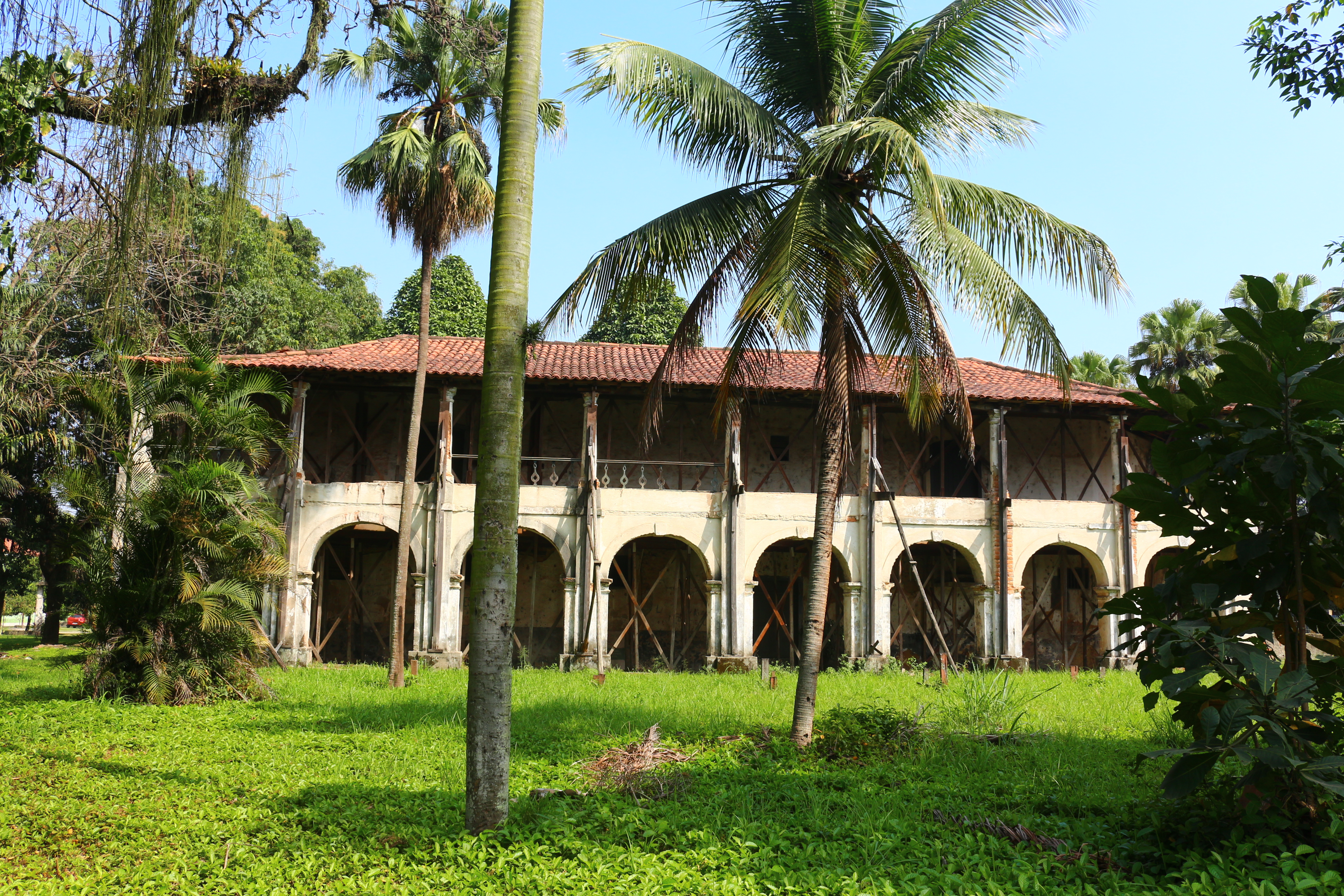
Hacienda São Bento, Iguazú, Río de Janeiro
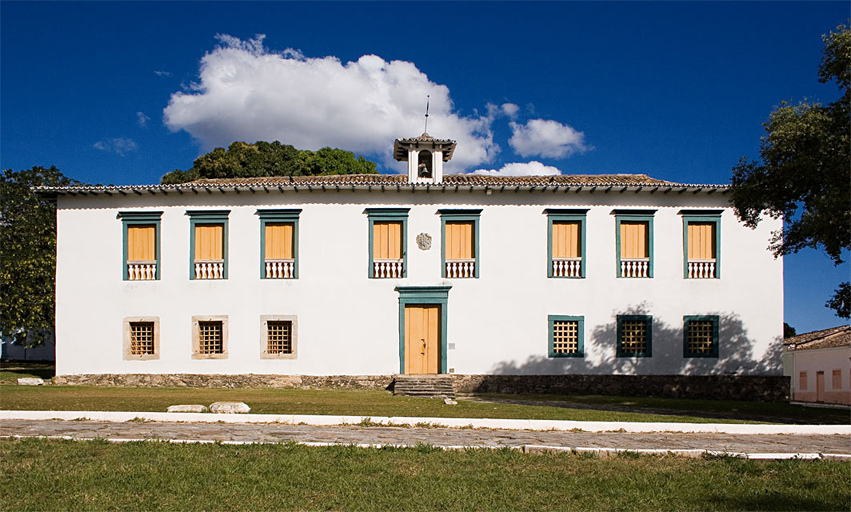
Ayuntamiento y prisión de Goiás Veloso
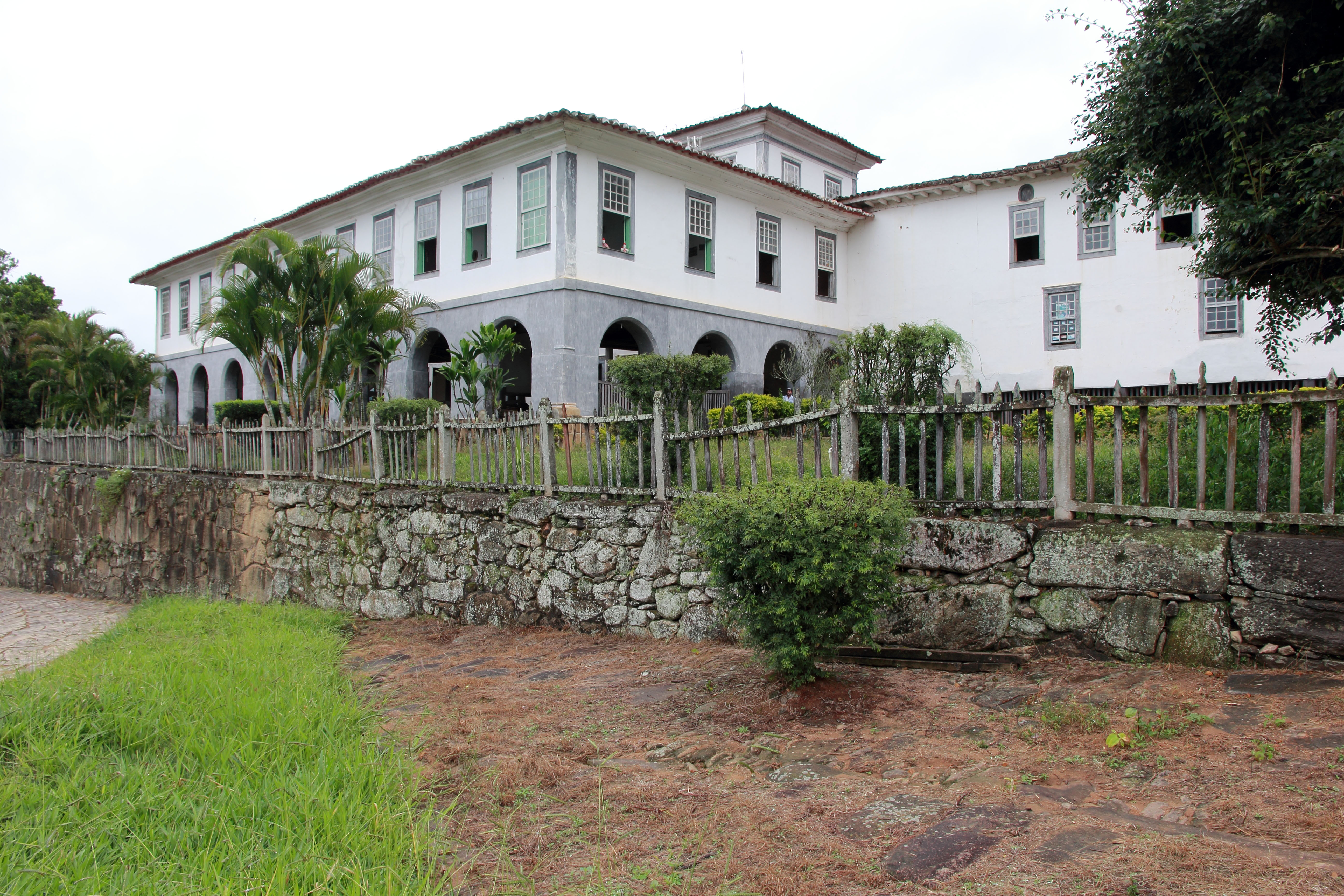
Hacienda Santa Clara, en Santa Rita de Jacutinga, Minas Gerais
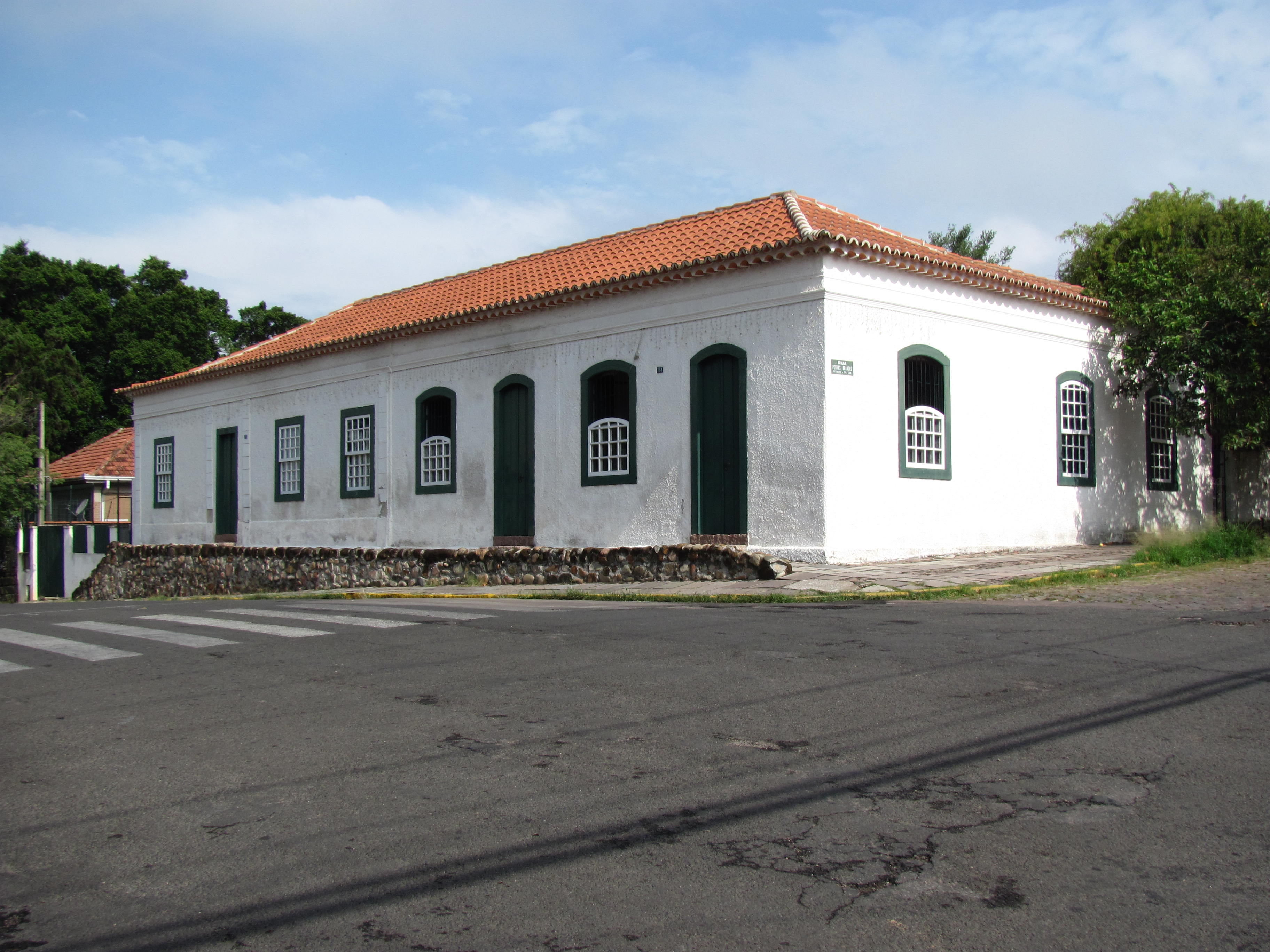
Casa de José Gomes de Vasconcellos Jardim, Guaíba

### Barroco mineiro
Minas Gerais tuvo la particularidad de ser un área de poblamiento más reciente, y se pudo construir en estéticas más actualizadas, en este caso, el Rococó, y con más libertad, una profusión de iglesias nuevas, sin tener que adaptar o reformar edificaciones más antiguas ya establecidas y aún en uso, como era el caso en el litoral, lo que las convierte en ejemplares en lo que respecta a la unidad estilística. El conjunto de las iglesias de Minas tiene una importancia especial tanto por su riqueza y variedad como por ser testimonio de una fase muy específica en la historia brasileña, cuando la región fue la "niña de los ojos" de la Metrópoli por sus grandes yacimientos de oro y diamantes. 

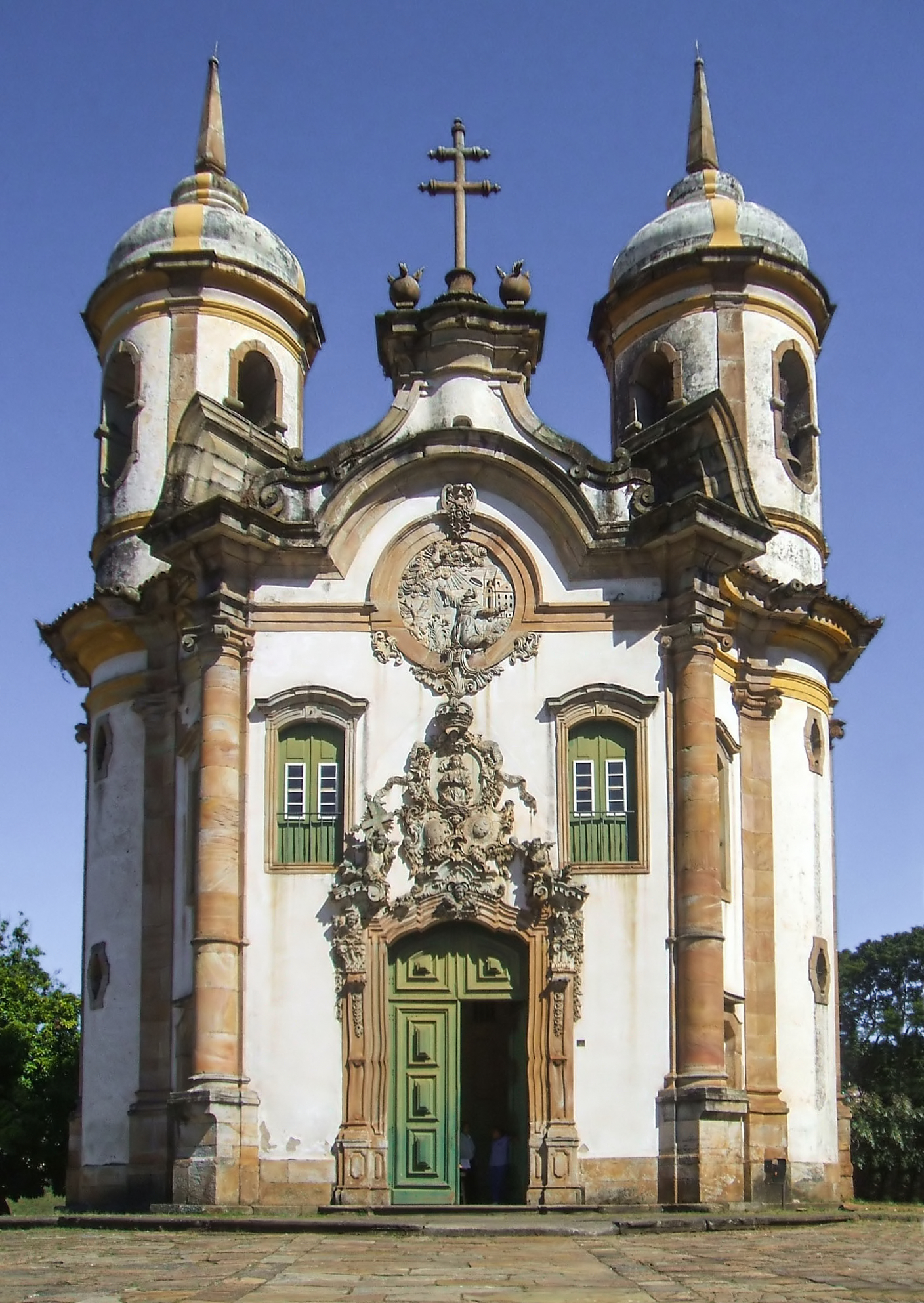
Iglesia de San Francisco de Asís en Ouro Preto

La arquitectura de Minas Gerais resulta fascinante ya que usualmente se desarrolla en un terreno accidentado, repleto de colinas y valles, proporcionando un diseño atractivo a la edificación de las urbes. Sin embargo, esto no es lo que distingue a Minas, dado que la edificación civil adopta patrones formales que son comunes en toda la arquitectura colonial de Brasil. No obstante, el atractivo del caso de Minas Gerais radica en que representa el primer centro en Brasil de una sociedad claramente urbana.Varias ciudades coloniales antiguas de Minas Gerais todavía mantienen una abundante arquitectura de aquel período. Los centros históricos de Ouro Preto y Diamantina son Patrimonio de la Humanidad; muchas otras también preservaron ricas iglesias y casas. De cualquier forma, sus rasgos estilísticos distintivos se expresan con mayor claridad en la arquitectura religiosa, en las iglesias que proliferan en gran número en todas estas ciudades. Según Telles, la originalidad de los edificios sagrados de Minas Gerais reside en dos elementos:

- La conjugación de curvas y rectas o de planos, creando puntos y aristas de contención, en las plantas, en las fachadas y en los espacios interiores;
- La organización de las fachadas teniendo como centro de composición el portal esculpido en piedra jabón; portales que se constituyen, visualmente, en núcleo, del cual derivan los demás elementos: pilastras, columnas, cornisas, frontón, y hacia el cual ellos convergen.

Augusto Carlos da Silva Telles

No obstante, estos componentes solo se consumieron cerca del término del ciclo. A comienzos del siglo, las iglesias aún derivaban sus estructuras de la arquitectura plana, con forma rectangular, fachada austera y frontón triangular, un modelo representativo en la Catedral basílica de Nuestra Señora de la Asunción de Mariana. Pedro Gomes Chaves introdujo importantes innovaciones en la Matriz del Pilar de Ouro Preto en 1733, con una fachada en planos inconexos y planta rectangular, pero cuya talla redefinió el espacio interno en forma de decágono. De la década de 1750 es la fachada del Santuario del Buen Jesús de Matosinhos. Se considera que su frontispicio tallado en esteatita es el primer ejemplo en Brasil de esta técnica de decoración, probablemente de Jerônimo Félix Teixeira. Hoy declarado Patrimonio de la Humanidad, el santuario se caracteriza principalmente por su monumental y escenográfica construcción, además de albergar el grupo escultórico más grande e importante de Aleijadinho. 
En la segunda mitad del siglo se construyó la Iglesia del Carmen de Ouro Preto, con una composición de fachada innovadora: el plano frontal cedió lugar a una pared ondulada, con torres de paredes curvas y óculo trilobulado. Diseñada por Manuel Francisco Lisboa, padre de Aleijadinho, su plano fue alterado en 1770 por Francisco de Lima Cerqueira. Aleijadinho esculpió la portada. Aleijadinho, junto con Cerqueira, se convertirían en los arquitectos más importantes del Barroco brasileño, y sus obras sintetizan la mayoría de las novedades que distinguen el Barroco/Rococó de Minas Gerais. Por cierto, la contribución de Cerqueira, largamente eclipsada por la gran fama de Aleijadinho, ha sido recientemente reevaluada, concediéndosele una importancia posiblemente mayor que la del otro en el campo de la arquitectura. La Iglesia de San Francisco en São João del-Rei es obra de ambos, con una nave de paredes sinuosas con un perfil que se aproxima al de una lira, torres cilíndricas y un atrio monumental. Más famosa y más original es la Iglesia de San Francisco en Ouro Preto, cuyo proyecto es de Aleijadinho. Su fachada se caracteriza por la tridimensionalidad, con un volumen central fuertemente proyectado, limitado por columnas en lugar de las habituales pilastras, y que se conecta al plano de las torres por paredes curvas, además de sustituir el óculo por un relieve e integrar originalmente las torres cilíndricas al cuerpo del edificio, resultando en un conjunto que es considerado una joya de armonía entre exterior e interior. Su imagen ya se ha convertido en icónica, siendo posiblemente la iglesia barroca mineira más conocida en Brasil y en el extranjero.  Aún más audaz y sin precedentes directos tanto en la arquitectura brasileña como en la portuguesa es la Iglesia del Rosario de los Negros en Ouro Preto, atribuida a Antônio Pereira de Sousa Calheiros, con planta compuesta de tres elipses encadenadas, fachada en semicilindro con una galería de tres arcos, y torres cilíndricas. Según el IPHAN, la Iglesia de Nuestra Señora del Rosario es considerada por los especialistas como la máxima expresión del Barroco colonial mineiro.
A pesar de todas las innovaciones, elementos de la arquitectura sencilla o manierista permanecerían vivos durante mucho tiempo. Para Sandra Alvim «la arquitectura manierista tiene una gran penetración, crea raíces y se convierte en prototipo formal. En lo que respecta a las plantas y fachadas, guía el carácter rígido de las obras hasta el siglo XIX»,  y en opinión de John Bury:

En paralelo al breve florecimiento del 'estilo Aleijadinho', el estilo anterior continuó siendo practicado, con poca influencia de las innovaciones del Rococó. [...] El patrón convencional básico de la iglesia minera, con su fachada y torres adyacentes, permaneció más o menos constante durante esos dos siglos. Hasta mediados del siglo XVIII, al menos, el tratamiento fue manierista al estilo jesuítico, y a pesar del surgimiento del brillante Rococó minero, que eclipsó el estilo anterior en los principales centros urbanos de la provincia durante el último cuarto del siglo XVIII, la severidad y la monotonía del Manierismo continuaron ejerciendo una fuerte influencia sobre los edificios menos ambiciosos de esa época. Estas características retomaron un papel predominante en el estilo tradicional adoptado para la construcción y reconstrucción de iglesias, lo que ocurrió a gran escala durante el Imperio. En la propia Ouro Preto, capital de la Minas colonial, ciudad donde nació Aleijadinho y centro del desarrollo de una variante del estilo Rococó que recibió su nombre, es una versión rústica de la arquitectura manierista la que se presenta con mayor insistencia, evidenciándose con claridad, a pesar de los disimulos, en las fachadas más imponentes de la ciudad.
John Bury

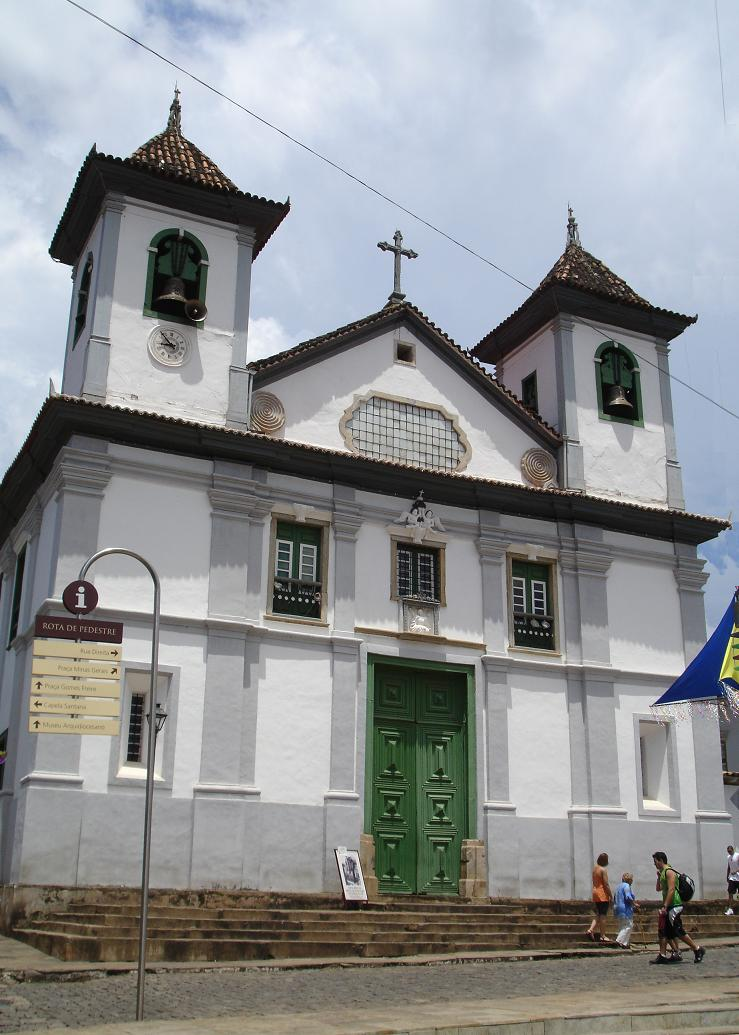
Catedral basílica de Nuestra Señora de la Asunción en Mariana
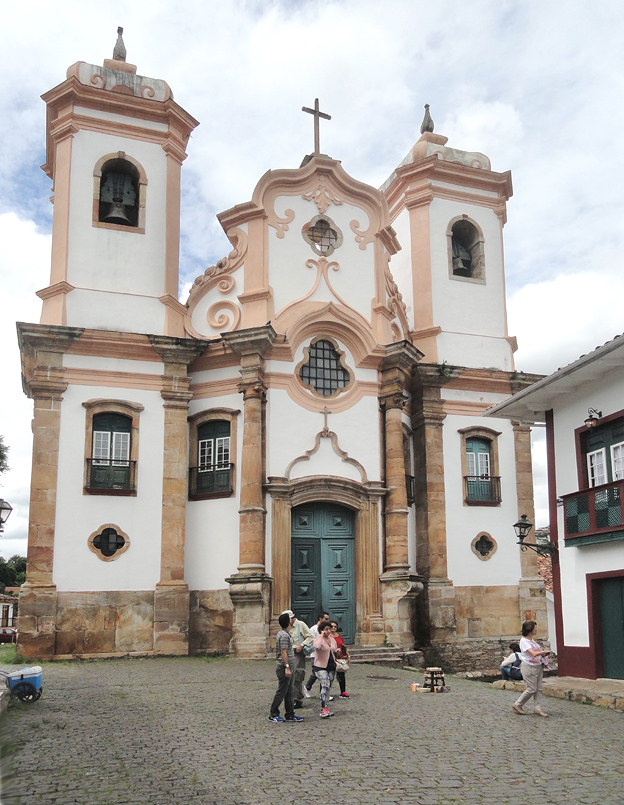
Iglesia matriz de Nuestra Señora del Pilar, Ouro Preto
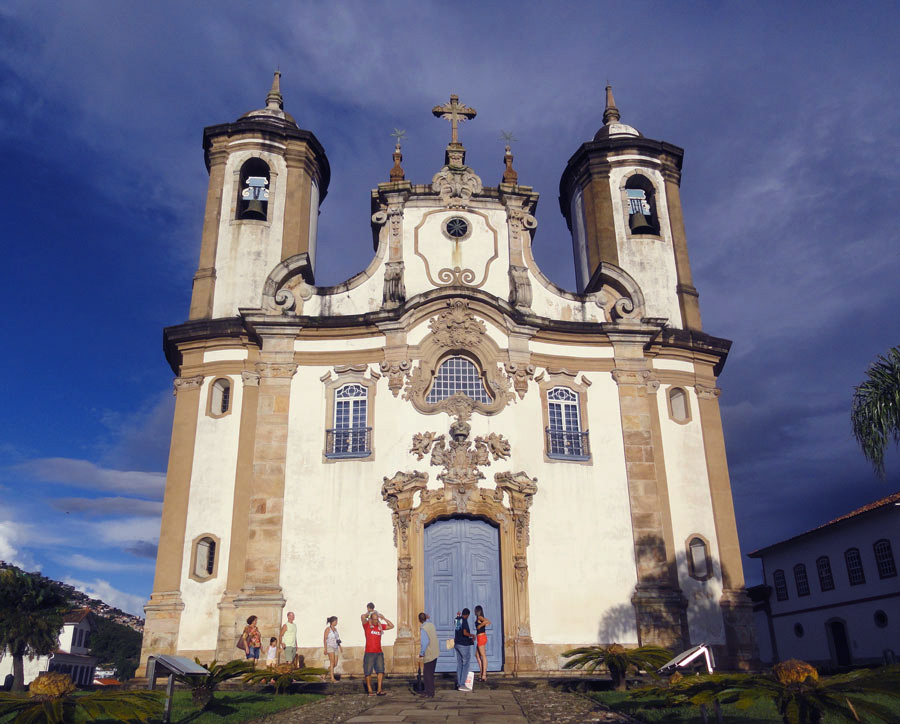
Iglesia de Nuestra Señora del Carmen en Ouro Preto
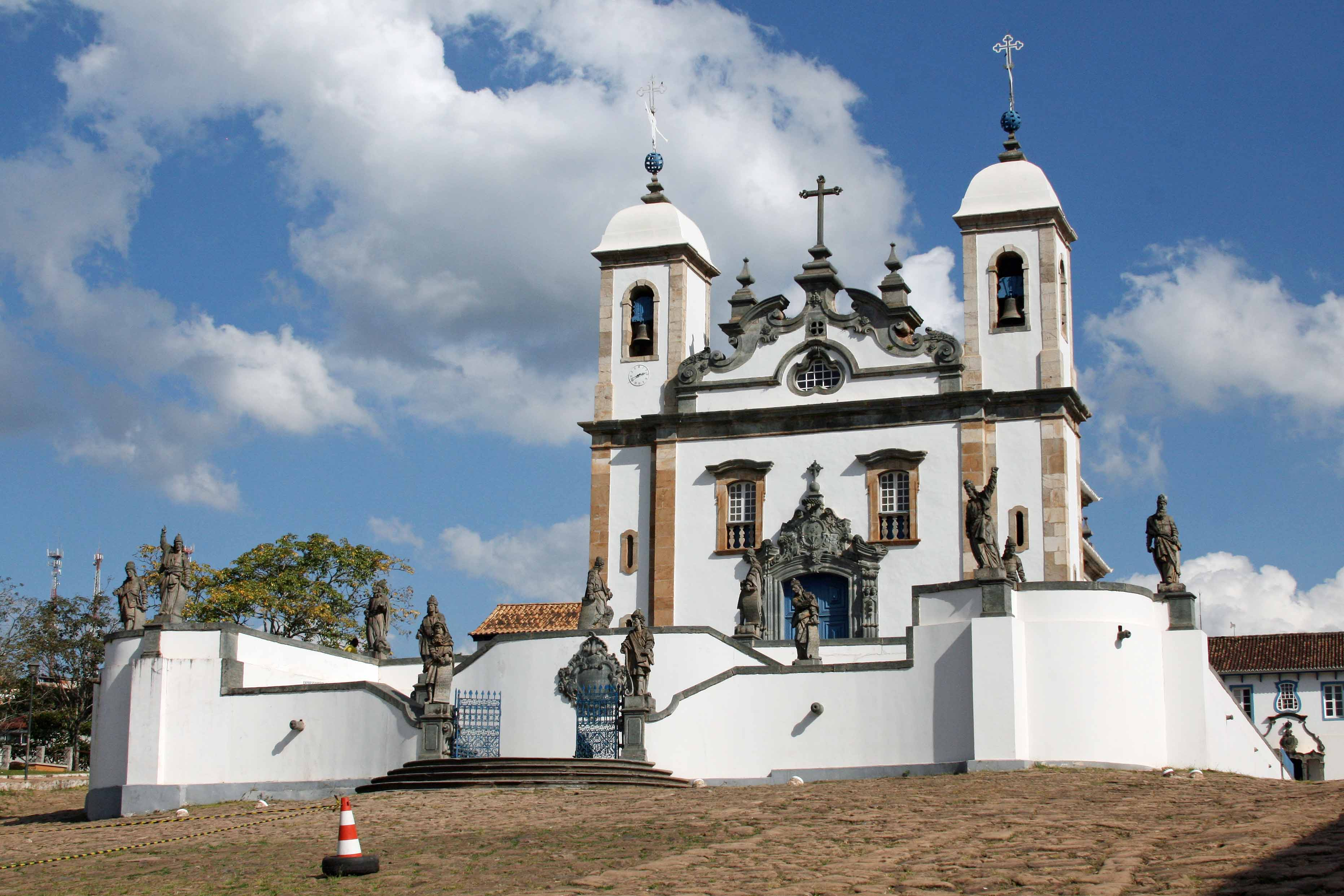
Santuario del Buen Jesús, Congonhas
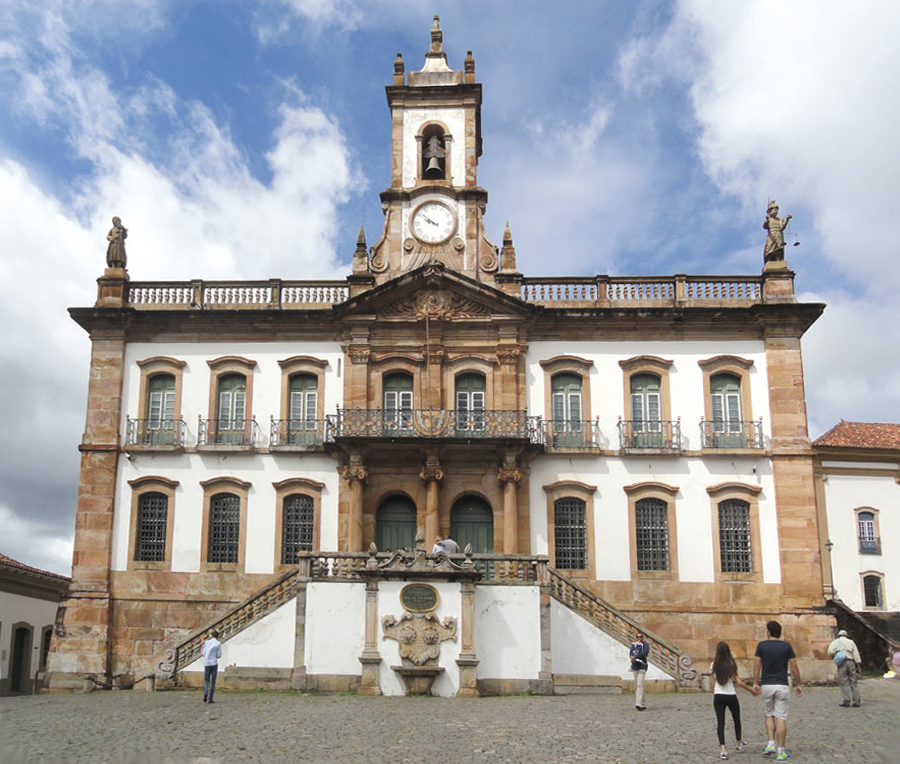
El antiguo ayuntamiento y carcel de Ouro Preto, hoy Museo de la Inconfidência

## Artes visuales

### Sistema de producción
La condición social de los artistas y las circunstancias de su desempeño en el Brasil colonial siguen siendo objeto de controversia. No se sabe con exactitud si su actividad permanecía subordinada al estatus de las artes mecánicas y artesanales o si ya era considerada parte de las artes liberales. Al parecer, una forma corporativa similar a los gremios predominó hasta la llegada del Imperio, organizada de la siguiente manera: el maestro se encontraba en la cima de la jerarquía, era el responsable final de las obras y de la formación y cualificación de los nuevos aprendices; debajo estaba el oficial, un profesional capacitado, pero sin calificaciones para realizar obras mayores; luego venían los ayudantes, los jóvenes aprendices, y los esclavos ocupaban el lugar más bajo. También hay sólidas evidencias que sugieren que, aunque hubo cierto avance en el estatus social de los artistas hacia finales del período barroco, los trabajadores manuales como ellos, incluyendo a muchos esclavos, todavía enfrentaban un profundo desprecio por parte de las élites.

### Grupos temáticos

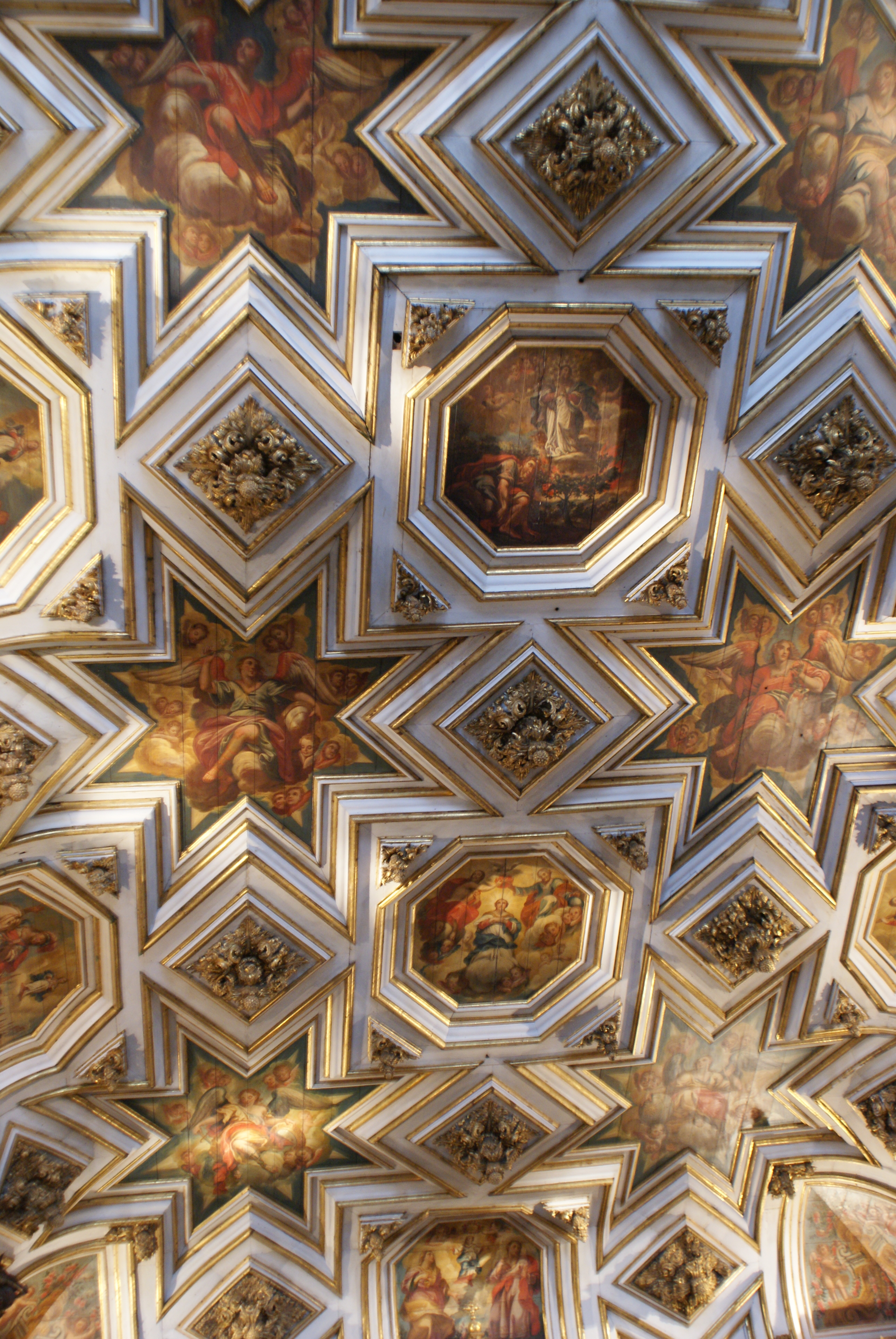
El hábito de incorporar la pintura en la talla está bien ejemplificado en el techo de la Iglesia de San Francisco, en Salvador.

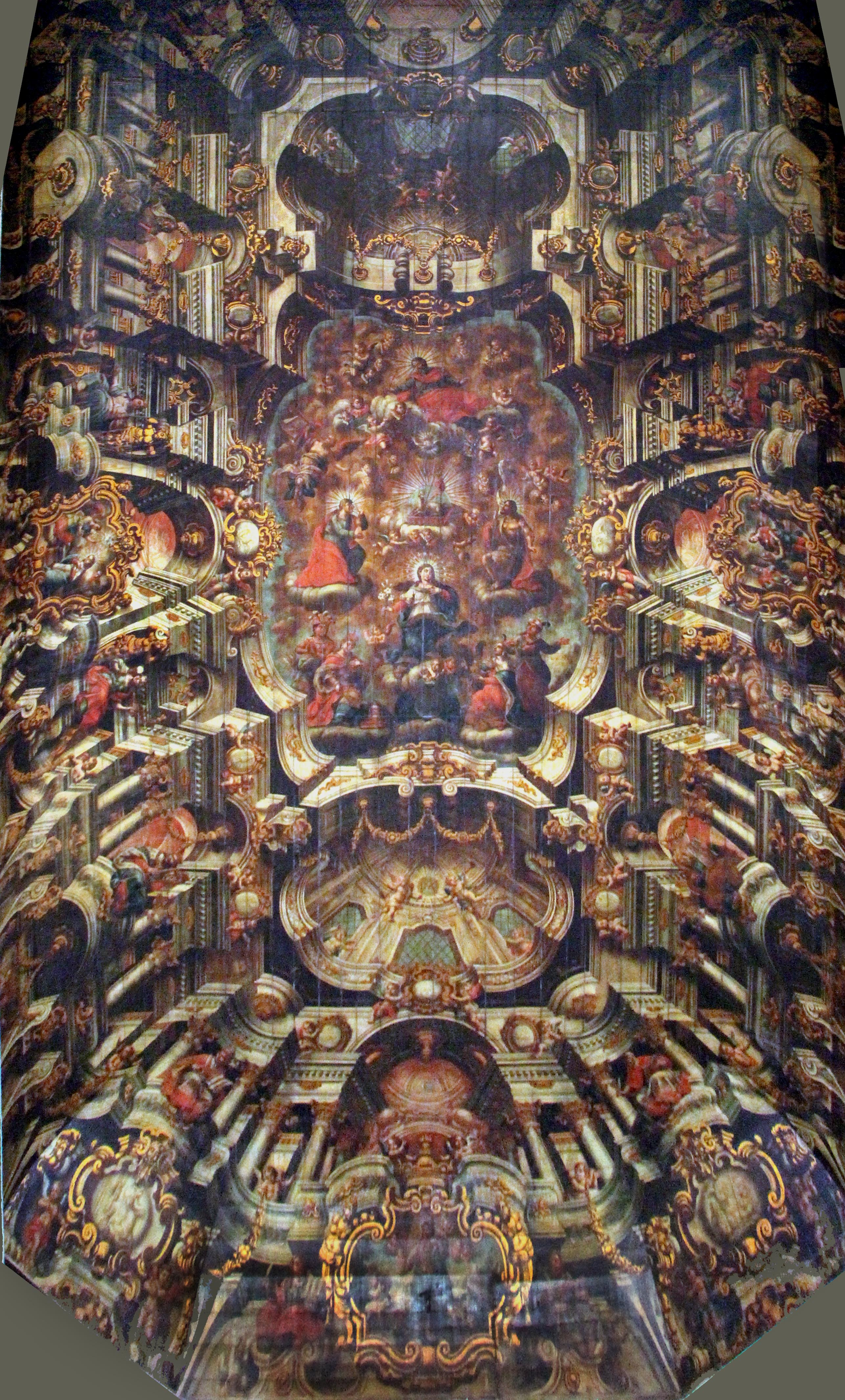
Techo de la Iglesia de Nossa Senhora da Conceição da Praia, obra maestra de José Joaquim da Rocha

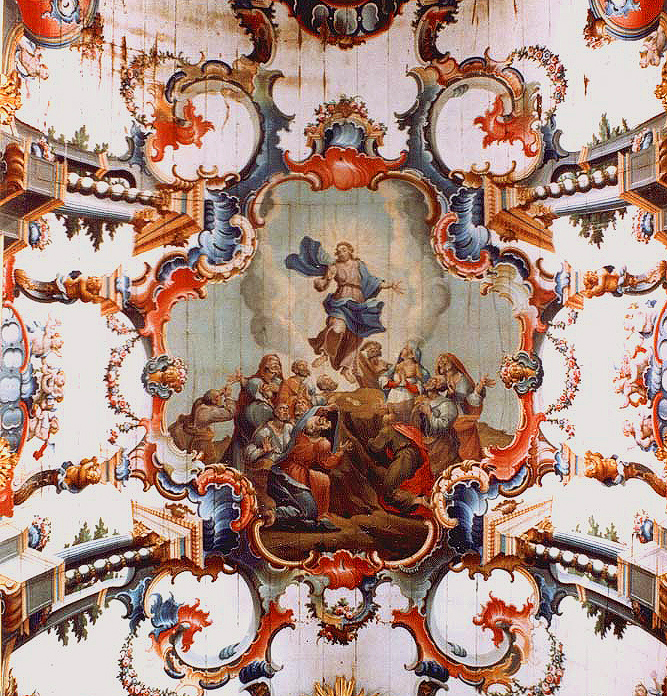
Mestre Ataíde: Detalle de la Ascensión de Cristo, techo de la Matriz de Santo Antônio en Santa Bárbara, composición central con rasgos barrocos insertados en un marco claramente rococó, destacando las superposiciones estilísticas que caracterizaron tanto el barroco brasileño como la obra de este maestro.

La pintura y la escultura barrocas surgieron como artes complementarias para alcanzar el efecto escenográfico completo de la arquitectura sagrada, la iglesia, en la que todas las disciplinas colaboraban en la búsqueda de un impacto sinestésico ensordecedor. Considerando que el arte barroco es fundamentalmente narrativo, es relevante destacar los grupos temáticos más destacados cultivados en Brasil. El primero proviene del Antiguo Testamento, proporcionando ilustraciones pedagógicas de la cosmogénesis, la formación del ser humano y los cimientos de la fe aportados por los patriarcas hebreos. El segundo grupo proviene del Nuevo Testamento, enfocado en Jesucristo y su doctrina de Salvación, un tema desarrollado mediante numerosas escenas que presentan sus milagros, sus parábolas, su Pasión y Resurrección, factores que fortalecen y respaldan el Cristianismo y lo distinguen de la fe judía. El tercer grupo gira en torno a los retratos de autoridades de la Iglesia: los antiguos patriarcas, los mártires, santos y santas, los clérigos notables. Por último, está el grupo temático del culto mariano, que retrata a la madre de Jesús en sus múltiples advocaciones.

### Pintura
Como sucede en todas las disciplinas artísticas, la Iglesia Católica fue el principal apoyo a la pintura colonial. Para la Iglesia, la pintura desempeñaba un papel fundamental en la catequesis y en la confirmación de la fe de los fieles. La exigencia de ser de fácil entendimiento para la población inculta requería que el dibujo prevaleciera sobre el color. De acuerdo con la percepción de aquel tiempo, el dibujo estaba dentro del campo de la razón y establecía la idea que se pretendía comunicar, mientras que el color aportaba el énfasis emocional requerido para potenciar la eficacia funcional del dibujo. De esta manera, toda la pintura barroca es figurativa, retórica y moralizante. Cada escena contenía una serie de componentes simbólicos que formaban un lenguaje visual, empleados como palabras para formar una frase. En aquel entonces, el significado de dichos elementos era de propiedad pública. Las representaciones de los santos exhibían sus rasgos característicos, tales como las herramientas de su martirio u objetos vinculados a su existencia o que representaran sus virtudes. Por ejemplo, San Francisco podía aparecer rodeado de objetos asociados a la penitencia y a la transitoriedad de la vida: el cráneo, el reloj de arena, el rosario, el libro, el flagelo y el cilicio. 
Gran parte de las pinturas barrocas brasileñas se realizó en temple o óleo sobre madera o tela, y se integró en la decoración en talla. Sobreviven algunos rarísimos ejemplos de la técnica del fresco, como en el Monasterio de San Benito en Río de Janeiro y en la Iglesia de los Teresianos en Cachoeira do Paraguaçu, pero no hay registros de una popularización de esta técnica. Desde el principio fueron comunes los exvotos, y en el siglo XVIII se volvieron aún más difundidos. Por lo general, eran de factura rústica, encargados por los devotos a artesanos populares o realizados por el propio pueblo, como pago por alguna gracia recibida o en cumplimiento de una promesa. Los exvotos jugaron un papel importante en el desarrollo inicial de la pintura colonial, ya que constituían una práctica frecuente. Esto se explica por el entorno aún salvaje donde se organizaban las poblaciones, lleno de peligros de diversa índole, ante los cuales la invocación de los poderes celestiales para obtener ayuda y protección era una constante.
Del período inicial merecen mención algunos de los primeros pintores activos en Brasil de los que se tiene alguna información. Baltazar de Campos, activo en Maranhão, produjo lienzos sobre la Vida de Cristo para la sacristía de la Iglesia de San Francisco Javier. João Felipe Bettendorff, también en Maranhão, decoró las iglesias de Gurupatuba e Inhaúba. Por su parte, Frei Ricardo do Pilar, activo en Río de Janeiro con una técnica cercana a la escuela flamenca, fue autor de un célebre Señor de los Martirios. Lourenço Veloso, Domingos Rodrigues, Jacó da Silva Bernardes y Antonio Gualter de Macedo trabajaron en diversos lugares entre Pernambuco y Río de Janeiro. Fray Eusébio da Soledade, considerado fundador de la escuela bahiana, podría haber estudiado con Frans Post y Albert Eckhout, artistas de la corte pernambucana de Juan Mauricio de Nassau durante la dominación neelandesa del Nordeste.
El siglo XVIII vio florecer la pintura en casi todas las regiones del país, formando los gérmenes de escuelas regionales y permitiendo que sobreviva un mayor número de identidades individuales conocidas. Para este momento, ya circulaba una gran cantidad de grabados europeos que reproducían obras de maestros célebres o presentaban otros modelos iconográficos. Estos grabados fueron la principal fuente de inspiración para los pintores coloniales brasileños, y varios estudios han documentado la apropiación masiva de dichos modelos, adaptándolos a las necesidades y posibilidades de cada lugar. Estas imágenes no solo servían como referencia, sino también como escuela, ya que no existían academias formales de arte y eran pocos los artistas bien formados. Entre ellos, casi exclusivamente, estaban los misioneros educados en Europa, quienes fueron los primeros maestros de pintura en Brasil. Sin embargo, debido a que este acervo iconográfico importado tenía un perfil muy heterogéneo, compuesto por imágenes de diferentes épocas y estilos, la pintura barroca brasileña adquiere un carácter igualmente dinámico y multifacético, lo que impide estudiarla bajo un prisma de unidad y coherencia formal.  Dice Teixeira Leite:

Toda la pintura colonial está vinculada a tendencias y estilos europeos, buscando imitarlos con un comprensible desfase cronológico y con recursos técnicos limitados. Influencias flamencas, españolas y, en menor medida, italianas, muchas veces absorbidas a través de reproducciones en grabados de obras célebres europeas, se filtran a través de la visión portuguesa para formar un conjunto respetable de obras, donde un vívido sentido cromático anima, en ocasiones, un dibujo tosco e improvisado, de sabor eminentemente popular.
Teixeira Leite

Contribuyó al enriquecimiento de la pintura del siglo XVIII la introducción, en la década de 1730, por Antônio Simões Ribeiro y Caetano da Costa Coelho, en Salvador y Río de Janeiro respectivamente, de las primeras composiciones de perspectiva arquitectónica ilusionista en Brasil, una técnica que pronto ganó numerosos adeptos, destacándose el círculo de José Joaquim da Rocha y la escuela mineira. José Teófilo de Jesus merece especial mención por la singularidad de su talento versátil; fue uno de los mayores representantes de la escuela bahiana, abordando temas mitológicos y alegóricos, poco comunes en la producción colonial. Es un buen ejemplo de la vitalidad del Barroco brasileño, ya que sus obras más destacadas surgieron en pleno siglo XIX, permaneciendo activo hasta alrededor de 1847, casi sin influencia del Neoclasicismo. En Río de Janeiro, el Nordeste y São Paulo ya existían, a mediados del siglo XVIII, escuelas regionales activas. Sin embargo, fue en Minas Gerais, otro centro floreciente, donde nació y trabajó el Mestre Ataíde, el mayor exponente de la pintura barroca brasileña y considerado uno de los pioneros en la organización de una estética nativa. Pintó un techo muy elogiado en la Iglesia de San Francisco de Ouro Preto, además de dejar muchas otras obras destacadas. 
Esta sección no puede concluir sin mencionar el hermoso legado de azulejería pintada, generalmente importada de Portugal, donde la técnica tenía gran aceptación, y que dio un toque característico a numerosos conventos, iglesias y casas barrocas brasileñas. A partir del siglo XVII, la costumbre se arraigó en Brasil, con paneles decorados principalmente con motivos vegetales y geométricos, similares a los adoptados en los tapetes, con rica policromía y destacando la influencia de los arabescos mudéjares.
Con el acercamiento del fin del siglo, los colores gradualmente fueron perdiendo protagonismo, y en el siglo XVIII se generalizó el panel pintado solo en azul, con piezas de menores dimensiones pero con un rico marco ornamental. Esto derivó de la porcelana china apreciada por los portugueses, también mayoritariamente monocromática, y de innovaciones en la técnica de cocción, lo que permitió la producción de azulejos en escala industrial. En esta fase, los paneles se volvieron narrativos, con composiciones figurativas complejas y una temática diversa, a menudo con escenas profanas, históricas, paisajes y alegorías. Esta iconografía generalmente fue extraída de estampas y grabados.
A finales del siglo XVIII, los colores regresaron, estabilizándose en una paleta de cuatro tonos. Hasta mediados del siglo XVIII, los azulejos fueron creados por artesanos anónimos, pero luego comenzaron a surgir algunos nombres en la llamada "fase de los grandes maestros", entre ellos Bartolomeu Antunes, Valentim de Almeida y sobre todo António de Oliveira Bernardes, considerado el mayor azulejista del Barroco portugués.

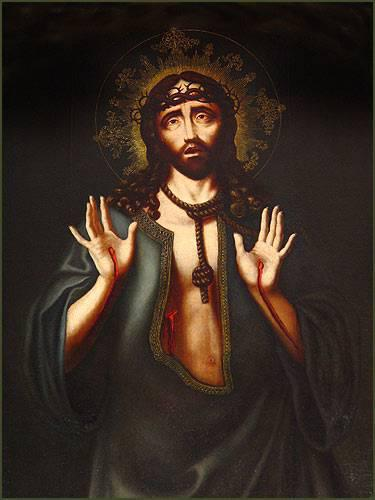
Fray Ricardo do Pilar: Detalle del Señor de los Mártires, Monasterio de San Benito, Río de Janeiro
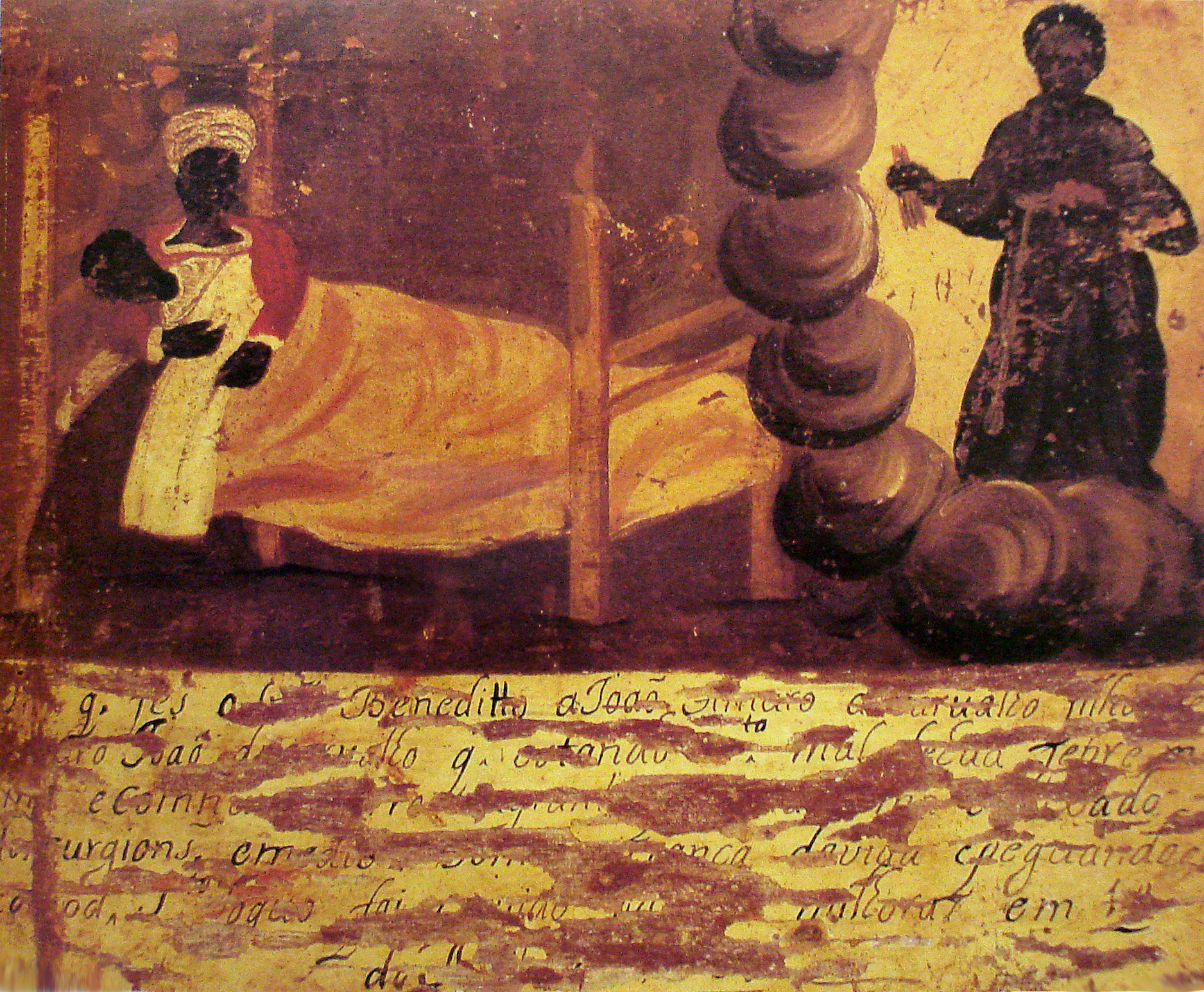
Anónimo: Exvoto a San Benito de Palermo, siglo XVIII. Museo de la Inconfidencia, Ouro Preto
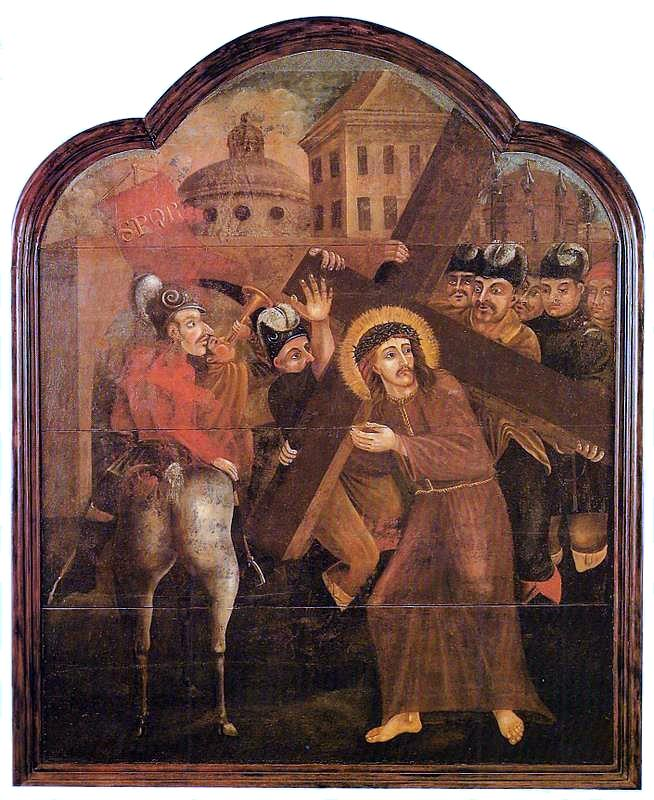
Anónimo: Jesús lleva la cruz a la espalda, siglo XVIII, Museo Histórico Nacional, Río de Janeiro
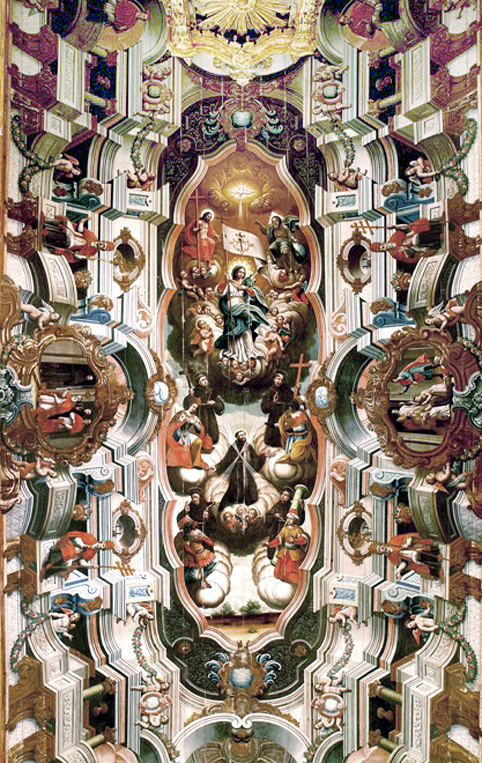
Glorificación de los Santos Franciscanos, techo de la Iglesia de San Antonio, siglo XVIII, João Pessoa
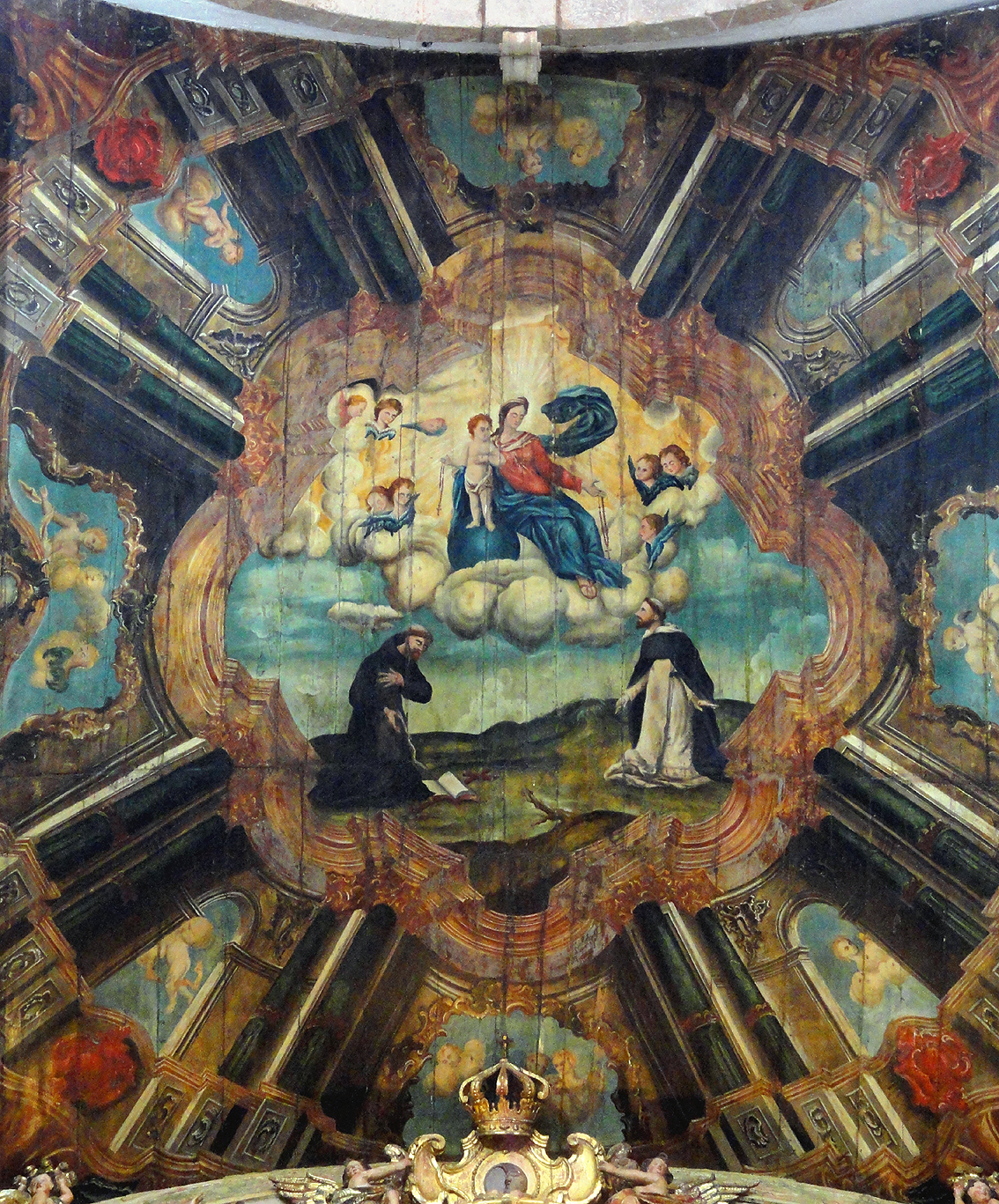
Nuestra Señora del Rosario, techo de la capilla mayor de la Iglesia Rosário dos Pretos, siglo XVIII, Tiradentes

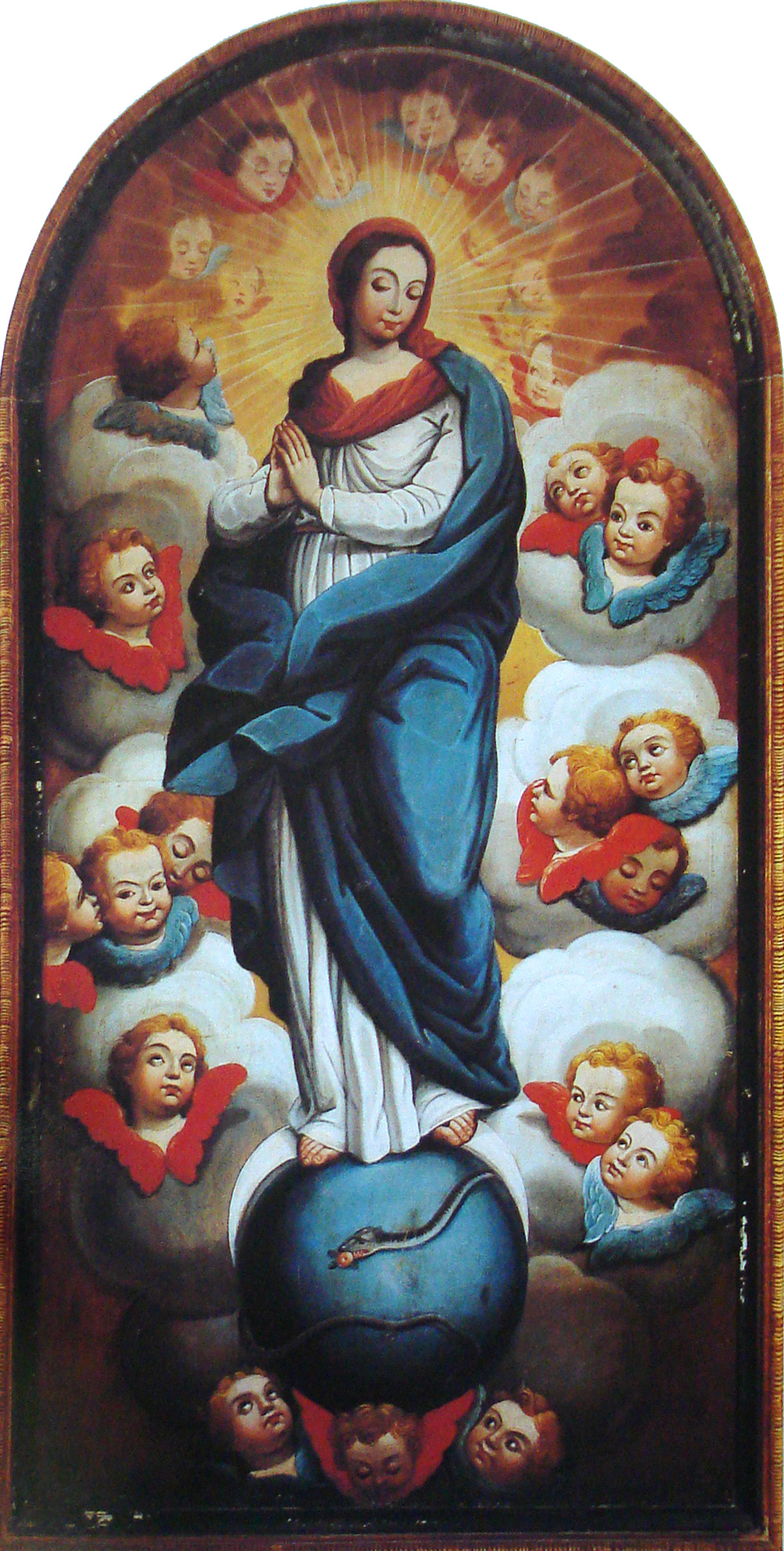
João Nepomuceno Correia e Castro: Inmaculada Concepción, Museo de la Inconfidência
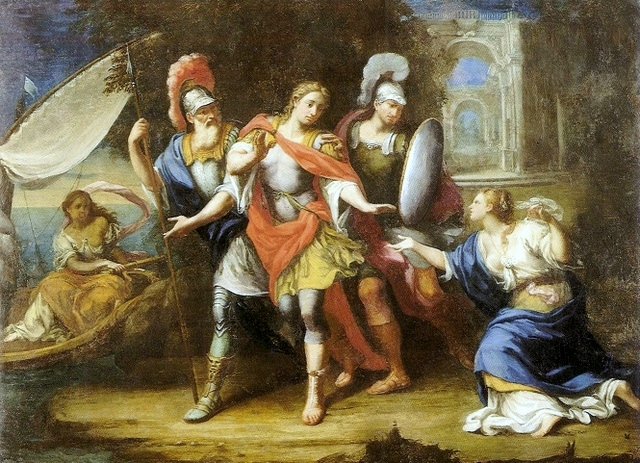
José Teófilo de Jesús: El rapto de Helena, siglo XVIII, Museo de Arte de Bahia, excepcional ejemplo de arte profano
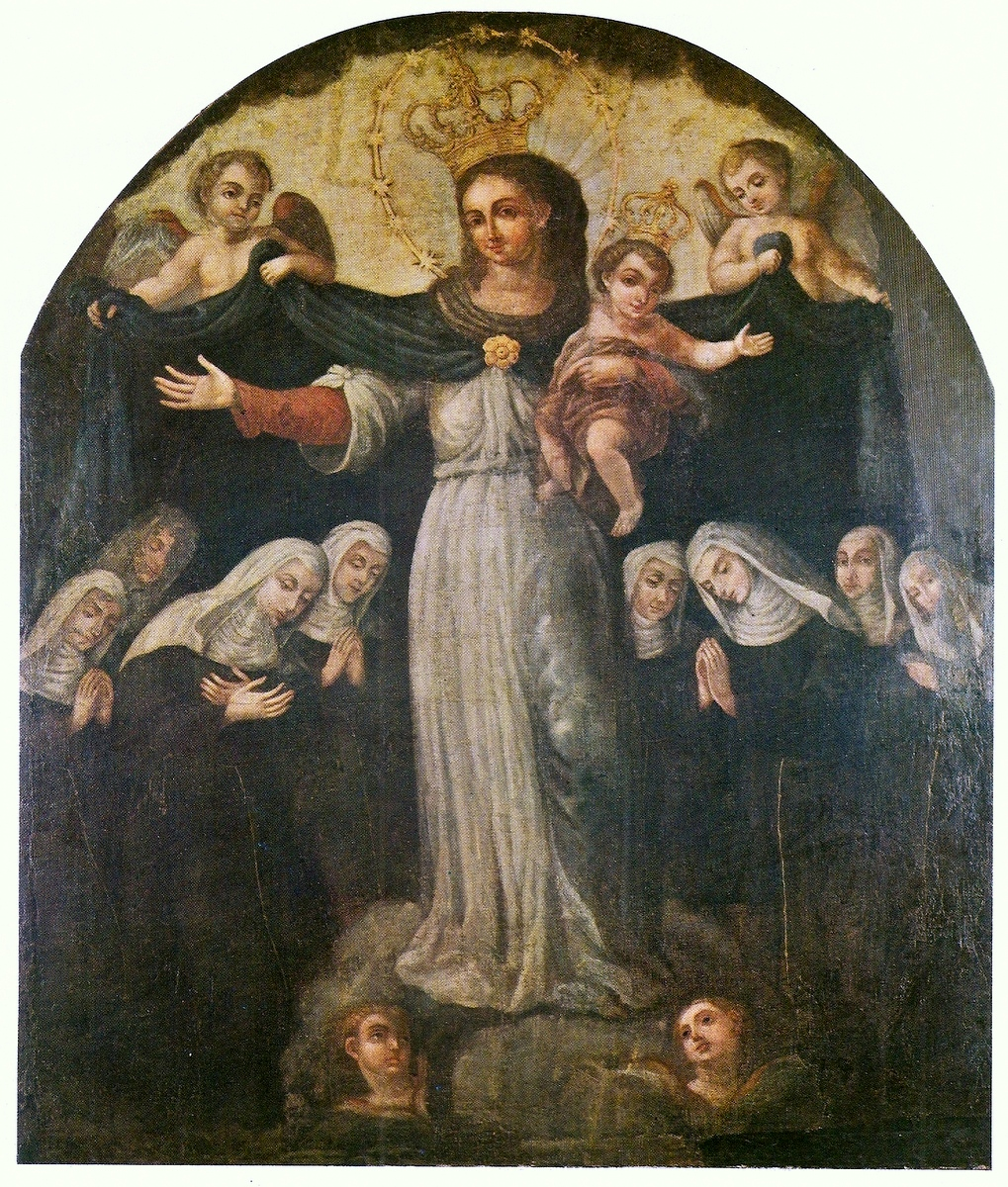
Nuestra Señora de la Ayuda, de la Escuela Fluminense, siglo XVIII, Museo Nacional de Bellas Artes, Río de Janeiro
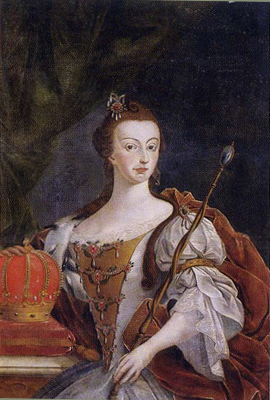
José Leandro de Carvalho: Retrato de D. María I, uno de los poco ejemplos de retratos oficiales en Brasil, Museo Histórico Nacional
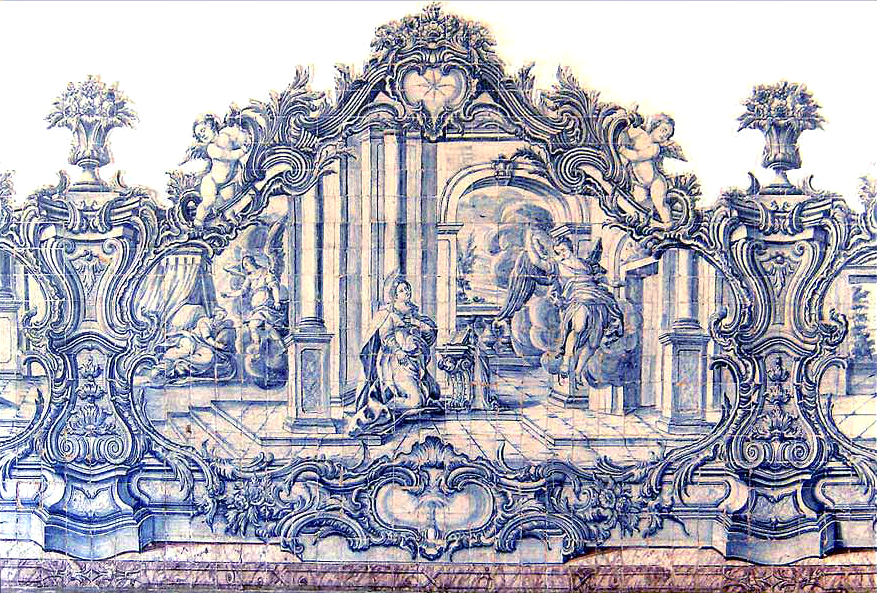
Azulejos en el Convento de San Francisco de Olinda

### Escultura

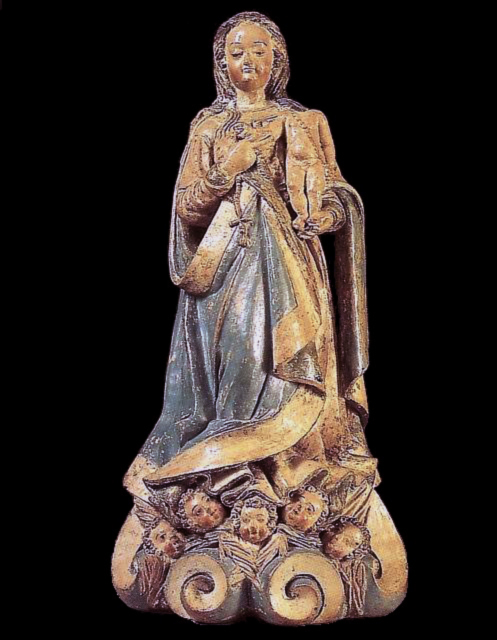
Fray Agostinho de Jesús: Nuestra Señora del Rosario,, arcilla. Colección Artístico-Cultural de los Palacios de Gobierno del Estado de São Paulo.

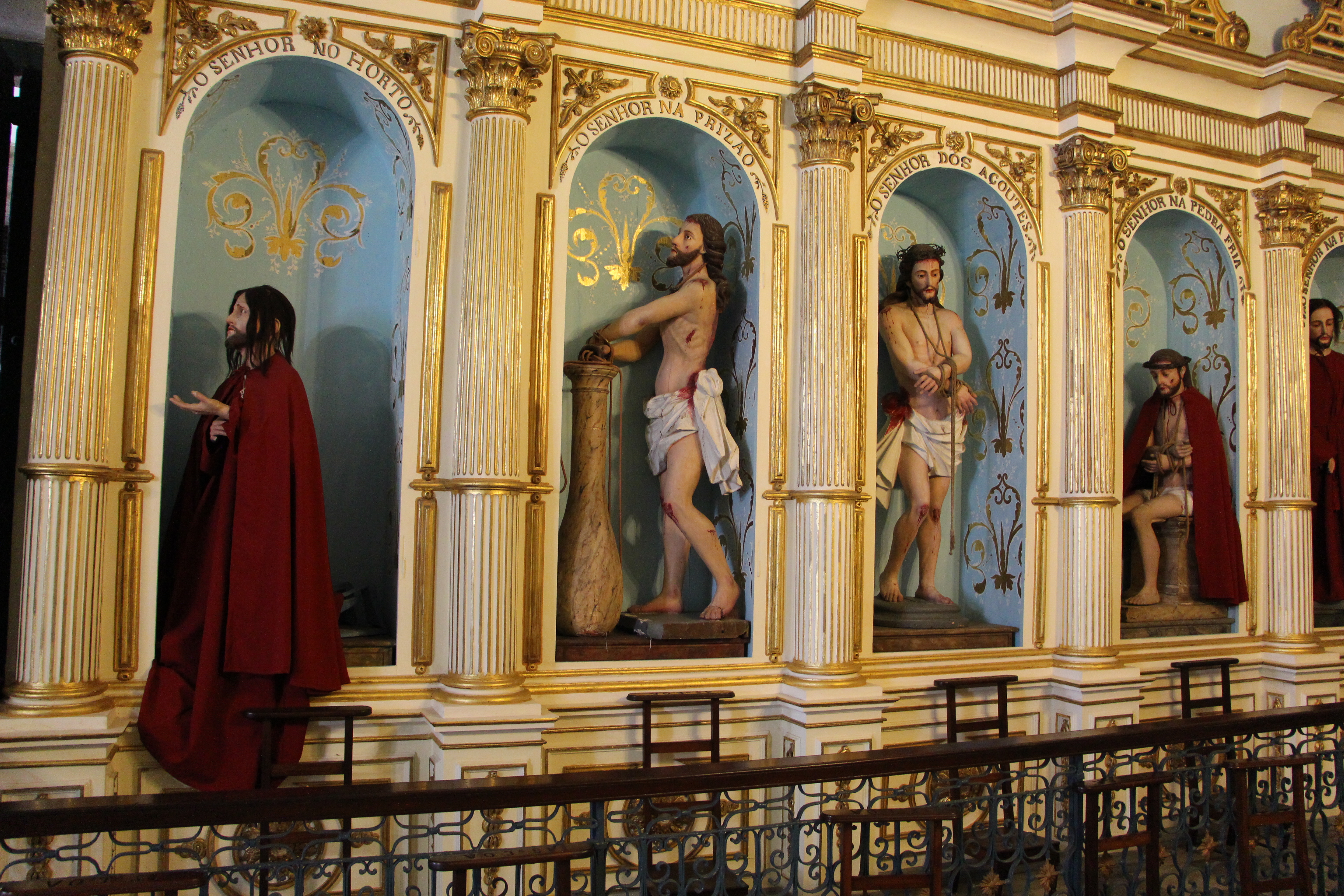
Varias imágenes de la Pasión de Cristo en la Capilla de los Santos de la Iglesia de la Tercera Orden de San Francisco en Salvador

El Barroco originó una vasta producción de escultura sacra. Parte integral de la práctica religiosa, la estatuaria devocional encontraba espacio tanto en los templos como en los domicilios privados. Cabral ya había traído consigo una estatua de Nuestra Señora de los Navegantes, y las primeras piezas dejadas en el país fueron de importación portuguesa, traídas por los misioneros. A lo largo de todo el Barroco, la importación de obras continuó, y muchas de las que aún existen en iglesias y colecciones museísticas provienen de Europa. Sin embargo, desde el siglo XVI comenzaron a formarse escuelas locales de escultura, compuestas principalmente por religiosos franciscanos y benedictinos, pero también con algunos artesanos laicos, que trabajaban principalmente la arcilla.  Las primeras imágenes de arcilla cocida creadas en Brasil que se conocen con certeza se atribuyen a João Gonçalo Fernandes, que datan de la década de 1560, pero su estilo aún no caracteriza el típico barroco, que sólo comienza a consolidarse en la producción indígena en la siguiente generación.
La arcilla fue la técnica en la que los indígenas pudieron contribuir de manera más activa, enseñando a los europeos técnicas de pintura en cerámica y conocimientos sobre pigmentos naturales como la tabatinga y el tauá, que dominaban desde hacía milenios. Los indígenas también colaboraron como santeiros (escultores de imágenes religiosas), especialmente en las reducciones del sur y en algunas del noreste, y en estos casos, a menudo se encuentran rasgos étnicos indígenas en los rostros de las imágenes, como se puede ver en algunas esculturas de los Siete Pueblos de las Misiones. 
Los jesuitas dieron preferencia a la madera, que a partir de finales del siglo XVII llegó a predominar, determinando también modificaciones en la conformación de las piezas. La técnica de la época exigía que las piezas de barro fueran modeladas de manera compacta, con un relieve bajo y sin partes proyectadas, que podrían romperse fácilmente durante la cocción. En cambio, la madera permitía la escultura con formas abiertas, flotantes y dinámicas, mucho más libres en el espacio tridimensional. La mayor parte de la estatuaria barroca brasileña terminó siendo creada en madera policromada. La arcilla se usó principalmente al principio, aunque nunca fue abandonado, y la piedra fue un material raro, más reservado para la decoración de fachadas y monumentos públicos. 
Criados en Brasil o importados, difícilmente habría una casa que no tuviera al menos algún santo de devoción esculpido: la estatuaria se convirtió en un bien de consumo masivo, casi omnipresente, mucho más común que la pintura, con ejemplares de gran tamaño, a tamaño natural o incluso más grandes, hasta piezas miniaturizadas para uso práctico en viajes. Salvador, en particular, se convirtió en un centro exportador de estatuaria hacia los puntos más distantes del país, creando una escuela regional de tal fuerza que no conoció interrupción sino hasta el siglo XX. Otra escuela importante del noreste fue la de Pernambuco, con producción de alta calidad pero aún poco estudiada.
La mayoría de las obras que sobreviven permanecen anónimas; no solían ser firmadas y los análisis de estilo muchas veces no son suficientes para determinar con precisión su origen, ya que la iconografía seguía patrones convencionales que eran válidos en todas partes, y el intercambio de obras por todo el país era grande. Sin embargo, algunos nombres fueron preservados por la tradición oral o a través de recibos de pago de obras.  Entre ellos, se pueden citar a Agostinho de Jesus, activo en Río de Janeiro y São Paulo; Frei Agostinho da Piedade, José Eduardo Garcia, Francisco das Chagas, el Cabra, Félix Pereira Guimarães y Manuel Inácio da Costa, activos en Salvador; Veiga Valle, en Pirenópolis; Francisco Xavier de Brito, que trabajó entre Río de Janeiro y Minas Gerais, Manoel da Silva Amorim, en Pernambuco, Bernardo da Silva, de la escuela maranhense, Simão da Cunha y Mestre Valentim, en Río de Janeiro. En la escuela de Minas Geraes, Francisco Vieira Servas, José Coelho Noronha, Felipe Vieira, Valentim Correa Paes y Bento Sabino da Boa Morte, entre otros.

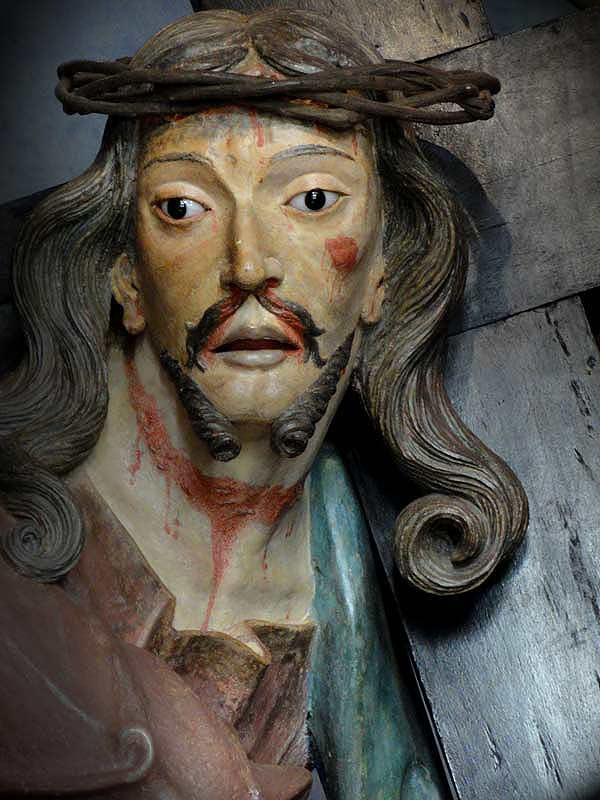
Aleijadinho: Cristo cargando la cruz, Santuario del Buen Jesús de Matosinhos en Congonhas

Con la consolidación de la cultura nacional hacia la mitad del siglo XVIII, y con la proliferación de artesanos con mayor formación, se percibe un avance en la forma y terminación de las piezas, surgiendo imágenes de gran expresividad. No obstante, la importación de estatuaria directamente desde Portugal persistió e incluso se intensificó con el enriquecimiento de la colonia, dado que las clases privilegiadas apreciaban ejemplares más terminados y de profesores más expertos. Simultáneamente, se expandieron las escuelas regionales, sobresaliendo las de Río de Janeiro, São Paulo, Maranhão, Pará y Minas. En estas, la implicación de los afrodescendientes y los mulatos resultó crucial y se originaron características regionales más emblemáticas, que podían incluir elementos arcaizantes o de diferentes escuelas en fusiones eclécticas. Como describió Ailton de Alcântara, «es en este contexto que humildes, pero hábiles hombres, valiéndose de la perspectiva formal que captaban a través de la pregnancia, orientados solo por tradición oral y por el ejercicio de la repetición, serán identificados en su entorno como los hacedores de santos y diversos otros objetos de devoción». Aleijadinho representa la culminación y la última gran manifestación de la escultura barroca brasileña, con una obra densa y magistral diseminada por la región de Ouro Preto, especialmente en el Santuario del Buen Jesús de Matosinhos, en Congonhas, que posee una serie de grandes grupos escultóricos en las estaciones de la Vía Crucis, en madera policromada, y los célebres Doce Profetas, en esteatita, en el atrio de la iglesia.

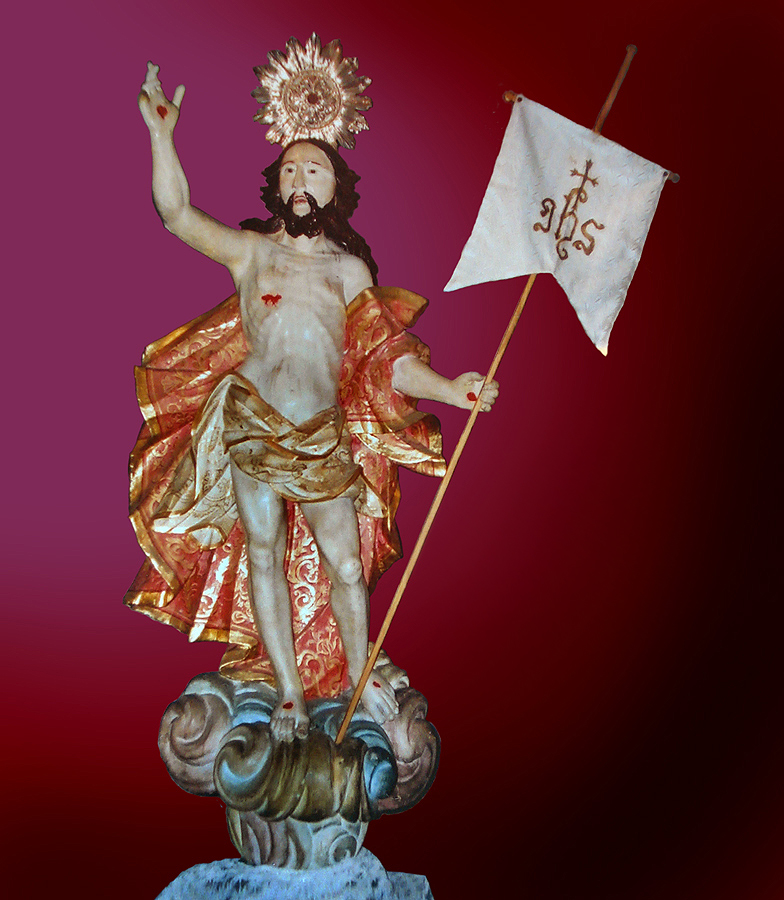
Cristo resucitado, escuela baiana, madeira,. Iglecia de San Francisco, Salvador.

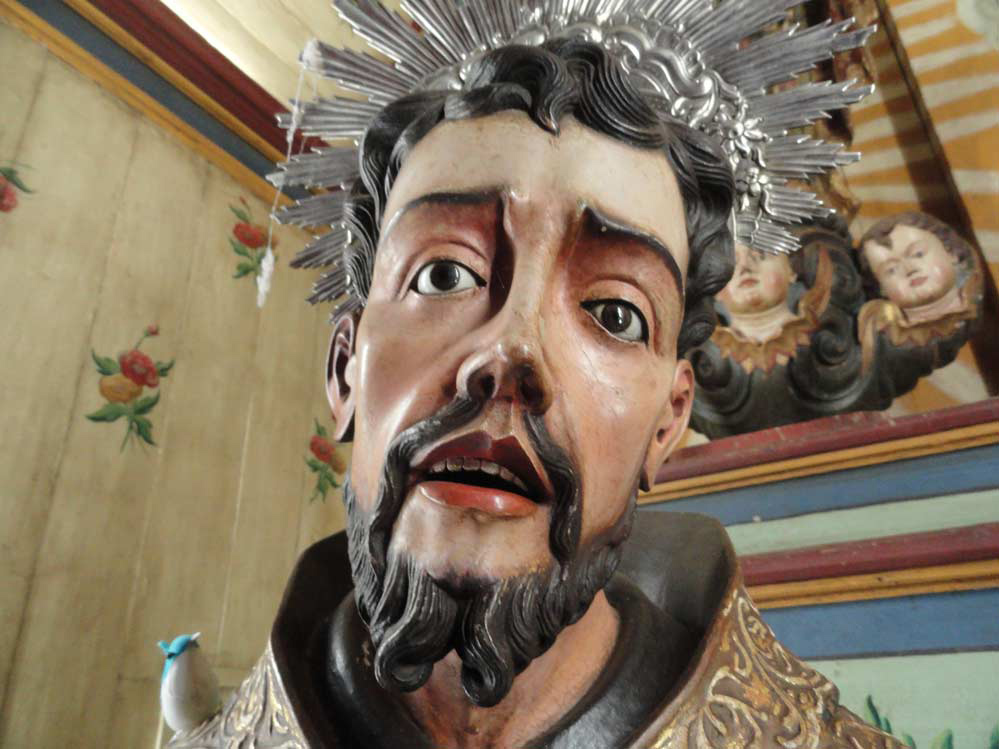
Detalle de un San Francisco de tamaño natural del en la Iglesia de San Francisco de Asis de Sabará

Por regla, la estatuaria barroca brasileña era pintada con colores vivos y, a menudo, se aplicaban dorados, decorándose con ornamentos accesorios como coronas y resplandores de plata y oro, que podían estar engastados con piedras preciosas. También se solían añadir ojos de vidrio, dientes de marfil y vestidos de tela. Las grandes estatuas devotas, especialmente los tipos del Señor de los Pasos y de la Mater Dolorosa, que se llevaban en procesiones, podían tener incluso cabellos reales, con el fin de enfatizar su aspecto ilusionista, y miembros articulados para permitir su uso en representaciones teatrales sacras. Para la pintura, la imagen en material bruto recibía una capa de un preparado a base de arcilla y cola, conocido como "bolo armenio", que llenaba los poros de la madera o del barro y creaba una superficie lisa para el trabajo posterior. Si las vestimentas de la figura iban a llevar dorado, se aplicaban sobre la capa de bolo armenio finísimas hojas de oro, que podían ser pulidas para resaltar el brillo o dejadas sin pulir, creando un dorado mate. El plateado era más raro y costoso, pues no había minas de plata en Brasil y el material se obtenía mediante la fundición de monedas peruanas. Sobre el oro o la plata se aplicaba pintura, óleo o témpera oleosa, y para que el metal precioso subyacente apareciera, la pintura se removía en las partes necesarias con estiletes o punzones, lo que permitía crear complejos patrones florales o abstractos, imitando brocados y bordados de tejidos reales, dando a la imagen un aspecto suntuoso, al gusto barroco. A esta decoración particular se le dio el nombre de "estofado". La pintura de la cara, manos, pies u otras partes visibles del cuerpo se llamaba "encarnación", y como su nombre indica, buscaba imitar el efecto de la carne humana. En los ejemplares más raros, hechos de marfil, el material podía dejarse expuesto. 
La estatuaria en posesión privada a menudo era entronizada en capillas u oratorios, que, a medida que aumentaban las posesiones de sus propietarios, podían convertirse en muebles lujosos y muy ornamentados.  Cuando una imagen se deterioraba, podía ser descartada, arrojándola al mar, a un río, enterrándola en una iglesia o depositándola en algún oratorio en la orilla del camino. En fiestas solemnes, o como pago de alguna promesa, la estatuaria más antigua podía ser reformada, tallándose nuevos detalles y repintándola. También podía recibir vestidos bordados con seda, oro y piedras preciosas, y ser adornada con joyas como coronas, resplandores e insignias. 
Otro tipo de estatuaria que se volvió muy popular fue el grupo del pesebre, un conjunto de figuras que narra el nacimiento de Jesús y la visita de los Reyes Magos, montado en casas e iglesias durante la época de Navidad. La tradición fue inaugurada, al parecer, por el padre José de Anchieta, quien, ayudado por los indígenas, modelaba pequeñas figuras de barro para enseñarles la doctrina cristiana. Algunos pesebres brasileños llegaron a tener decenas de piezas, con muchas escenas paralelas y un escenario miniaturizado para contextualizarlas. A mediados del siglo XIX, floreció en São Paulo una escuela de estatuaria popular de barro que conoció una enorme demanda, produciendo los llamados "paulistinhas", imágenes muy sencillas para el culto doméstico, pero que seguían los moldes de la tradición barroca. Uno de sus artesanos más conocidos fue Dito Pituba. 

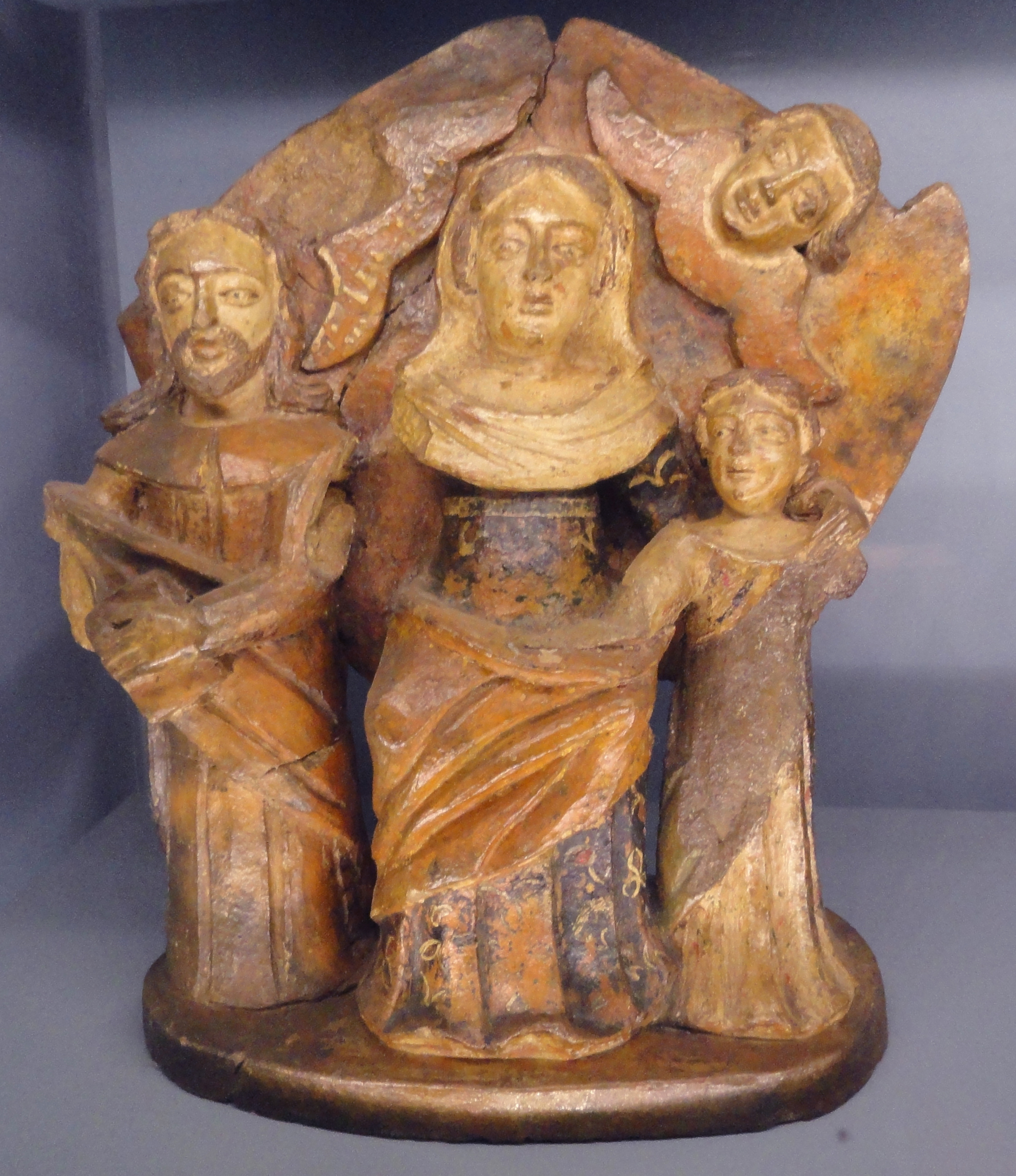
Santa Ana Maestra con San Joaquín y los ángeles, São Paulo, siglo XVII, Museo de Santa Ana
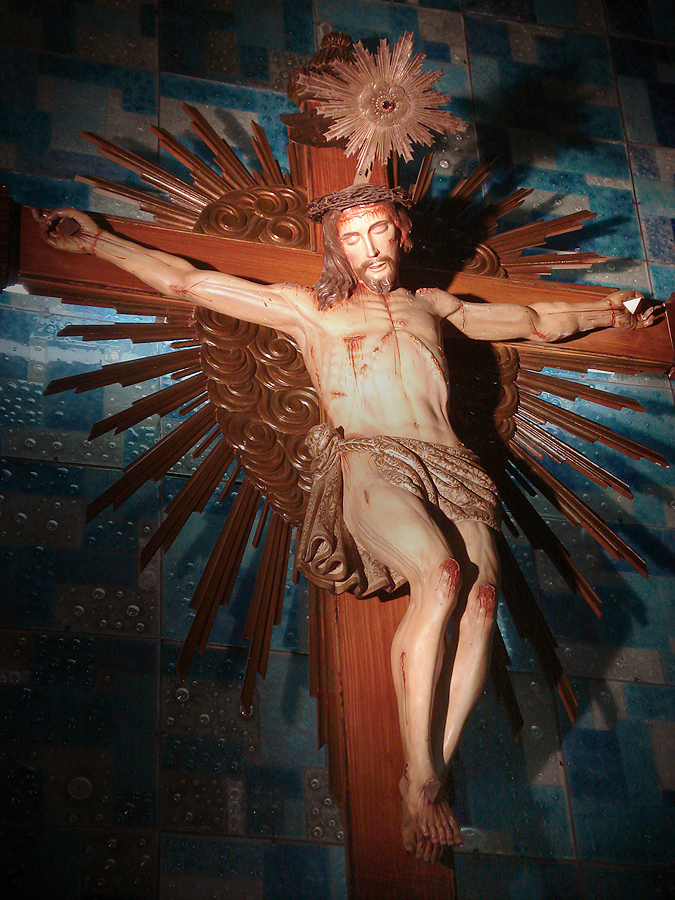
Crucifijo del siglo XVII, procedente de las reducciones jesuíticas del sur. Capilla de Nuestro Señor Jesús de Bom Fim, Porto Alegre.
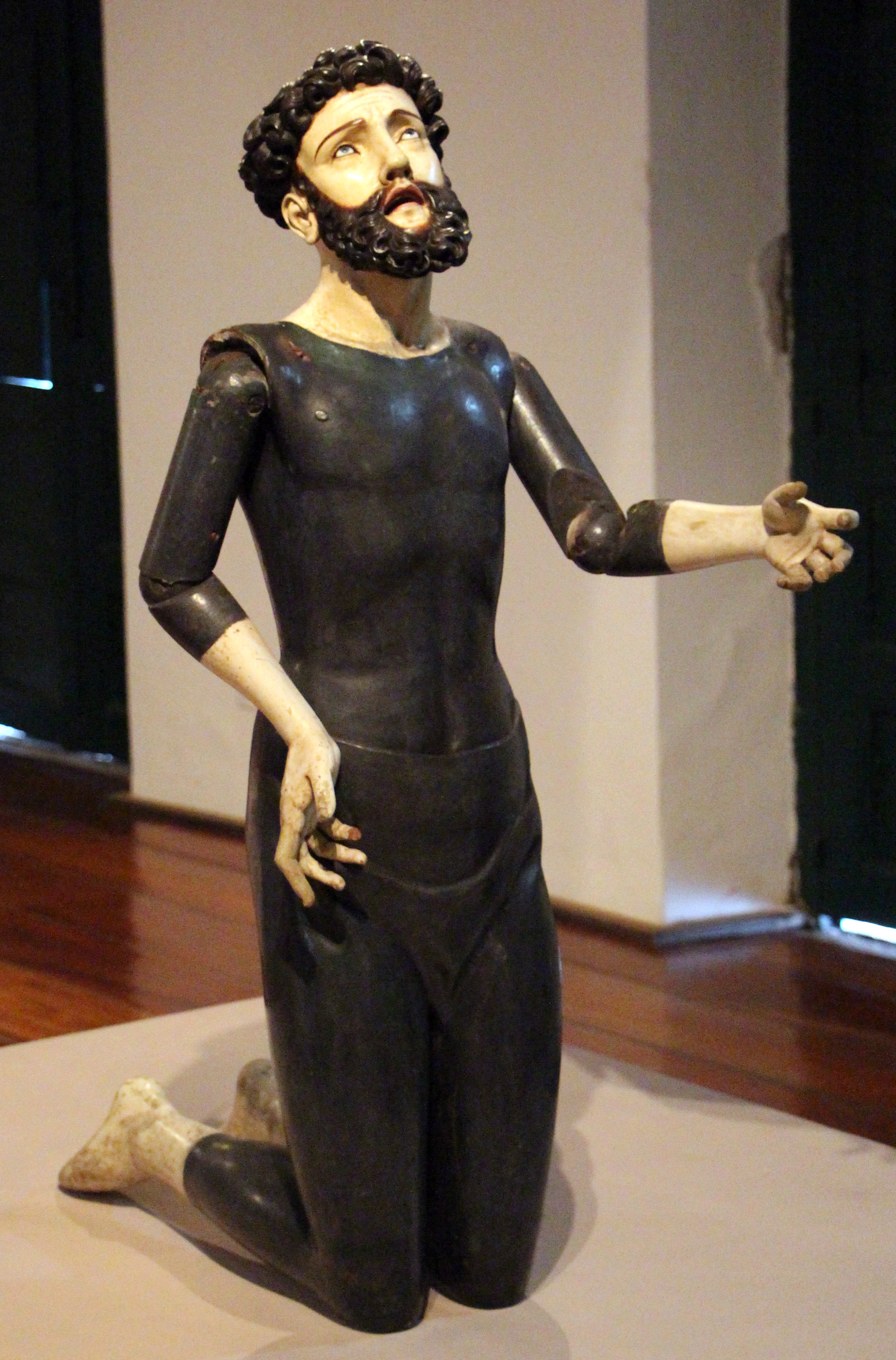
San Francisco, estatua devota para procesiones, siglo XVIII, Museo Abelardo Rodrigues. Tenga en cuenta los brazos articulados. Originalmente, la estatua habría estado vestida con ropas reales.
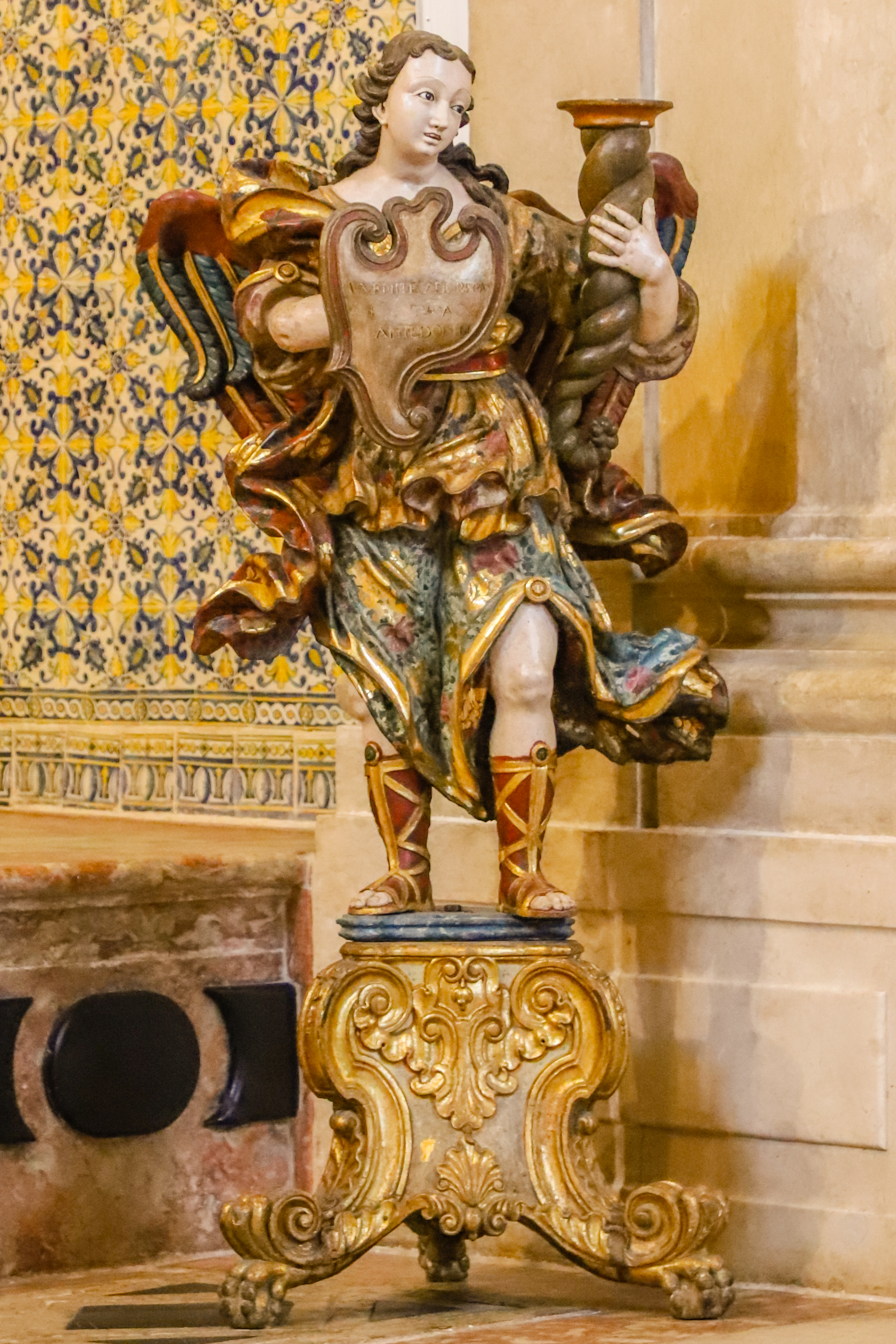
Ángel portador de antorchas, siglo XVIII. Catedral Basílica del Salvador
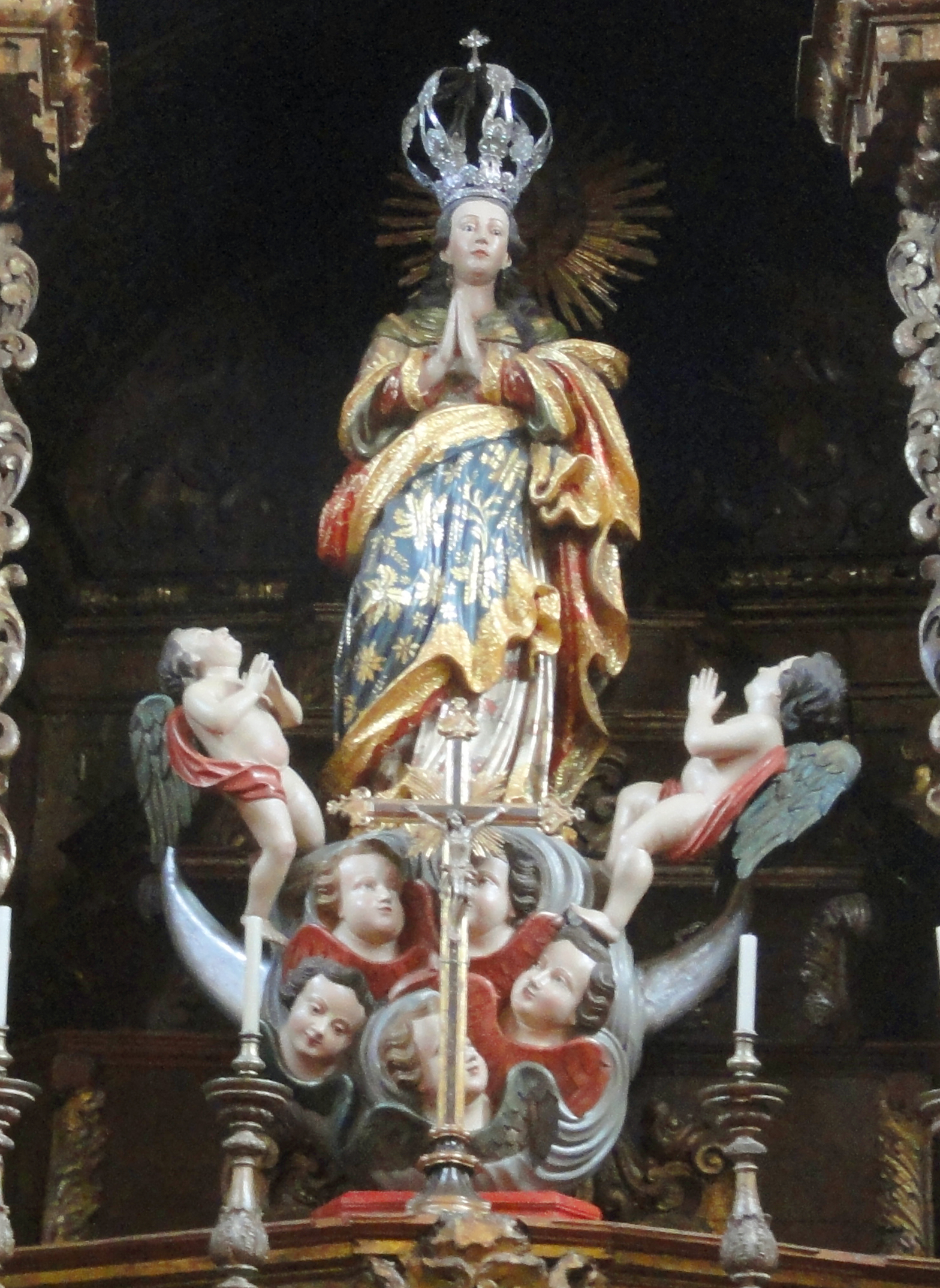
Nuestra Señora de la Conceição, sobre tamaño natural, siglo XVIII, Matriz de Sabará

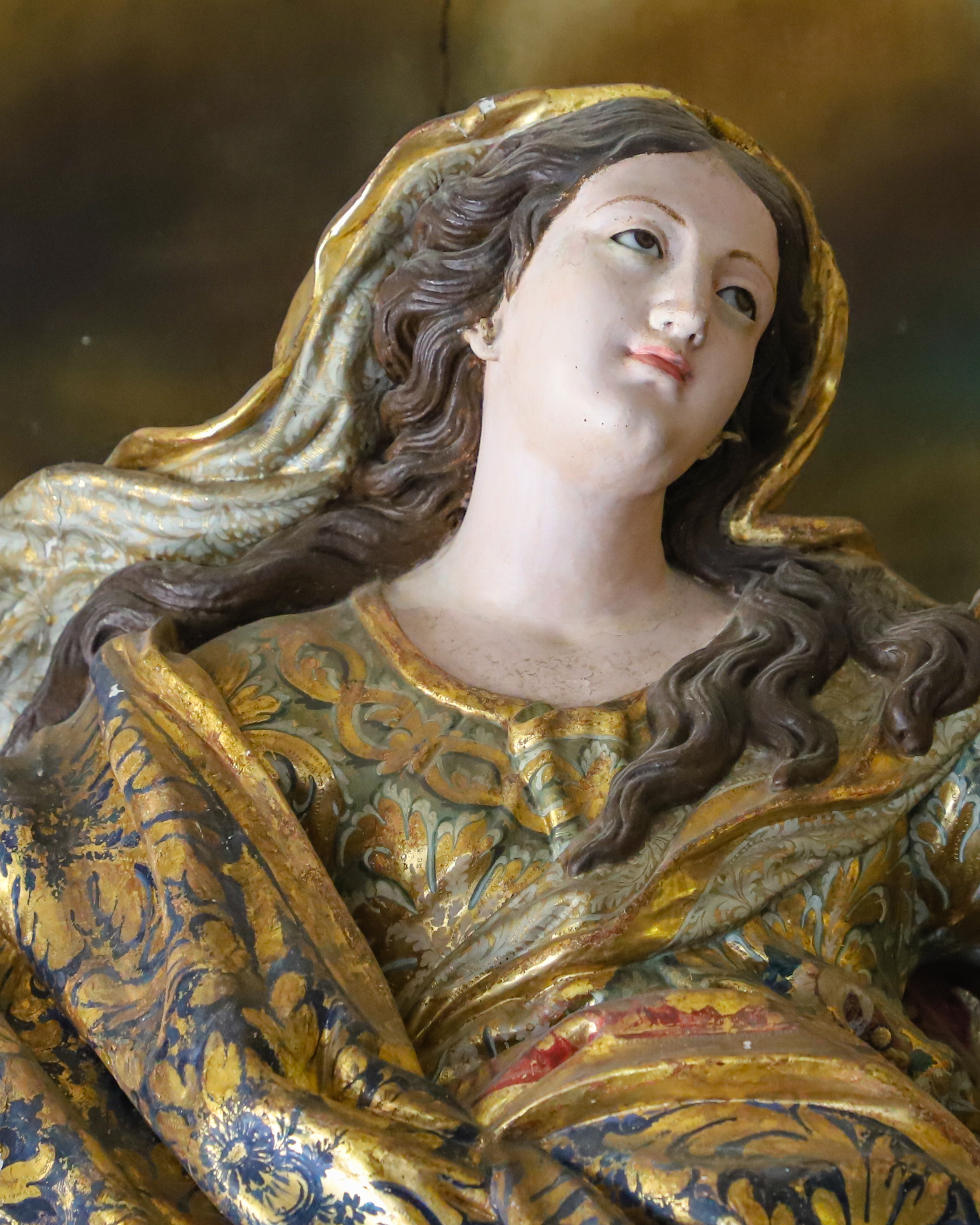
Detalle de una imagen de Nuestra Señora de la Fe, siglo XVIII. Catedral Basílica de Salvador
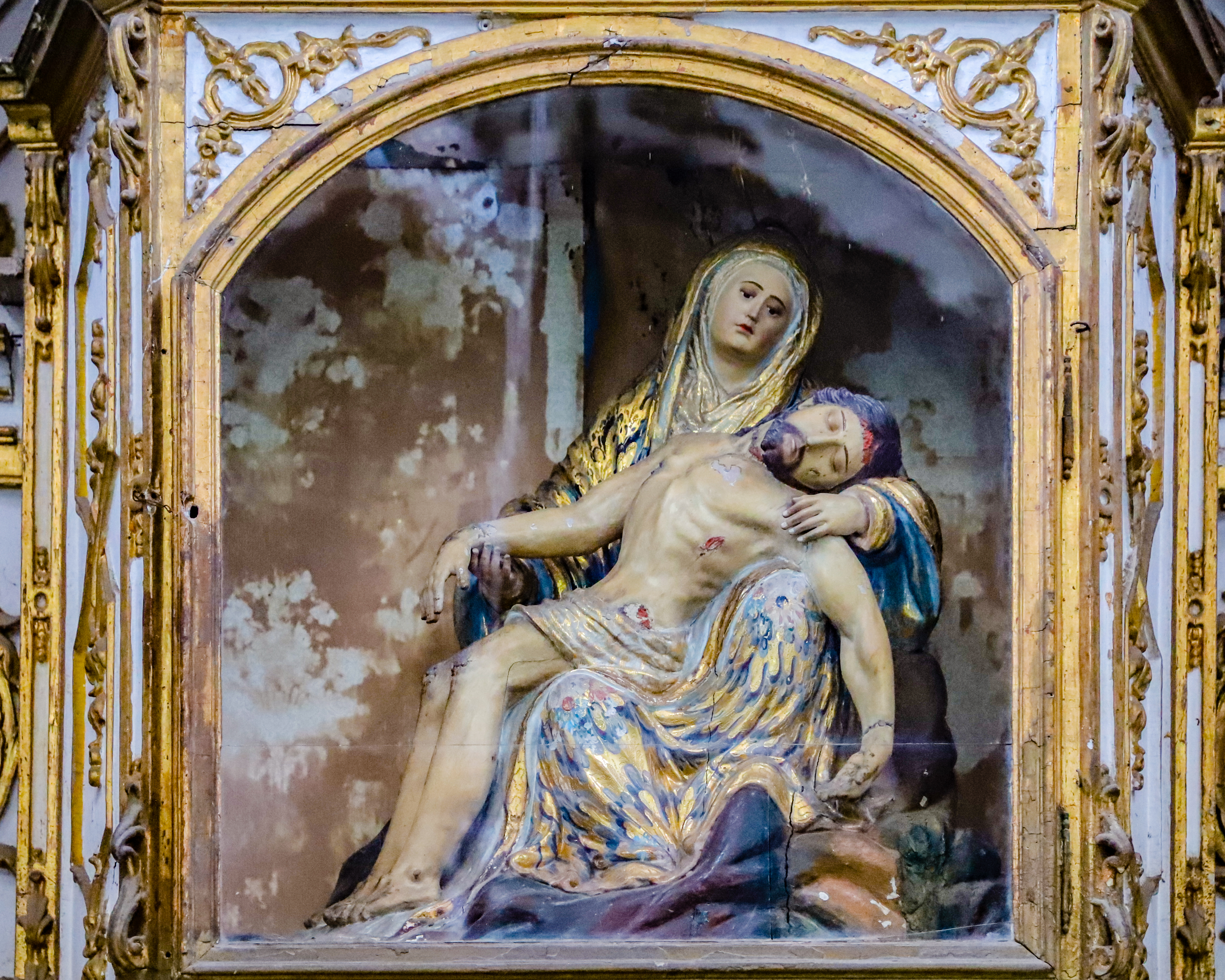
Nuestra Señora de la Piedad, siglo XVIII, Capilla de Nuestra Señora de la Piedad, Salvador
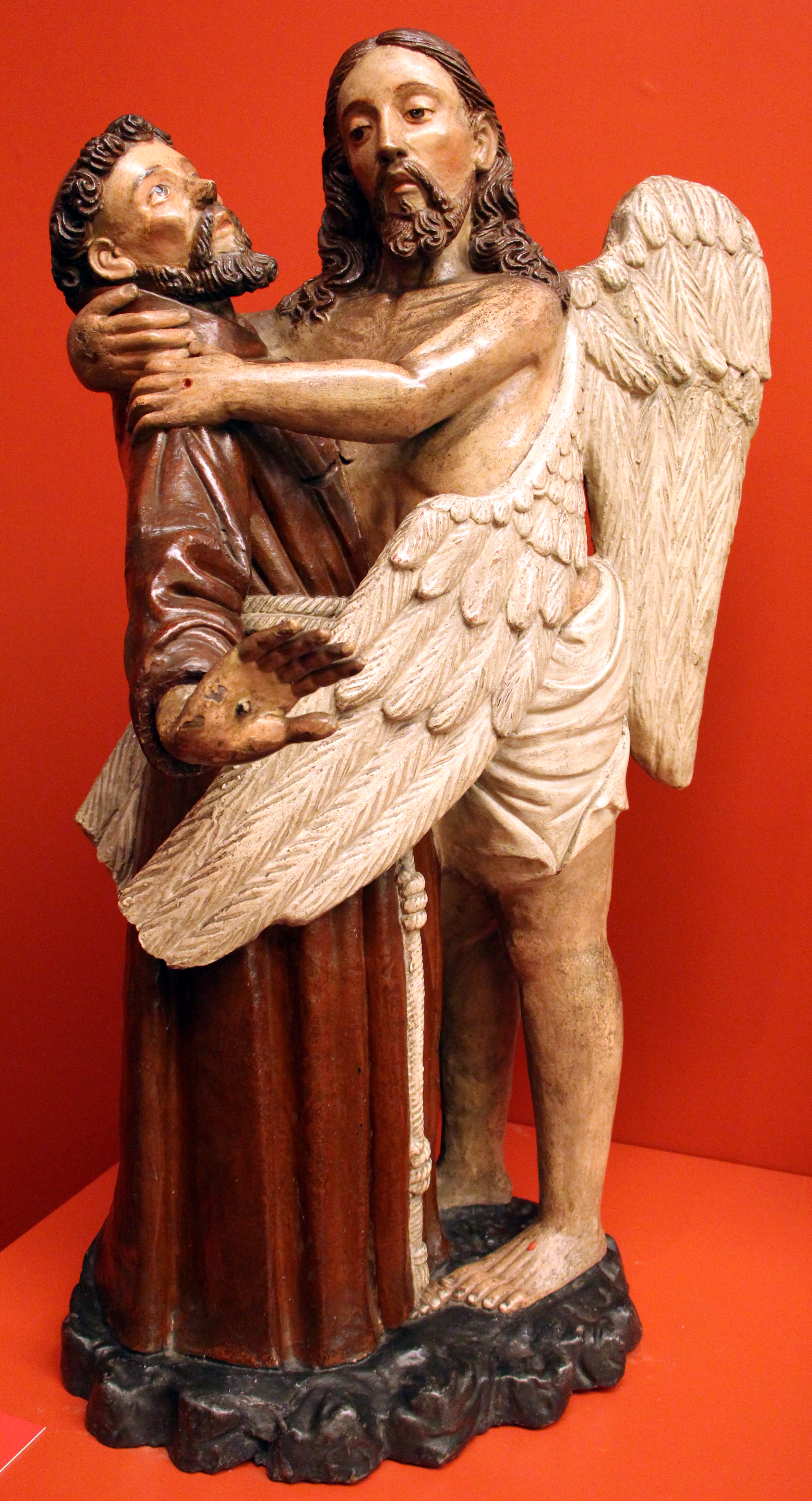
San Francisco de Asís recibiendo los estigmas de Cristo Seráfico, siglo XVIII, Museo de Arte Sacro de São Paulo
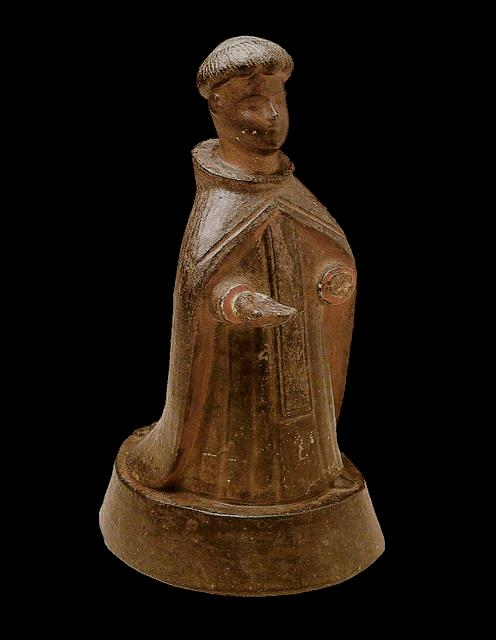
Paulistinha, imagen sacra en arcilla, siglo XIX, Museo de Arte Sacro de São Paulo
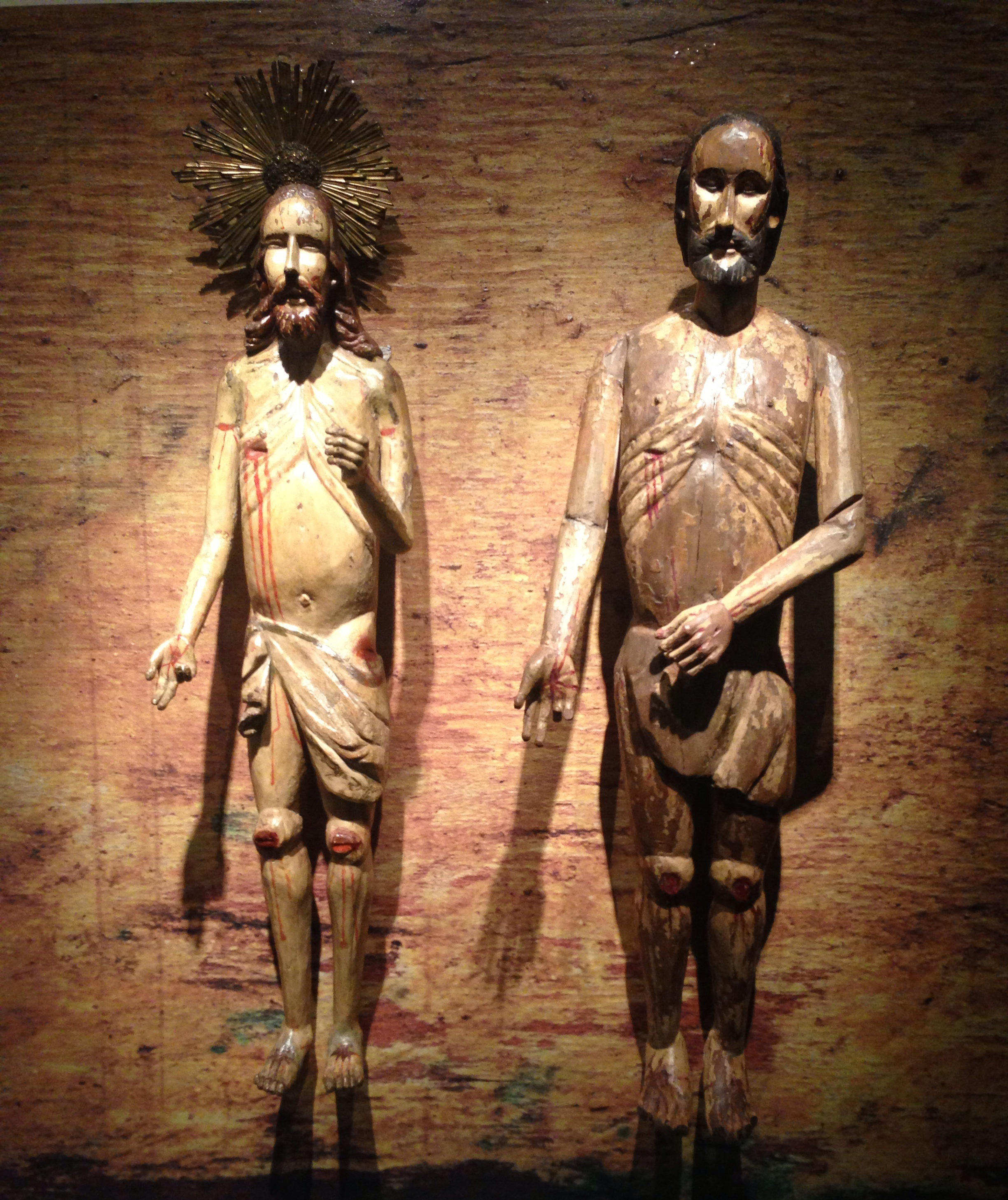
Imágenes de Cristo de grandes dimensiones, Dito Pituba, finales del siglo XIX, Museo de Arte Sacro de São Paulo

La talla dorada, una forma esencialmente ornamental de la escultura, requiere un tratamiento distinto debido a su considerable riqueza en Brasil y su destacada relevancia a lo largo de todo el avance del Barroco, adquiriendo frecuentemente dimensiones monumentales y alterando la percepción de los espacios arquitectónicos interiores. Dado que las estructuras de las iglesias siempre han sido bastante sencillas y aisladas, evidenciando la persistencia y el dinamismo de la tradición de la arquitectura plana. Fue en la decoración interior, en los retablos y altares, donde la talla es predominante, donde el Barroco brasileño pudo manifestarse con su máxima intensidad y ser más "típicamente Barroco": suntuoso, extravagante, dinámico y dramático. Se produjo en el noreste, inicialmente en Salvador y Recife, donde obtuvo sus primeros rendimientos significativos. Partiendo del eclecticismo y preciosismo de los retablos manieristas de la tradición portuguesa, ellos mismos ya de enorme refinamiento y complejidad, como lo demuestran los importantes retablos de la Catedral de Salvador y de la Catedral de São Luís do Maranhão, ambos descendientes directos del Manierismo, la talla barroca se fue formando actualizando otros arcaísmos, como los arcos plenos concéntricos dispuestos en profundidad, comunes en los portales de las iglesias románicas, abundantes en todo el territorio portugués, y las columnetas retorcidas, ya existentes en el período gótico. Los espacios entre estos elementos estructurales de los retablos, así como sus superficies, fueron tallados con profusa ornamentación policromada y dorada, en forma de ramajes y guirnaldas de flores, entrelazadas, en los ejemplos más ricos, con ángeles, escudos, insignias, pájaros, atlantes y cariátides, con gran homogeneidad estilística.

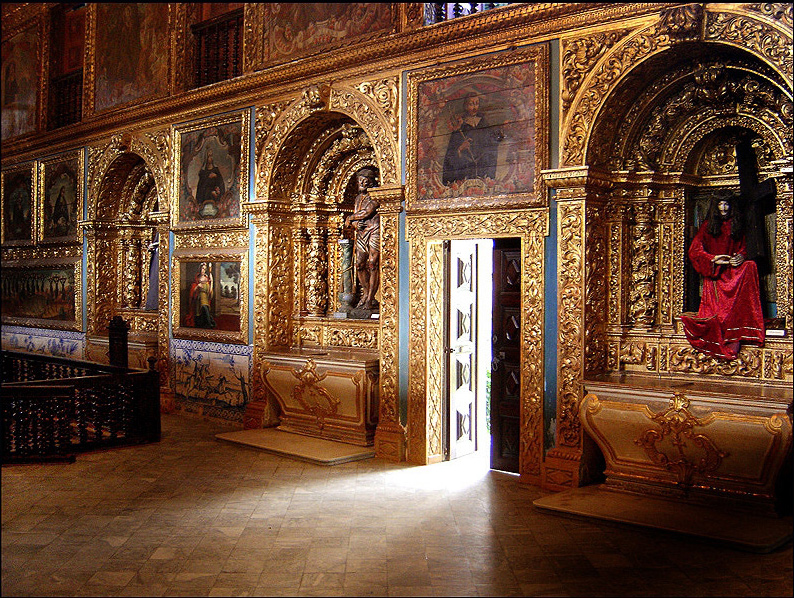
Altares laterales de la Capilla Dorada de Recife, un ejemplo típico del Estilo Nacional Portugués

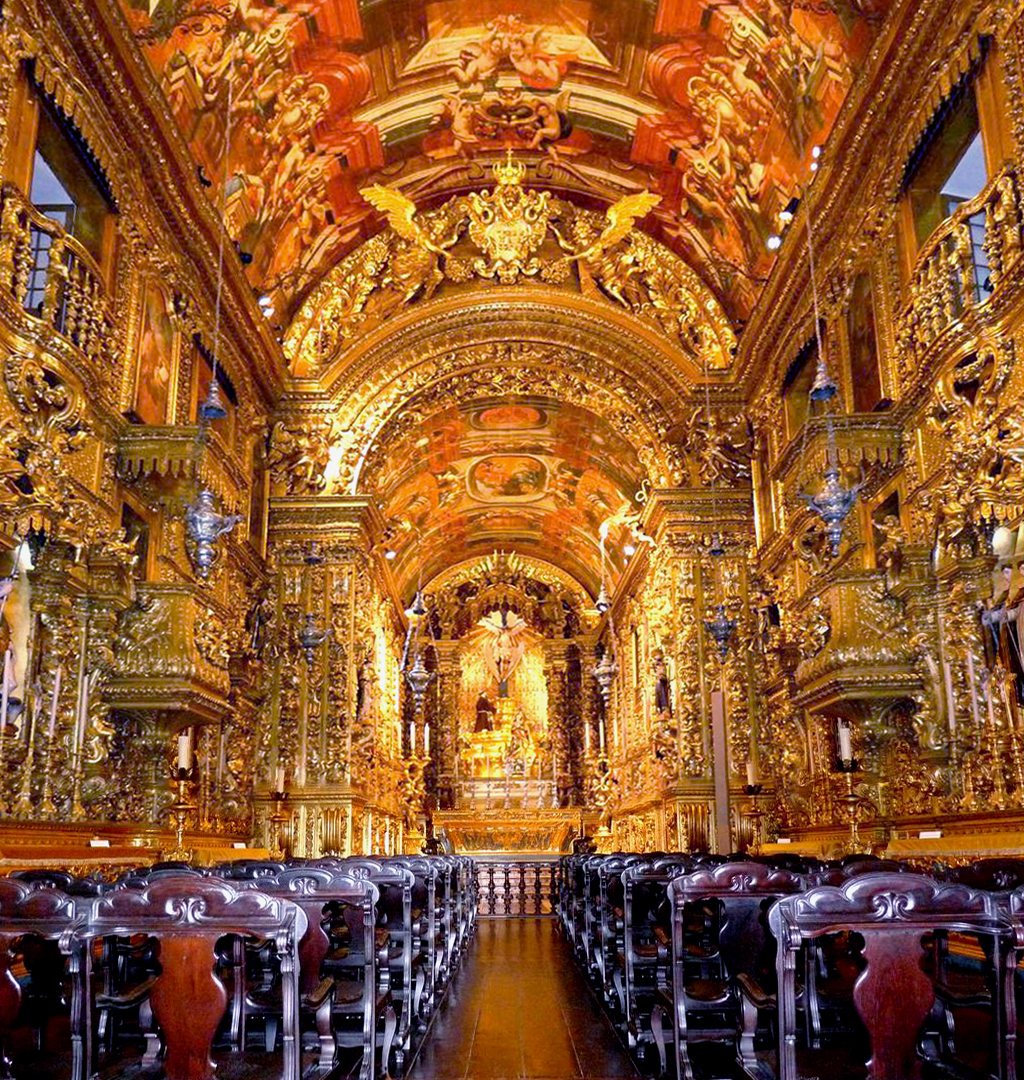
Iglesia de la Tercera Orden de San Francisco de la Penitencia, Río de Janeiro, gran ejemplo de talla joánica, obra de los portugueses Manuel de Brito y Francisco Xavier de Brito

Ese marco, que tenía un carácter escenográfico y equivalía en concepto y función a los arcos del triunfo de la Antigüedad, creaba un nicho, lleno con un pedestal para la estatua de un santo. La base de los retablos era una caja o mesa también decorada, que podía ser reemplazada por columnas de sustentación. Los retablos principales en las capillas mayores podían tener una gran imponencia. A esta conformación específica se le dio el nombre de "Estilo Nacional Portugués", que se convirtió en el modelo dominante para la decoración de interiores a mediados del siglo XVII y hasta principios del siglo XVIII. Naturalmente, hubo varias interpretaciones del modelo, y las diferentes órdenes religiosas adoptaron variaciones propias que se hicieron típicas; los jesuitas tendían a ser más sobrios, mientras que los franciscanos preferían un lujo ostentoso. A lo largo del Estilo Nacional, la talla generalmente no se proyectaba mucho en el espacio, siguiendo de cerca la conformación de la arquitectura. En los techos, el Estilo Nacional se cristalizó en la fórmula de los "casetones" o "cofres", un trabajo de talla con áreas poligonales vacías, donde se insertaban pinturas. Ejemplos ilustrativos de esta etapa son la Capilla Dorada en Recife, una de las primeras en este estilo, y la Iglesia de San Francisco en Salvador, una de las más ricas de Brasil; su exuberante talla dorada cubre por completo todas las superficies internas, con un impactante efecto conjunto.
Posteriormente, se observa la penetración de una nueva tendencia, llamada Barroco Joanino, caracterizada por la explosión de la talla, asumiendo relieves de gran profundidad y proyectándose del plano de la pared, con carácter estatuario y arquitectónico, presentando cariátides, ángeles y guirnaldas, coronamientos con cenefas, falsos cortinajes, doseles, cúpulas perforadas o bulbosas, multiplicando los motivos decorativos en relieve hasta el punto de oscurecer los elementos estructurales o pervertir su lógica primitiva, disolviéndolos en la ornamentación. También ocurre la introducción del blanco en la pintura de los fondos, dando mayor vivacidad y contraste a la policromía de la madera. Un excelente ejemplo del estilo Joanino se encuentra en la Iglesia de los Tercera Orden de San Francisco, en Río de Janiero, ilustrada al lado.
En la segunda mitad del siglo XVIII comenzó a predominar la influencia francesa, generando una derivación rococó, más ligera y elegante, más abierta y aireada, cuyo mayor florecimiento ocurrió en Minas Gerais. Se caracteriza por los retábulos con coronamientos de gran composición escultórica y con elementos ornamentales en forma de conchas, lazos, guirnaldas y flores, con fondos blancos y dorados en las partes en relieve. También en el noreste, el Rococó decoró ricamente muchas iglesias, como la Matriz de Santo Antônio en Recife, y en Río se destacan la Iglesia de los Terceros del Carmo, Santa Cruz de los Militares y la de Santa Rita, entre otras. En muchos casos en todo Brasil, una talla rococó reemplazó la talla barroca más antigua, y a lo largo de los siglos siguientes se produjeron frecuentes renovaciones y reformas en las decoraciones interiores, de manera que una parte significativa de las iglesias barrocas brasileñas tuvo su aspecto primitivo desfigurado. 
Merece mención, finalmente, la extensa producción de otras formas de escultura ornamental, en mobiliario tallado y en las portadas y frontones arquitectónicos en piedra, que en muchos casos alcanzaron altos niveles de refinamiento y complejidad. También sobrevive un rico conjunto de objetos litúrgicos de carácter escultórico producidos en metal, generalmente plata, tales como candelabros, lámparas, incensarios, navetas, tabernáculos, cruces procesionales y ostensorios. 

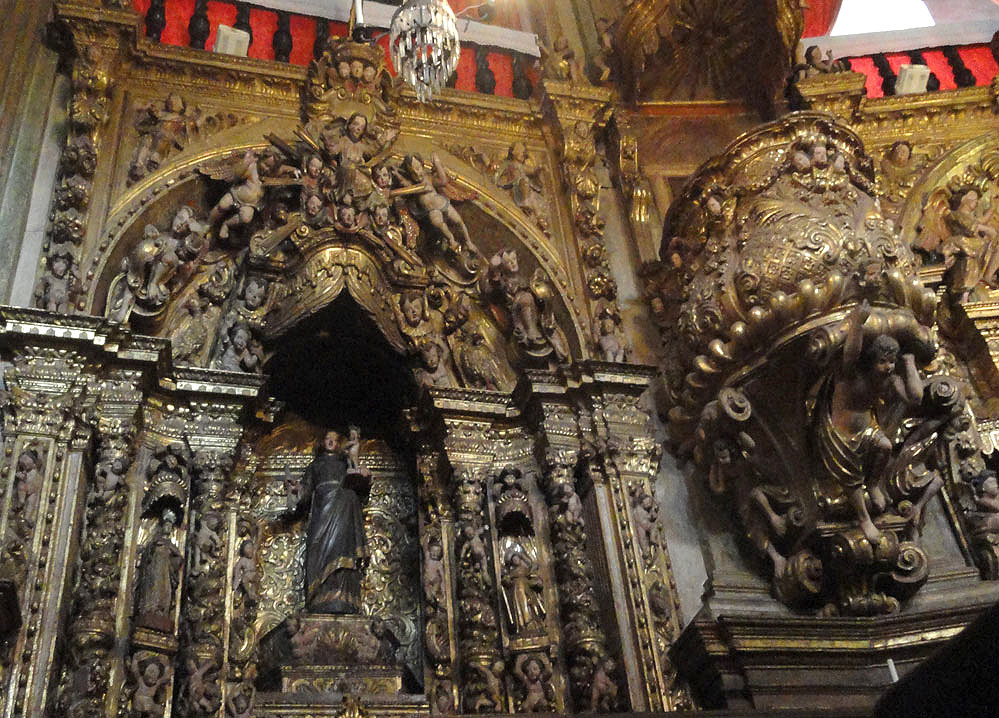
Altar lateral y púlpito de la Iglesia Parroquial de Nuestra Señora del Pilar, Ouro Preto
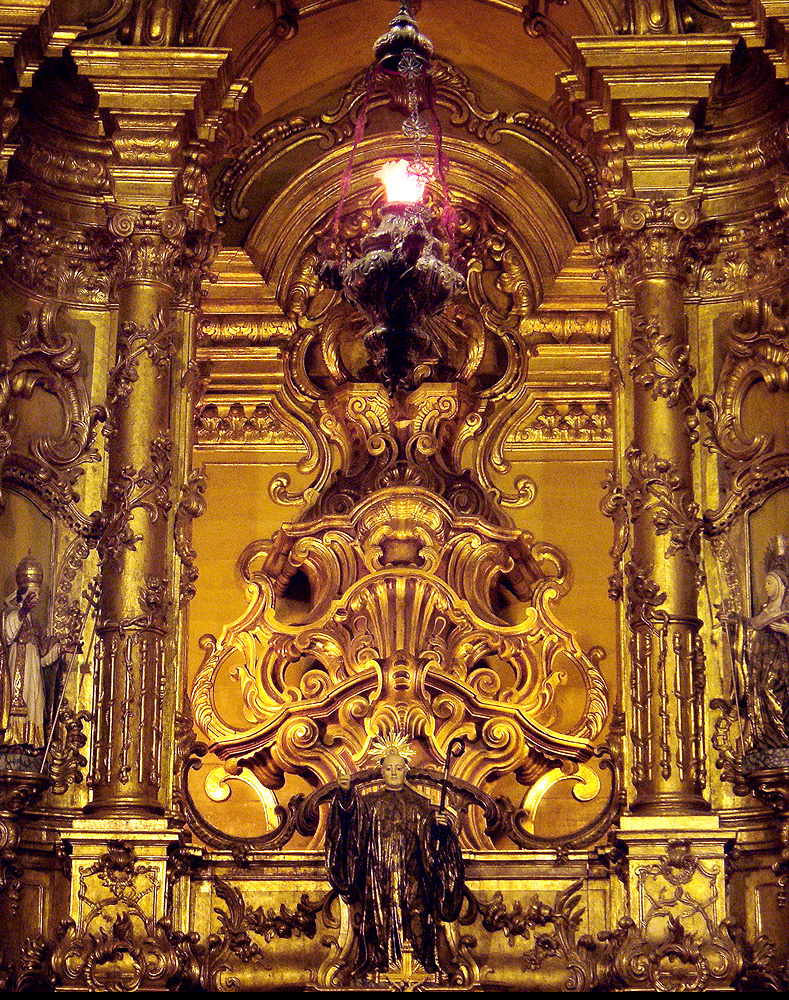
Detalle del altar mayor de la Basílica de San Benito, Olinda
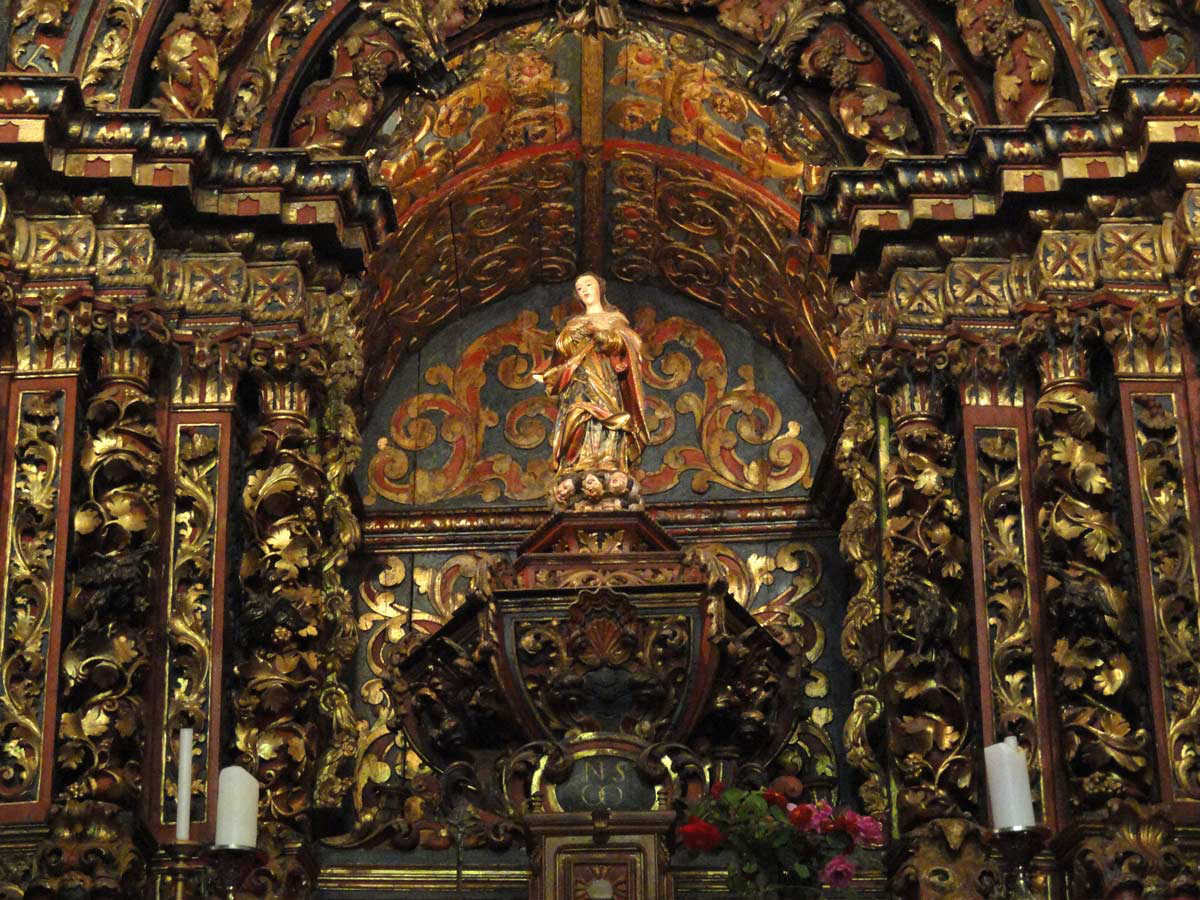
Detalle del altar de la Iglesia de Nuestra Señora de Ó, Sabará
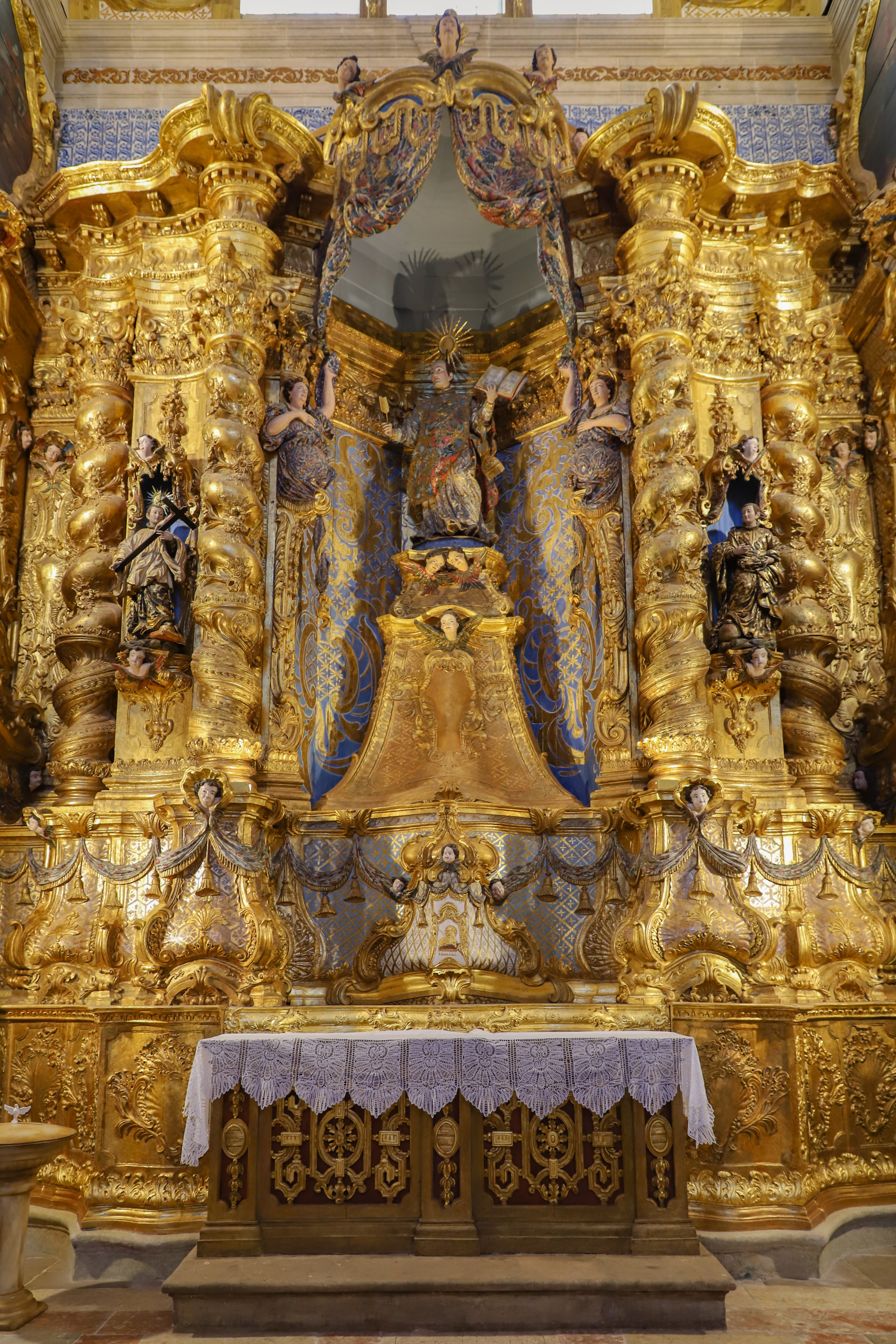
Altar de la Catedral Basílica de San Salvador, Salvador
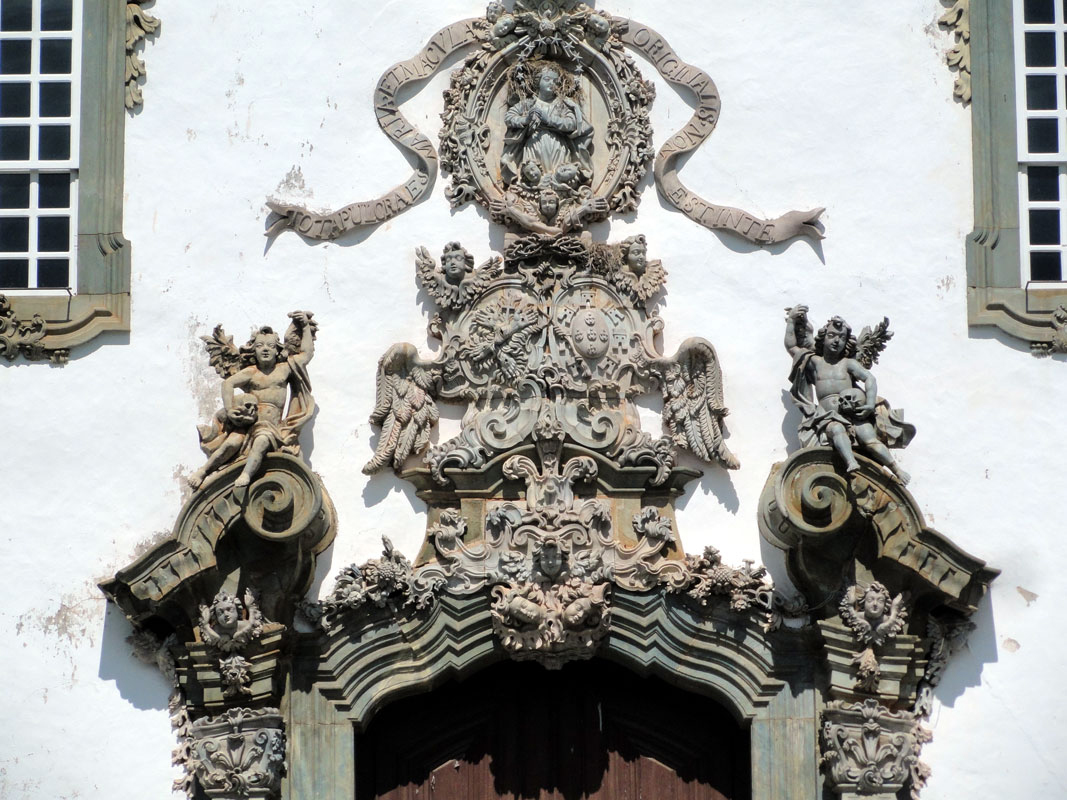
Frontispicio de piedra de la Iglesia de San Francisco de Asis, São João del-Rei, de Aleijadinho

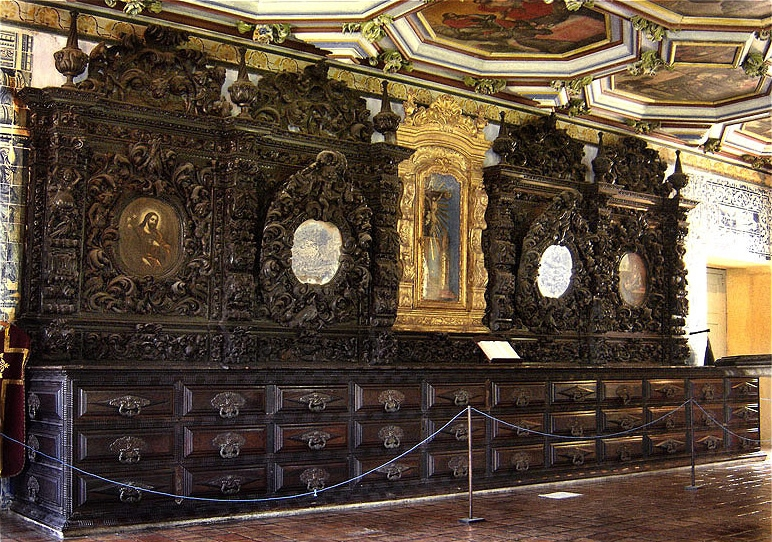
Muebles tallados en la sacristía del Convento de San Francisco, Olinda
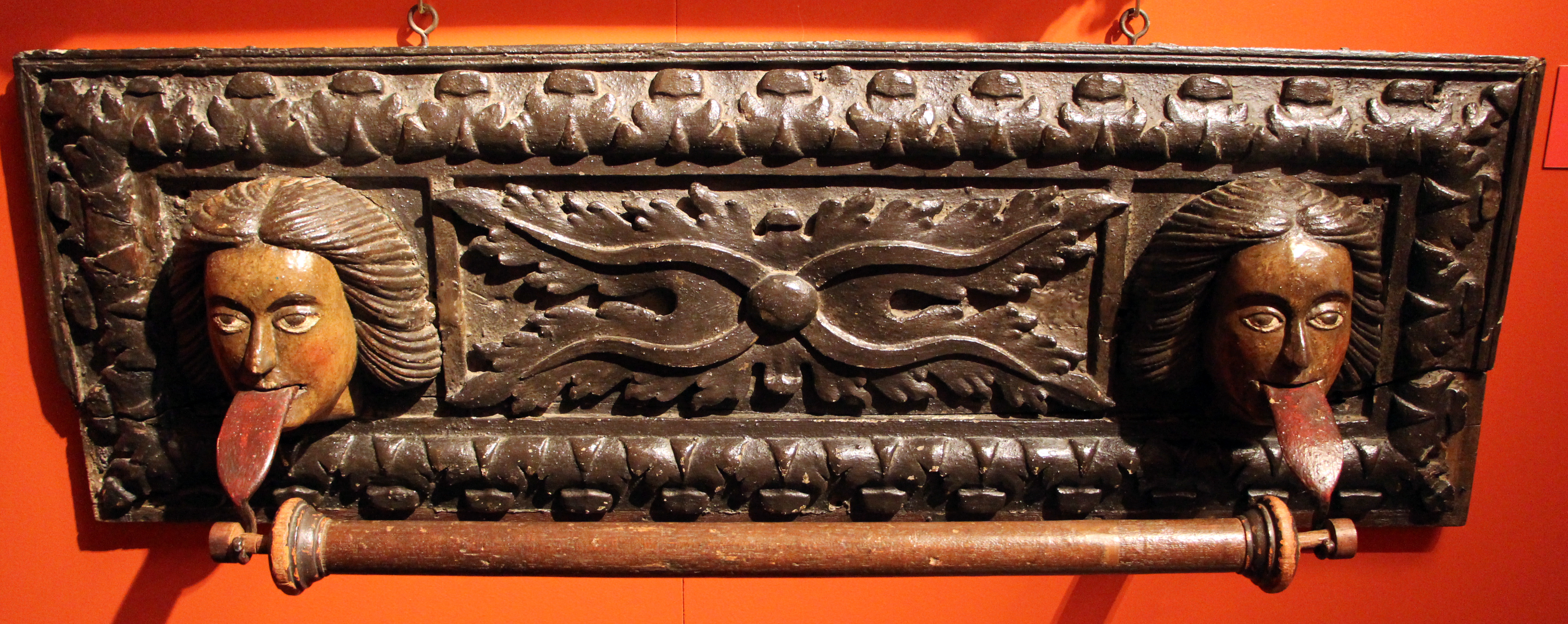
Soporte para toallas, siglo XVIII.
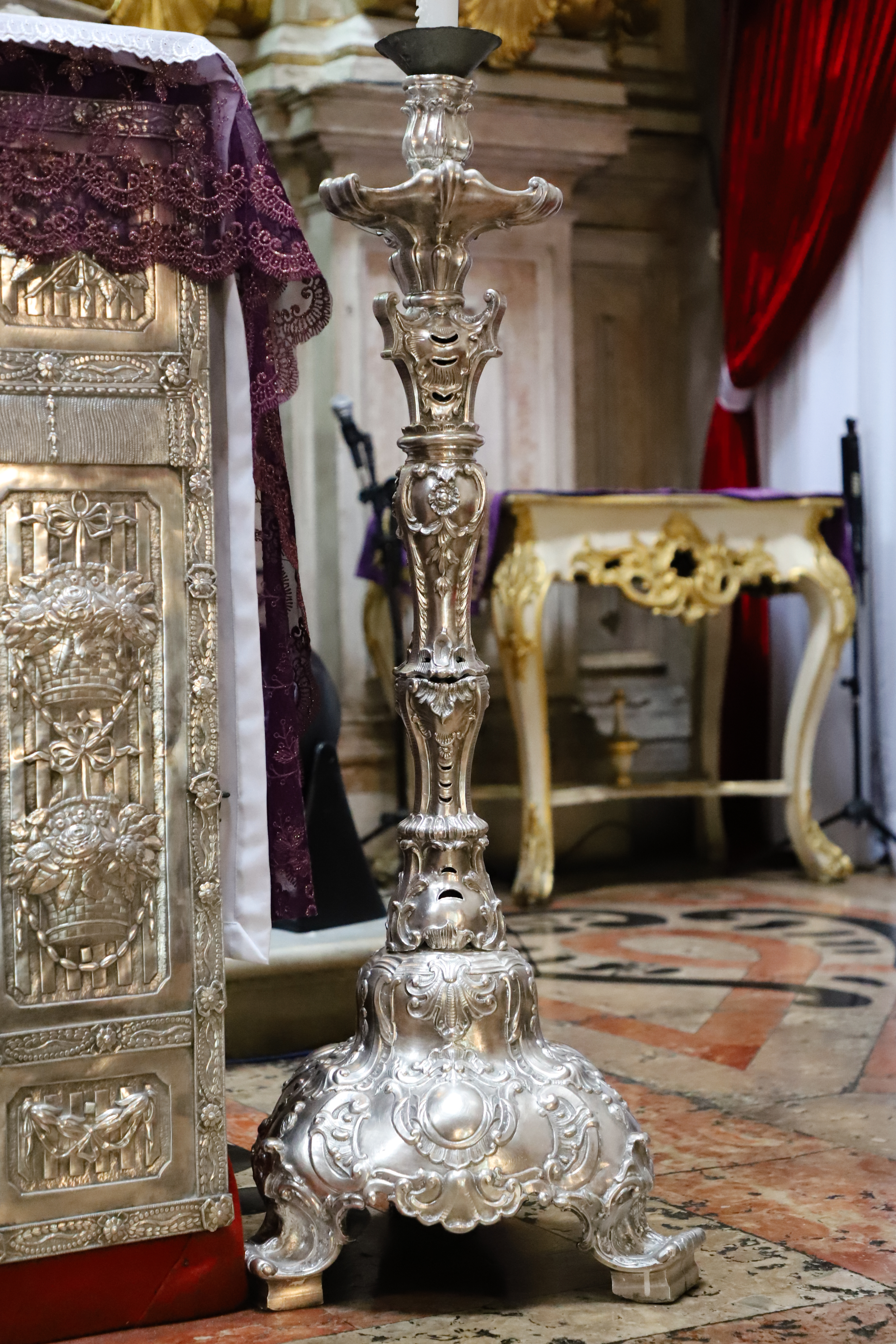
Antorcha de plata de la Iglesia de Nuestra Señora de la Concepción de Praia, Salvador
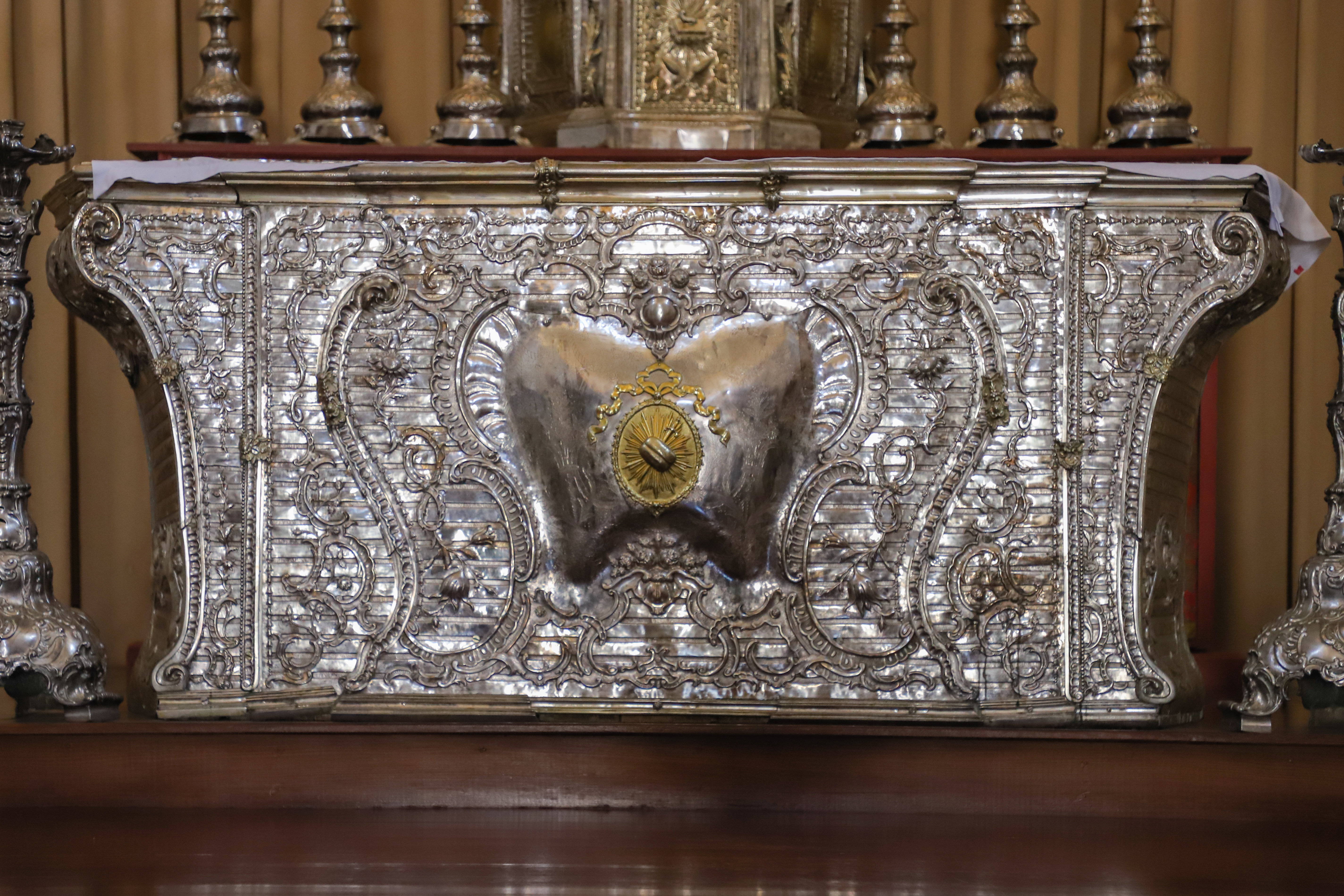
Altar de plata de la antigua Catedral de Bahía
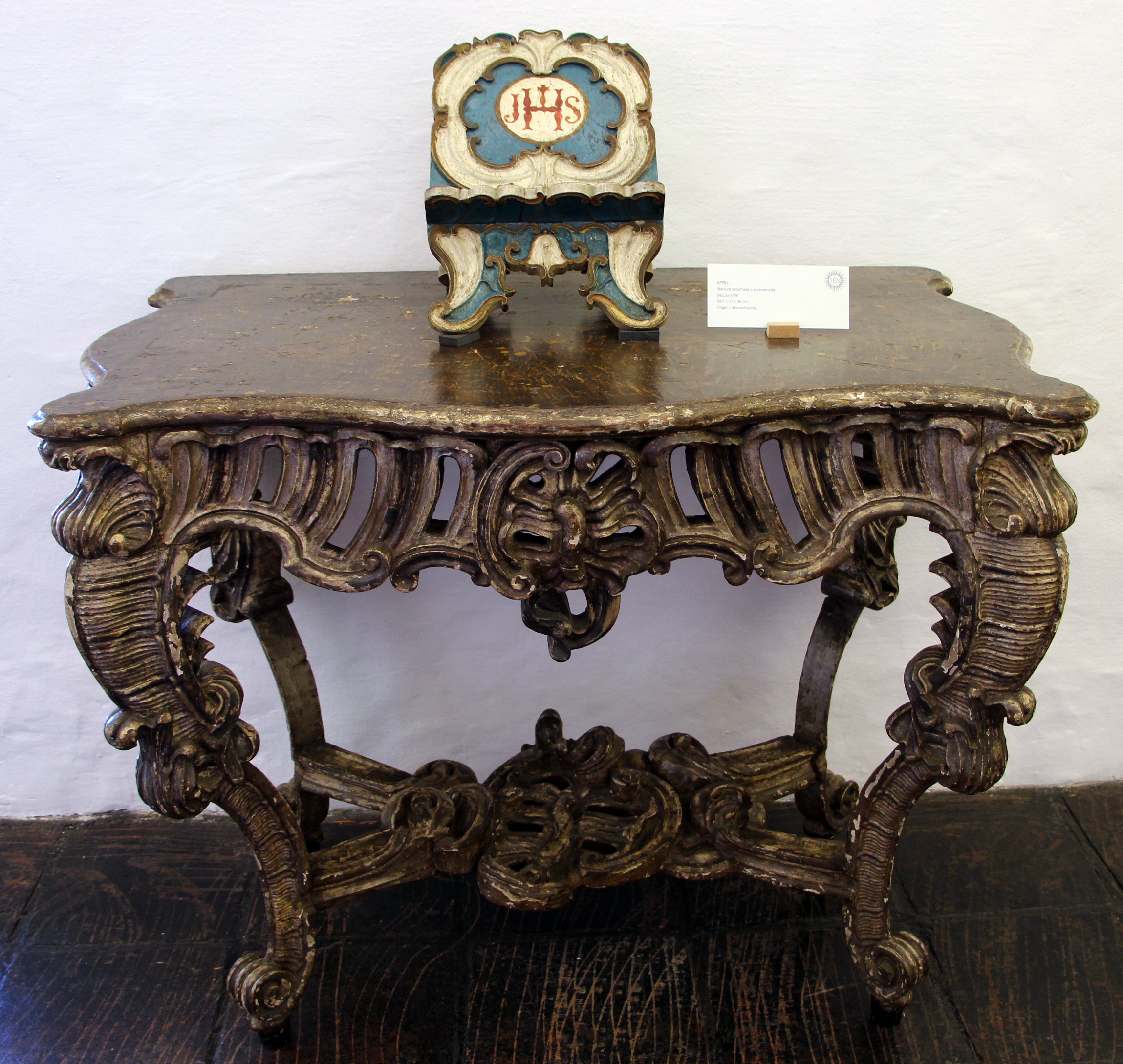
Lector y mesa con entalladuras, siglo XVIII.

## Literatura

### Contexto educativo y lingüístico
Debido a peculiaridades de su formación como colonia, en Brasil la cultura literaria tardó en desarrollarse. Portugal no hacía ningún esfuerzo por educar los territorios colonizados; de hecho, por diversos medios trató de evitarlo, ya que su principal interés era la explotación de los recursos y temía que una colonia instruida pudiera rebelarse contra el poder central y volverse independiente. No había bibliotecas ni escuelas públicas, y lo que se aprendía —cuando se aprendía— era una educación elemental bajo la tutela de la Iglesia, especialmente de los jesuitas, fuertemente dirigida a la catequesis, y allí terminaba la educación, sin perspectivas de profundización o mejora del gusto literario, a menos que los alumnos terminaran ingresando a las filas de la Iglesia, que entonces les daría una mejor preparación. Además, gran parte de la población era analfabeta y la transmisión cultural se basaba casi por completo en la oralidad. La prensa estaba prohibida, los manuscritos eran raros debido al alto costo del papel, y solo circulaban libros que habían pasado por la censura del gobierno, principalmente vidas de santos, catecismos, algunos pocos romances inofensivos de caballería, almanaques, lunarios y compendios de latín, lógica y legislación, por lo que, además de haber pocos lectores, casi no había qué leer. Así, la escasa literatura producida durante el Barroco nació principalmente entre los sacerdotes, algunos de ellos de elevada ilustración, o en el seno de alguna familia noble o acomodada, entre los oficiales del gobierno, quienes podían permitirse estudiar en la metrópoli, y se consumía en este mismo círculo reducido. Lo que pudo florecer en este contexto tan limitado siguió en términos generales el Barroco literario europeo, caracterizándose por la retórica exuberante, el llamado emocional, el discurso polisémico, la asimetría, el gusto por las figuras de lenguaje y los contrastes, y por el uso intensivo de conceptos e imágenes relacionados con las demás artes y los distintos sentidos corporales, buscando un efecto sinestésico. 

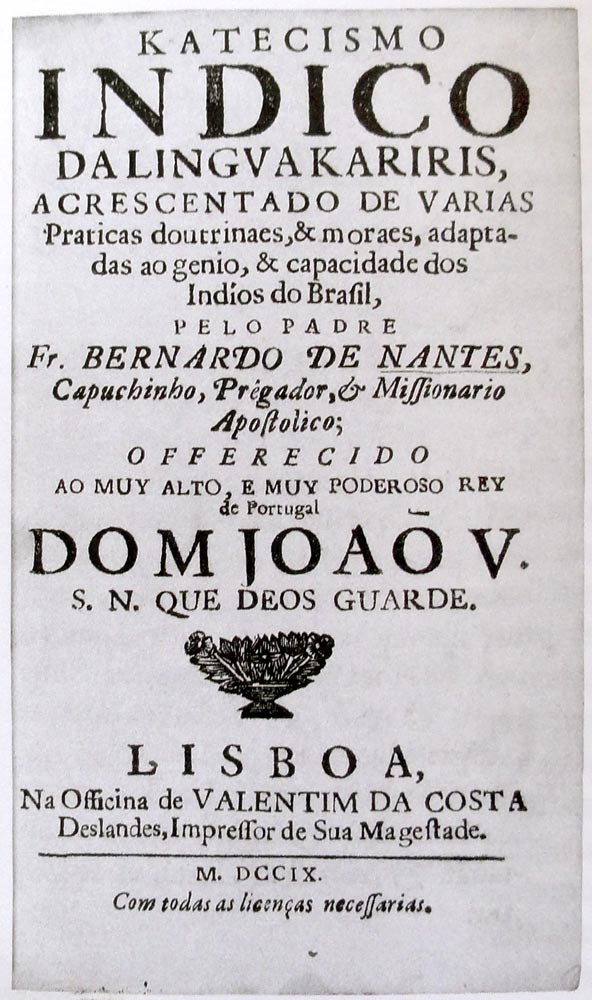
Portada del Catecismo Índico de la Lengua Kariris, adicionado con varias prácticas doctrinales y morales, adaptadas al genio y capacidad de los indios del Brasil, por el padre Bernardo de Nantes, 1709

Añádase a esto el hecho de que hasta mediados del siglo XVIII, cuando el marqués de Pombal introdujo grandes reformas en la educación y buscó homogeneizar el panorama lingüístico nacional, lo que menos se hablaba en Brasil era el portugués. En el contexto de un territorio conquistado cuyos habitantes originales se expresaban en una multitud de otros idiomas, los primeros colonizadores europeos tuvieron que aprenderlos, y terminaron utilizándolos en gran escala tanto en público como en el ámbito doméstico, donde siempre circulaban indígenas, esclavos y mestizos, creando a menudo lenguas híbridas, como la lingua geral paulista, que predominaba en el sur, y el ñe'engatú, que fue la lengua franca de la Amazonia durante mucho tiempo. Esta miscelánea también se dio en el terreno pastoral, dando frutos literarios en obras originales o traducciones hechas por los misioneros para trabajar con los indígenas, incluyendo sermones, poemas y autos sacramentales, además de obras técnicas como catecismos, diccionarios y gramáticas.       Durante la Unión Ibérica, y bajo la influencia de las colonias hispánicas vecinas, de donde vinieron muchos en busca de mejores oportunidades, el español también tuvo una circulación significativa en el sur de Brasil y en São Paulo, pero a diferencia de las lenguas indígenas, no se arraigó, extinguiéndose rápidamente. En algunos puntos de la costa, durante un breve período, también se escucharon el neerlandés y el francés. Las lenguas de los esclavos africanos, por su parte, fueron severamente reprimidas, pero pudieron sobrevivir a pequeña escala de manera disimulada, siendo usadas cuando estaban solos y en las fiestas y ritos africanos practicados a escondidas de los blancos. En fin, se debe decir que la lengua de la erudición en esa época era el latín, la lengua oficial de la Iglesia, del Derecho y de la Ciencia, y que monopolizaba aún todo el sistema educativo superior. Había poco espacio, pues, para que el portugués fuera cultivado con mayor intensidad, quedando restringido casi exclusivamente al ámbito oficial, y además de algunos pocos escritores pioneros, que pronto serán mencionados, solo a mediados del siglo XVIII la literatura brasileña en portugués comenzará a adquirir una forma más rica y más nítidamente autóctona, acompañando el crecimiento de las ciudades costeras, la aparición de las primeras academias literarias y el surgimiento del ciclo del oro en Minas Gerais, pero al mismo tiempo comenzaba una transición hacia el Arcadismo, orientando el estilo hacia los valores clasicistas de economía y simplicidad.  

### Poesía
En el ámbito de la poesía, sobresale Bento Teixeira con su épico Prosopopeia, que se inspira en la tradición clásica-maneirista de Camões, seguido por Manuel Botelho de Oliveira, autor de Música do Parnaso, el primer libro impreso de un autor nacido en Brasil, una recopilación de poemas en portugués y español con una estricta orientación cultista y conceptista, similar a la poesía del español Luis de Góngora, y más tarde el fraile Manuel de Santa María, también de la escuela camoniana. Pero el mayor poeta del barroco brasileño es Gregório de Matos, de gran vena satírica, y también penetrante en la religión, la filosofía y el amor, muchas veces con una cruda carga erótica. También utilizó un lenguaje culto y lleno de figuras literarias, sin dejar de mostrar influencias classicistas y maneiristas. Fue apodado La Boca del Infierno por sus mordaces críticas a las costumbres de la época. En su poesía religiosa, los dilemas del pecado y la culpa son relevantes, al igual que la disputa entre la pasión y el aspecto espiritual del amor.  Vea el ejemplo del soneto A Jesucristo Nuestro Señor :

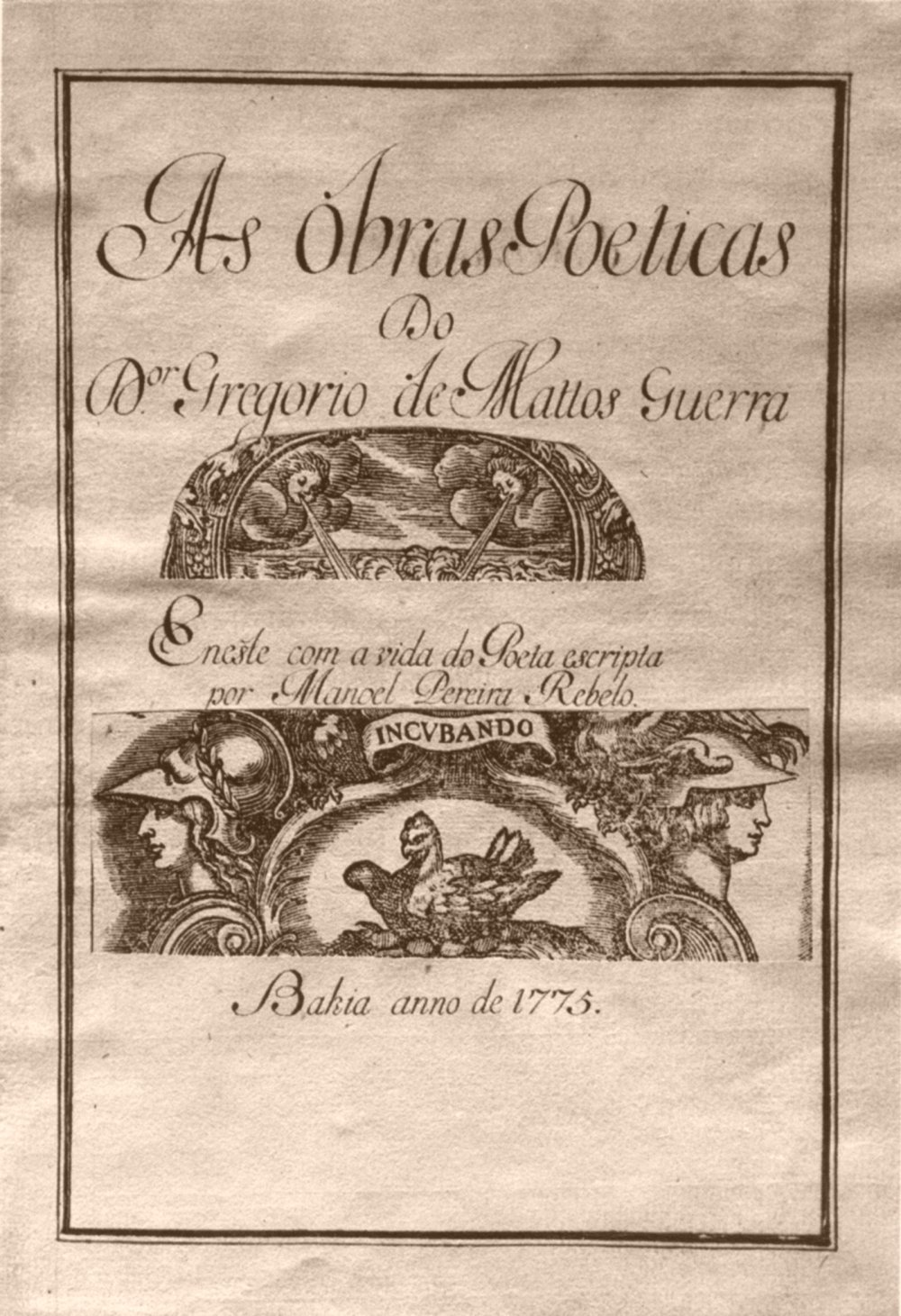
Frontispicio de la edición de las Obras poéticas de Gregório de Matos, 1775

Pequei, Senhor; mas não porque hei pecado,

da vossa alta clemência me despido;

porque, quanto mais tenho delinquido,

vos tenho a perdoar mais empenhado.

Se basta a vos irar tanto pecado,

a abrandar-vos sobeja um só gemido:

que a mesma culpa, que vos há ofendido

vos tem para o perdão lisonjeado.

Se uma ovelha perdida, e já cobrada 

glória tal e prazer tão repentino

vos deu, como afirmais na sacra história,

eu sou Senhor, a ovelha desgarrada, 

cobrai-a; e não queirais, pastor divino,

perder na vossa ovelha, a vossa glória.
Pequé, Señor; pero no porque haya pecado,

de vuestra alta clemencia me despojo;

porque, cuanto más he delinquido,

más os tengo para perdonar comprometido.

Si basta vuestra ira tanto pecado,

para aplacaros basta un solo gemido;

porque la misma culpa, que os ha ofendido,

os tiene para el perdón halagado.

Si una oveja perdida, y ya rescatada,

os dio tal gloria y placer tan repentino,

como afirmáis en la santa historia,

yo soy, Señor, la oveja extraviada,

rescatadla; y no queráis, pastor divino,

perder en vuestra oveja, vuestra gloria.

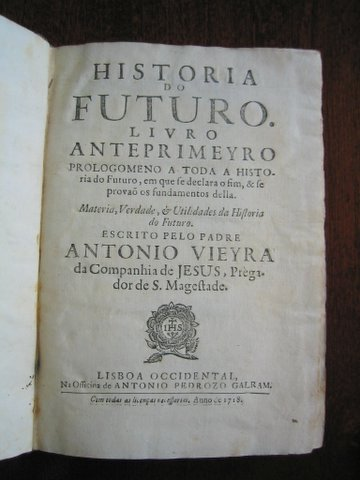
Portada de Historia do Futuro, edición de 1718, del padre António Vieira

A Jesucristo Nuestro Señor, de Gregório de Matos

### Prosa
En prosa, el padre António Vieira se destaca por sus sermones, sobresaliendo especialmente el Sermón del Primer Domingo de Cuaresma, en el que abogaba por la liberación de los indígenas de la esclavitud, equiparándolos con los hebreos sometidos a esclavitud en Egipto. El Sermón 14 del Rosario, en el mismo tono, condena la esclavitud de los africanos y la compara con el Calvario de Cristo. Otras obras relevantes de su retórica incluyen el Sermón de San Antonio a los Peces, el Sermón del Mandato, aunque tal vez el más reconocido sea el Sermón de la Sexagésima, del año 1655. En él no solo defiende a los indígenas, sino que también, y principalmente, ataca a sus verdugos, los dominicos, a través de una hábil cadena de imágenes evocadoras. Sus escritos estaban animados por el deseo de establecer un imperio portugués y católico regido por el celo cívico y la justicia, pero su voz fue interpretada como una amenaza al orden establecido, lo que le trajo problemas políticos y atrajo sobre él la sospecha de herejía. También fue autor de la primera narración utópica escrita en portugués, Historia del Futuro, donde buscaba revivir el mito del Quinto Imperio, un imperio cristiano y portugués que dominara el mundo. Su estilo se puede sentir en este fragmento del Sermón Sexagesima :

O trigo que semeou o pregador evangélico, diz Cristo que é a palavra de Deus. Os espinhos, as pedras, o caminho e a terra boa em que o trigo caiu, são os diversos corações dos homens. Os espinhos são os corações embaraçados com cuidados, com riquezas, com delícias; e nestes afoga-se a palavra de Deus. As pedras são os corações duros e obstinados; e nestes seca-se a palavra de Deus, e se nasce, não cria raízes. Os caminhos são os corações inquietos e perturbados com a passagem e tropel das coisas do Mundo, umas que vão, outras que vêm, outras que atravessam, e todas passam; e nestes é pisada a palavra de Deus, porque a desatendem ou a desprezam. Finalmente, a terra boa são os corações bons ou os homens de bom coração; e nestes prende e frutifica a palavra divina, com tanta fecundidade e abundância, que se colhe cento por um: Et fructum fecit centuplum.
El trigo que sembró el predicador evangélico, dice Cristo que es la palabra de Dios. Los espinos, las piedras, el camino y la tierra buena en que cayó el trigo, son los diversos corazones de los hombres. Los espinos son los corazones embargados por preocupaciones, riquezas, placeres; y en ellos se ahoga la palabra de Dios. Las piedras son los corazones duros y obstinados; y en ellos se seca la palabra de Dios, y si nace, no echa raíces. Los caminos son los corazones inquietos y perturbados por el paso y tropel de las cosas del mundo, unas que van, otras que vienen, otras que atraviesan, y todas pasan; y en ellos es pisoteada la palabra de Dios, porque la descuidan o la desprecian. Finalmente, la tierra buena son los corazones buenos o los hombres de buen corazón; y en ellos prende y fructifica la palabra divina, con tanta fecundidad y abundancia, que se cosecha cien por uno: Et fructum fecit centuplum.
António Vieira

Otros nombres notables en la prosa de aquel tiempo son los historiadores o cronistas, motivados por el gran interés que el exotismo de Brasil despertaba entre los europeos, deseosos de descubrir maravillas inéditas. Se pueden citar algunos como Sebastião da Rocha Pita, escritor de una Historia de la América Portuguesa, y Nuno Marques Pereira, cuyo Compendio Narrativo del Peregrino de América es reconocido como una de las primeras narraciones de índole literaria en Brasil, a través de una alegoría moralista.,  y Fray Vicente do Salvador, considerado por muchos el " Heródoto brasileño " y autor de una célebre Historia de Brasil, de gran valor documental y literario,   de donde proviene este extracto que trata del Descubrimiento :

A Terra do Brasil, que está na América, huma das quatro partes do Mundo, não se descobrio de proposito, e de principal intento; mas acaso indo Pedro Alvares Cabral, por mandado de El Rey Dom Manoel no (ano) de mil e quinhentos para a India por Capitão Mor de doze Naus, afastando-se da costa de Guiné, que já era descoberta ao Oriente, achou estoutra ao Ocidente, da qual não havia noticia alguma, foi a costeando alguns dias com tromenta the chegar a hum porto seguro, do qual a terra visinha ficou com o mesmo nome.
La Tierra de Brasil, que está en América, una de las cuatro partes del Mundo, no se descubrió de propósito y con un intento principal; sino por casualidad, yendo Pedro Álvares Cabral, por mandato del Rey Don Manuel en el año de mil y quinientos a la India como Capitán Mayor de doce Navíos, al alejarse de la costa de Guinea, que ya estaba descubierta hacia el Oriente, encontró esta otra hacia el Occidente, de la cual no había noticia alguna, y la costeó algunos días con tormenta hasta llegar a un puerto seguro, del cual la tierra vecina recibió el mismo nombre.
Vicente do Salvador

## Artes escénicas

### Música

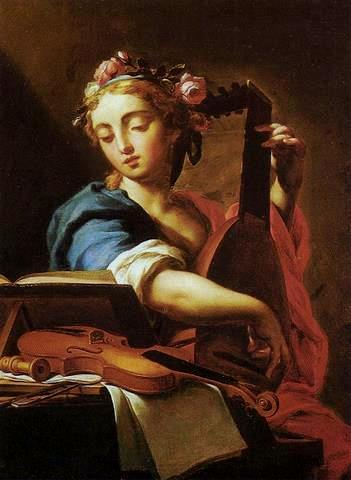
Francisco da Silva Romão : Santa Cecília, Museo de Arte de Bahía

La música es la disciplina artística cuyo recorrido durante el Barroco en Brasil es de los menos reconocidos y con menos vestigios: prácticamente todo se perdió. Solo se conservan obras destacadas de la producción musical local desde finales del siglo XVIII, o sea, cuando el Barroco ya estaba dando paso a la escuela neoclásica. No es que no hubiera habido vida musical en la colonia en los siglos anteriores; la hubo, y fue importante, pero las partituras se perdieron, sobreviviendo no más de 2.500 composiciones conocidas, según la estimación de Régis Duprat, en su mayoría datadas de finales del período, pero los testimonios literarios no dejan duda sobre la intensa actividad musical brasileña desde los inicios del Barroco, especialmente en el Nordeste. A finales del siglo XVIII había más músicos activos en la colonia que en Portugal, lo que habla de la intensidad de la práctica desarrollada en Brasil. 
Las primeras actividades musicales registradas en el país estuvieron ligadas a la catequesis, contando con activa participación de indígenas. En algunas reducciones del sur llegó a florecer una rica vida musical, pero en general la música practicada por los misioneros entre los nativos era bastante simple, empleando básicamente el canto homofónico, que muchas veces formaba parte de representaciones teatrales didácticas. Poco después se introdujo un instrumental elemental compuesto básicamente por flautas y vihuelas. Con el crecimiento de la colonia, mejores condiciones materiales propiciaron un enriquecimiento generalizado, surgiendo coros, orquestas y escuelas. Fue entonces cuando se volvieron mucho más importantes, musicalmente, los negros y mulatos, que llegaron a predominar entre los músicos coloniales. Son conocidos varios relatos admirados de viajeros sobre orquestas de negros y mulatos tocando con perfección piezas eruditas europeas. Muchos de ellos, además de interpretar, creaban, y entre ellos surgieron algunos de los mayores compositores del período, aunque no se detecten de ninguna manera rastros de la cultura original de su etnia en su producción, toda orientada hacia modelos europeos.

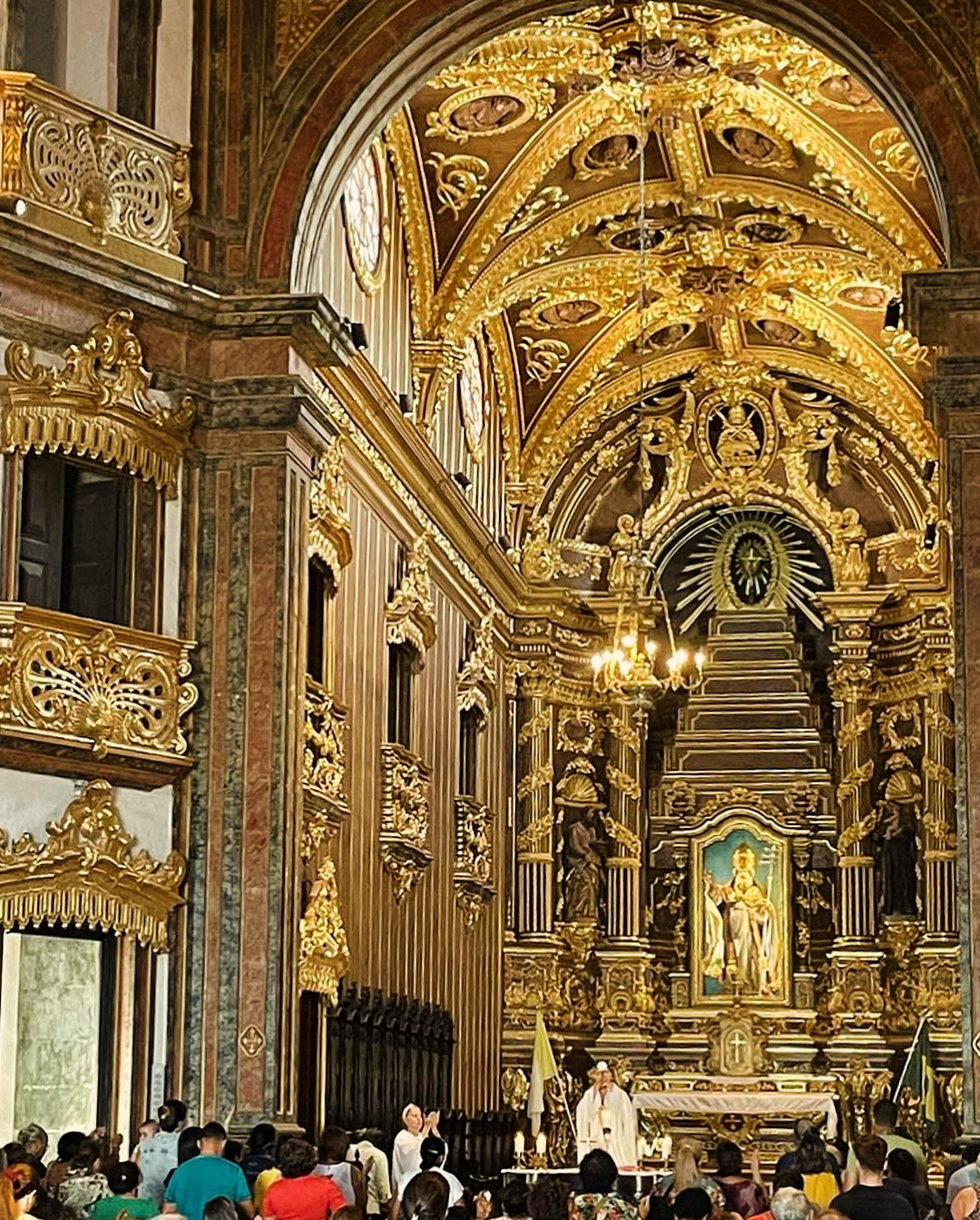
Capilla mayor de la Concatedral de São Pedro dos Clérigos, Recife. Este templo fue un importante reducto de la música sacra en el Brasil colonial, teniendo como figura central la maestro de capilla Luís Álvares Pinto.

Dado que la Iglesia permaneció como la gran patrona de las artes, fue natural la proliferación de cofradías musicales, que llegaron a adquirir una enorme importancia en la vida musical de la colonia. Algunas se volvieron muy ricas, llegando a administrar orquestas completas y poseer templos propios decorados con lujo. Aunque las hermandades se organizaban espontáneamente, la práctica musical que desarrollaron surgía de encargos, y siempre quedaba bajo la tutela de la Iglesia, que asignaba a cada una la responsabilidad de musicalizar fiestas y ceremonias específicas, a través de la contratación de su maestro principal para la ejecución de música a lo largo de todo un año. Esta forma de contratación se llamaba estanco, y equivalía a un monopolio. A finales del siglo XVIII se introdujo la subasta para los contratos. Las formas de música sacra cultivadas en Brasil equivalían a las de Europa: misas, letanías, motetes, salmos, responsorios, himnos, entre otros, y tenían, como las otras artes barrocas, una naturaleza funcional: buscaban estimular la devoción de los fieles, y eran un importante elemento catalizador y evocador en un culto ritualizado y espectacularizado, llevándose a cabo en el suntuoso escenario de las iglesias o en las coloridas y animadas festividades al aire libre. 
No obstante, la música profana también experimentó un auge rico y sofisticado. Además de aparecer en diversos contextos domésticos, en celebraciones cívicas, en ceremonias oficiales, fusionándose con la música tradicional, las historias también indican la representación en escena de óperas completas en Bahía y Pernambuco a finales del siglo XVII, y en el siglo subsiguiente en teatros de Río de Janerio (1767) y de São Paulo (1770), con un repertorio principalmente italiano. Destacó el portugués António Teixeira, que musicalizó las sátiras de Antônio José da Silva, el Judío, de gran difusión y éxito, aunque escritas en Portugal. La partitura vocal profana más antigua escrita en Brasil en portugués que ha perdurado fue la Cantata Académica Heroe, egregio, douto, peregrino, en realidad solo un par recitativo + aria de un compositor anónimo, que en 1759 saludaba en música elegante y expresiva al dignatario portugués José Mascarenhas y deploraba las dificultades por las que él había pasado en esta tierra. Su autoría a veces se atribuye a Caetano de Melo de Jesus, maestro de capilla en la Sé de Salvador.  Vale la pena transcribir un extracto de su libreto, pues es un buen ejemplo de la retórica típica de la época utilizada para elogiar a los poderosos:

E bem que quis a mísera fortuna,

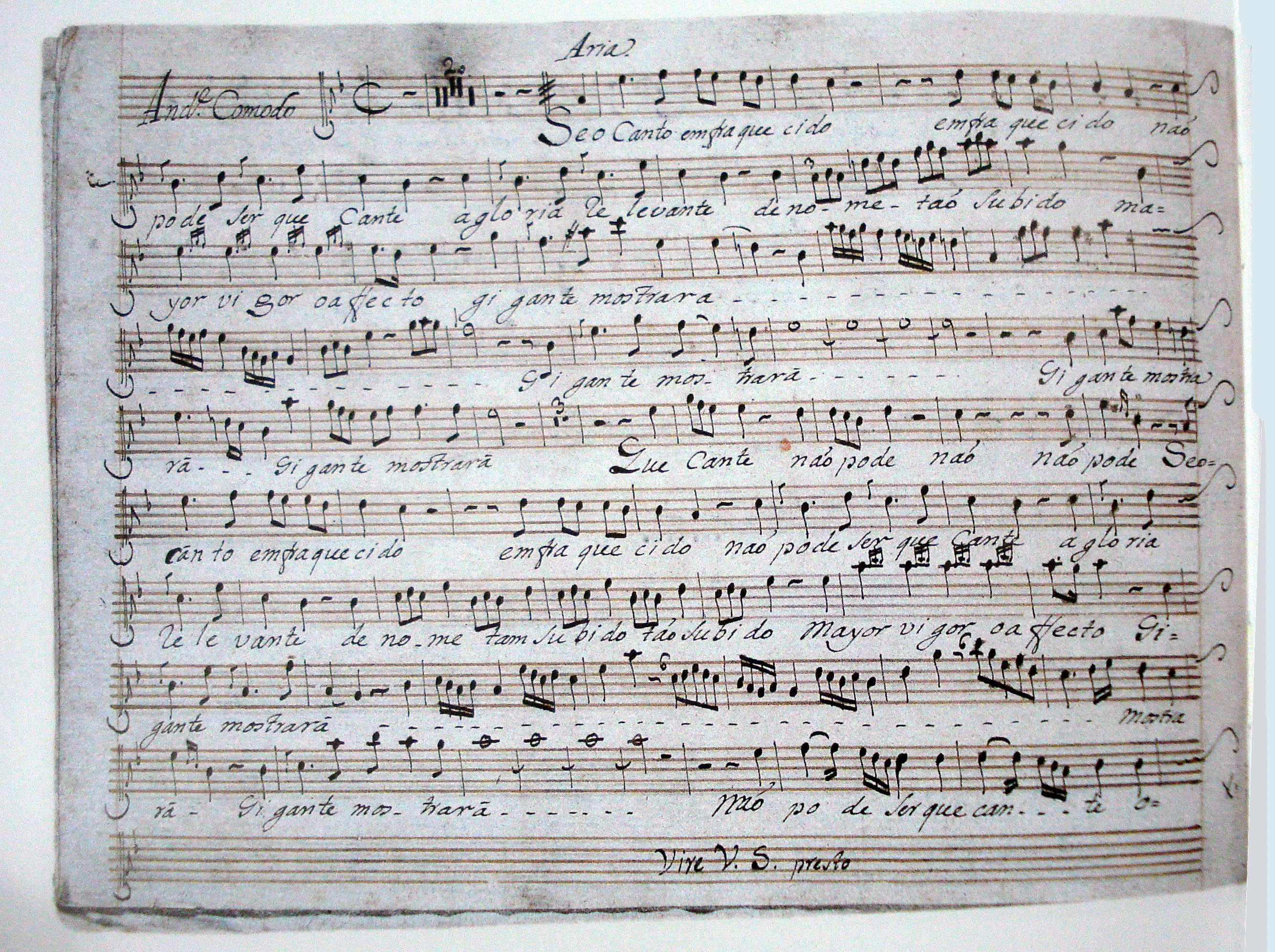
Primera página de la parte vocal del aria de la Cantata Académica Héroe, egregio, erudito peregrino

que vos fosse molesta e que importuna

a hospedagem, Senhor, desta Bahia.

Sabem os céus e testemunha sejam,

que dela os naturais só vos desejam

faustos anos de vida e saúde,

de próspera alegria, pela afável virtude

de vossa generosa urbanidade,

com que a todos honrais, desta cidade!

(...)

Oh! Quem me dera a voz, me dera a lira

de Anfião e de Orfeu, que arrebatava os montes

e fundava cidades, pois com elas erigira

um templo que servisse por memória

e eterno monumento à vossa glória!

(...)

Oh! Se também tivera o canto grave

da filomela doce e cisne suave,

vosso louvor, sem pausa, cantaria,

com cláusula melhor, mais harmonia.
Y aunque la miserable fortuna quiso,

que os fuera molesta e importuna

la hospedaje, Señor, de esta Bahía.

Lo saben los cielos y sean testigos,

que de ella los naturales solo os desean

faustos años de vida y salud,

de próspera alegría, por la afable virtud

de vuestra generosa urbanidad,

con que a todos honráis, de esta ciudad!

(...)

¡Oh! Quién me diera la voz, me diera la lira

de Anfión y de Orfeo, que arrebataba los montes

y fundaba ciudades, pues con ellas erigiría

un templo que sirviera de memoria

y eterno monumento a vuestra gloria!

(...)

¡Oh! Si también tuviera el canto grave

de la filomela dulce y cisne suave,

vuestro loor, sin pausa, cantaría,

con cláusula mejor, más armonía.
Anónimo

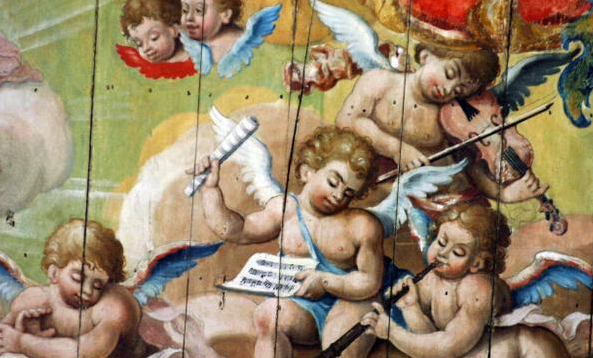
Mestre Ataíde: Ángeles musicales, detalle en la pintura del techo de la Iglesia de São Francisco en Ouro Preto

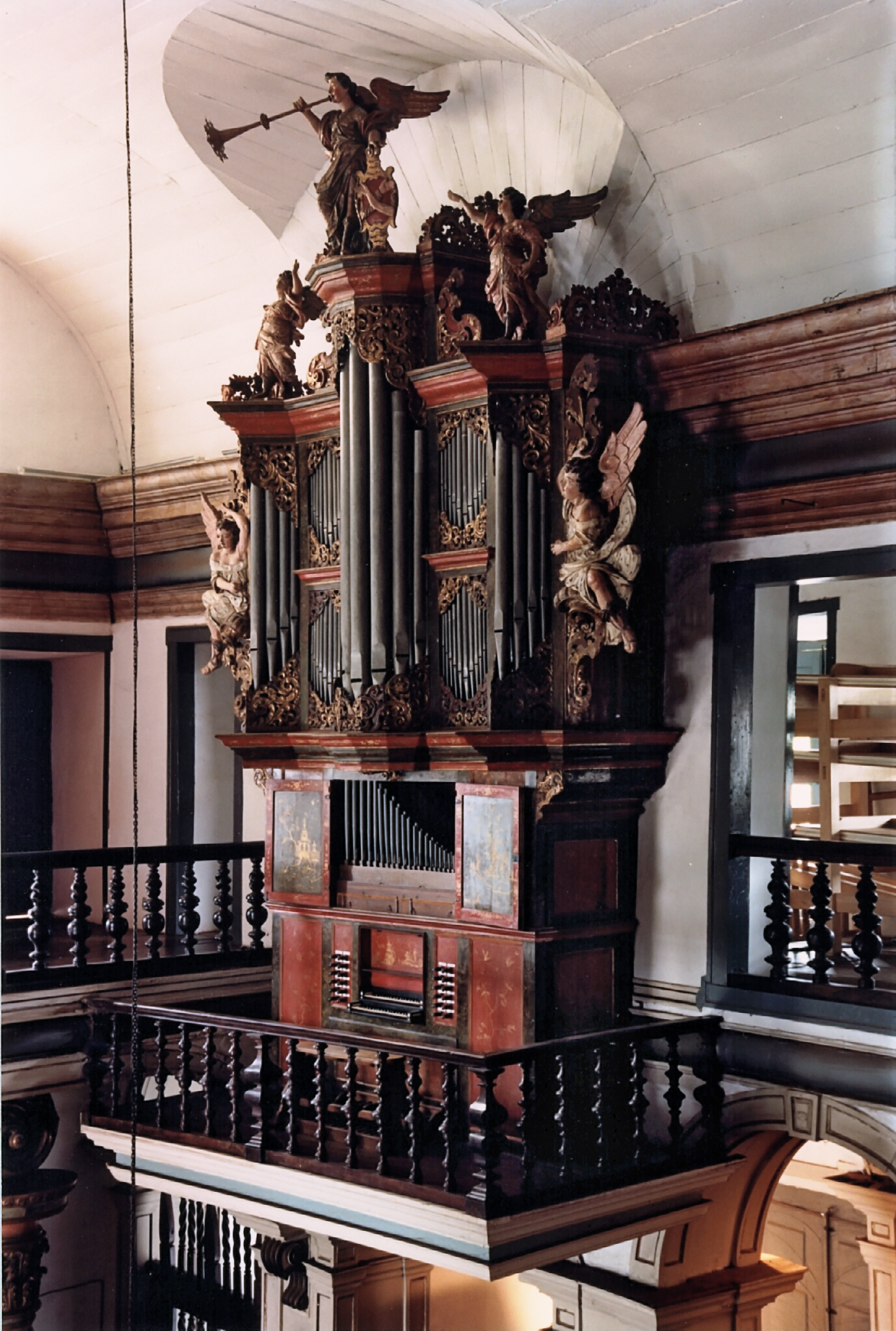
Órgano de la Catedral de Catedral basílica de Nuestra Señora de la Asunción de Mariana, probablemente creado por el organero alemán radicado en Portugal Johann Heinrich Hulenkampf en Lisboa en 1723, trasladado a Brasil en 1753.

Es importante destacar algunos otros nombres relevantes. Desde 1629, se documenta en São Luís la figura de Manuel da Motta Botelho como maestro de capilla. El clérigo Mauro das Chagas ejerció brevemente en Salvador, y posteriormente se sumaron José de Jesus Maria São Paio, fray Félix, Manuel de Jesus Maria, Eusébio de Matos y otros, destacando especialmente a João de Lima, el pionero teórico musical del Nordeste, polifonista, multiinstrumentista y director de la capilla de la Sé de Salvador entre 1680 y 1690, y posteriormente tomó las riendas de la de Olinda. El fray Agostinho de Santa Mônica fue uno de los protagonistas del crecimiento musical de Salvador, con una amplia reputación en vida, creador de más de 40 misas, algunas en forma polifónica, y otras creaciones musicales. Caetano de Melo de Jesus, ya mencionado anteriormente, fue otro gran personaje en la música de la capital bahiana, autor de una Escuela de Canto de Órgano ("canto de órgano" era entendido como canto polifónico), en dos volúmenes, que aunque nunca fue publicado, es hoy considerado uno de los tratados de teoría musical más notables escritos en lengua portuguesa de su época, compitiendo con los de célebres musicólogos europeos, destacándose por su extensión, alcance enciclopédico y erudición "en los diversos dominios del conocimiento que, partiendo de la base pedagógica del trivium y quadrivium, abarca virtualmente el conocimiento filosófico y humanístico disponible en la época para un consumado Maestro de Capilla catedralicia", como afirmó la investigadora Mariana de Freitas.
Los otros centros principales de la época, Recife, Belém y São Paulo, solo pudieron mantener una actividad consistente a partir del siglo XVIII. A pesar de su relativo retraso, la calidad de su vida musical alcanzó un nivel que interesó incluso a especialistas de la Metrópoli. Varios de sus músicos fueron citados en el Diccionario de Músicos Portugueses de José Mazza, entre ellos José Costinha, Luís de Jesus, José da Cruz, Manoel da Cunha, Inácio Ribeiro Noia y Luís Álvares Pinto. Muchos historiadores clasifican la obra Amor mal correspondido, producida en Recife en 1780 por Luís Álvares Pinto, como el primer drama montado públicamente en Brasil por un autor nativo; y aunque la obra no fue diseñada para ser cantada (existe sin embargo un coro figurado por la música), posee una trama similar a la mejor ópera seria de la época.
 

La producción de los miembros de la Escuela de Minas Gerais, en funcionamiento desde la mitad del siglo XVIII, cuenta con una documentación más sólida, pero ya no puede categorizarse como barroca, como se ha hecho comúnmente durante mucho tiempo, dado que o integra varios elementos neoclásicos, o es completamente clasicista. Entre los compositores que preservan de manera más clara soluciones formales, técnicas y sonoridades del Barroco se encuentra Emerico Lobo de Mesquita, posiblemente el más grande de todos los compositores mineiros y a quien se atribuye la autoría de cerca de trescientas obras, de las cuales sobreviven cuarenta. La Antífona a Nuestra Señora, el Tractus para el Sábado Santo, la Misa en si bemol, entre otras, son muy reconocidas. Inácio Parreira Neves, Manoel Dias de Oliveira y Francisco Gomes da Rocha son igualmente relevantes, siendo este último el escritor de doscientas obras, entre las que sobresale la prestigiosa Novena a Nuestra Señora del Pilar. En el mismo conjunto estético, pese a no ser geográfico, se hallan André da Silva Gomes, destacado compositor, escritor de un Arte Explicado del Contrapunto y maestro de capilla en la Catedral de São Paulo, uno de los compositores más reconocidos de su obra, y Damião Barbosa Araújo, bahiano, de quien también se conserva un considerable acervo de obras.
Este acervo de música colonial, hasta hace poco mal conocido y menospreciado, largamente olvidado en archivos parroquiales y oscuras colecciones privadas, ha recibido atención de musicólogos e intérpretes desde la actuación precursora de Curt Lange a mediados del siglo XX, y hoy es presencia relativamente asidua en conciertos en Brasil y en el extranjero, ya poseyendo una buena discografía por grupos de música de reconstrucción histórica. Las investigaciones recientes continúan enriqueciendo el conocimiento moderno sobre un campo donde aún hay mucho por rescatar y entender.

### Teatro y festividades
Las primeras manifestaciones teatrales importantes en Brasil ocurren en la transición del Manierismo al Barroco, surgidas como instrumento en la obra de catequización de los indígenas. Así son las piezas de José de Anchieta, el primer y más importante dramaturgo del siglo XVI en Brasil. Su producción se inscribe en la concepción jesuita de catequesis escénica, sistematizada por el padre Francisco Lang en su Dissertatio de actione scenica. Para formular sus preceptos Lang se basó en la tradición teatral italiana, en los antiguos autos sacramentales medievales, y en las prescripciones de los Ejercicios Espirituales de San Ignacio de Loyola, que preveía la "composición de lugar" para una mejor eficacia de la meditación espiritual. En el caso de Anchieta, el teatro de Gil Vicente fue otra referencia importante. 

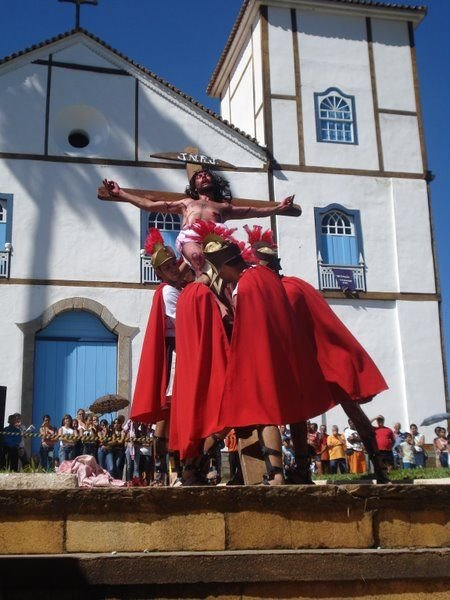
Representación escénica moderna del Vía Crucis frente a la Matriz de Pirenópolis, en la misma línea que la antigua práctica teatral barroca al aire libre

Los argumentos eran generalmente tomados de la Biblia y de la hagiografía católica, y la historia de la Pasión de Cristo a lo largo del Vía Crucis era una de las más importantes. Las obras de Anchieta ya evidencian una de las características del teatro religioso barroco que perduraría a lo largo de los siglos siguientes, el sincretismo, con personajes tomados de varios períodos históricos y mezclados con figuras legendarias. En el Auto de San Lorenzo, por ejemplo, aparecen juntos los emperadores romanos Decio y Valeriano, ángeles, los santos Sebastián y Lorenzo, una anciana, niños y demonios indígenas, y en esta mezcla queda desde el principio claro, como refirió Karnal, el propósito de «relativizar el tiempo y el espacio en función del referente divino, que es eterno y absoluto. Ante Dios todas las cosas son concomitantes y, a pesar de la existencia de una historia de la salvación, los verdaderos valores no son históricos o lineales». En el siglo XVII la forma del teatro sacro se desarrolla, se enriquecen los escenarios y accesorios escénicos, y el público objetivo ya no es primordialmente el indígena, sino toda la población. 
Inicialmente, no había teatros, y normalmente las representaciones se realizaban al aire libre, en las plazas frente a las iglesias, o durante las procesiones, utilizando escenarios móviles colocados en carrozas alegóricas que acompañaban el recorrido. Las procesiones específicas tenían la participación activa del público, en un movimiento unificado entre participantes y público. A menudo se empleaban marionetas o representaciones sagradas de una clase específica, las estatuas devocionales, adornadas con atuendos de tela y con miembros articulados y móviles, manipuladas para interactuar con la acción que se llevaba a cabo, donde jugaban un papel evocativo esencial. Fue en estas ocasiones, como expresó Sevcenko, cuando el Barroco reveló toda su fuerza unificadora, su energía desbordante y el poder de su encantamiento:

Entonces toda la ciudad se pone en movimiento. Las imágenes desfilan solemnes, reflejando los colores de sus pinturas, barnices, pedrerías y tejidos lujosos, entre masas de velas y remolinos de niebla perfumada exhalada por los incensarios. La multitud adquiere forma, organizada en la jerarquía de sus funciones, lustre y condición social. Al frente, los representantes del Rey y de la Iglesia con sus insignias y trajes de gala, seguidos de los militares en armaduras, las hermandades y cofradías con sus iconos y estandartes, y la esclavitud agregada bajo la efigie de la Santa Misericordia. Todos al mismo ritmo, marcado por los coros polifónicos y por los clamores de la fe, gritos, vivas, lágrimas y confesiones espontáneas de pecados y vicios inimaginables [...].

Por la noche se llevaban a cabo representaciones teatrales, recitaciones, cantos, danzas y mascaradas. Las coreografías formales de los minuetos y contradanzas en los salones se desbordaban hacia las mouriscas y lundus en los balcones y de allí a los congos, batuques y cucumbis en los patios y terremos. Los bailes nocturnos se encargaban así de disolver las rígidas segregaciones jerárquicas largamente ritualizadas durante el día, barajando al azar las cartas de los destinos individuales. En el vértigo de los giros y movimientos, cada uno incorpora el eje en torno al cual gira el mundo, lanzándose a lo imprevisible de las contingencias guiado solo por la profunda verdad de la fantasía.

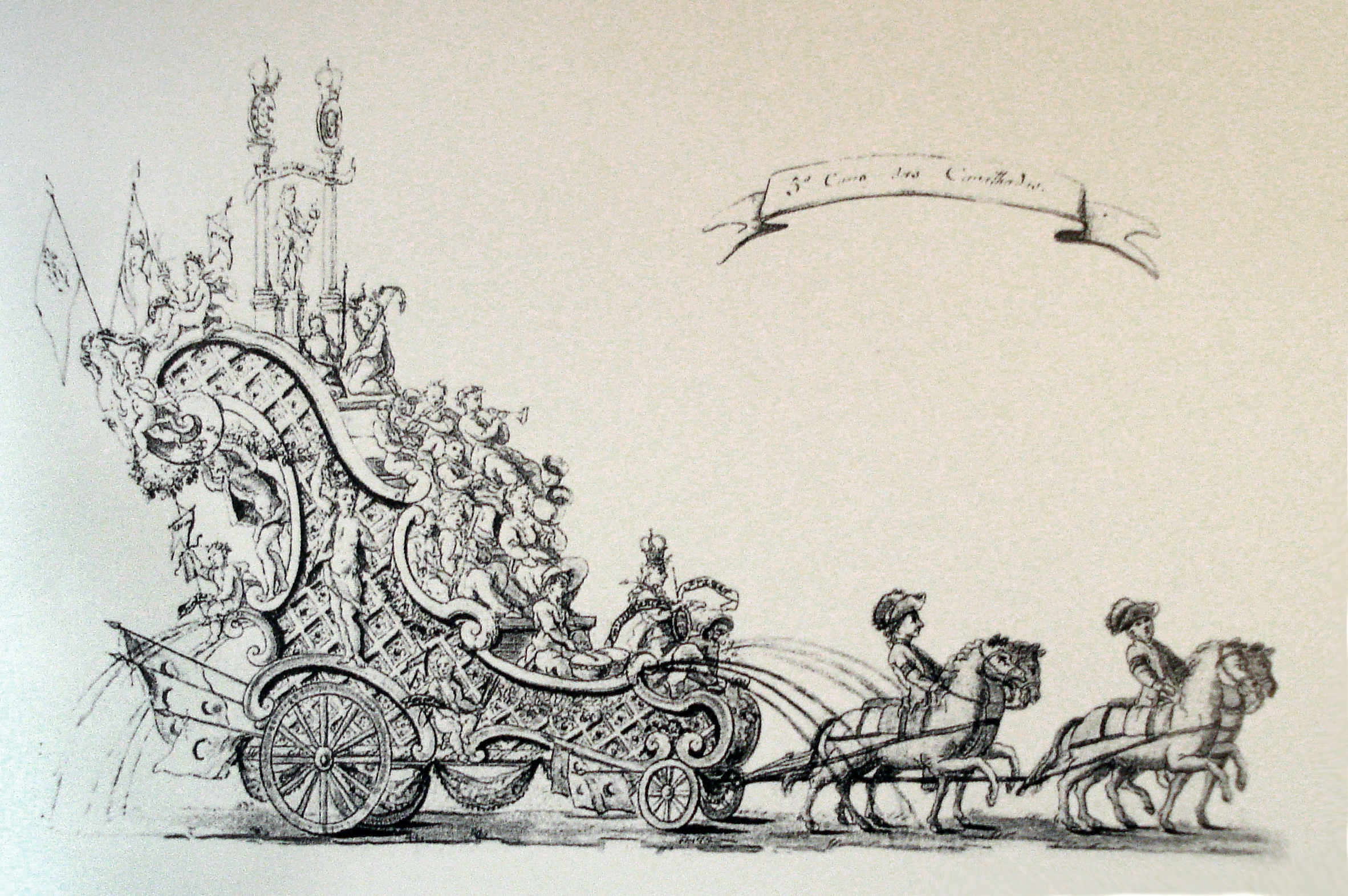
Antônio Francisco Soares : Carro alegórico construida en Río de Janerio en 1786 para las festividades locales que conmemoran la boda de los Infantes de Portugal

Además de las actividades sagradas coordinadas por la Iglesia y las cofradías, el teatro se encontraba en el escenario oficial en forma de alabanzas a autoridades civiles y militares y otras representaciones ceremoniales, usualmente con textos retóricos combinados con alegorías clásicas y referencias de la Biblia. Pero el teatro profano también ocurría como entretenimiento espontáneo, ya fuera en el espacio público o privado, donde los títeres eran de uso frecuente y la improvisación, una práctica común. Salvador fue el primer escenario de este teatro popular; pronto otros centros también señalaron su ocurrencia, siendo frecuente el uso del portugués mezclado con el español y con lenguas indígenas vernáculas. Aunque este teatro popular primaba por la espontaneidad y tenía un carácter eminentemente folclórico, muchas veces utilizaba textos ya preparados provenientes de Lisboa, ya que la imprenta estaba prohibida en Brasil. Estos textos, traducidos y editados de forma oscura y amateur en la Metrópoli, eran en general adaptaciones muy mal hechas de obras eruditas famosas, y se vendían a bajo costo de manera similar a la literatura de cordel, con un buen mercado. Así como ya venían adulterados y "popularizados", se prestaban a muchas otras adaptaciones e improvisaciones según las posibilidades de cada ocasión.

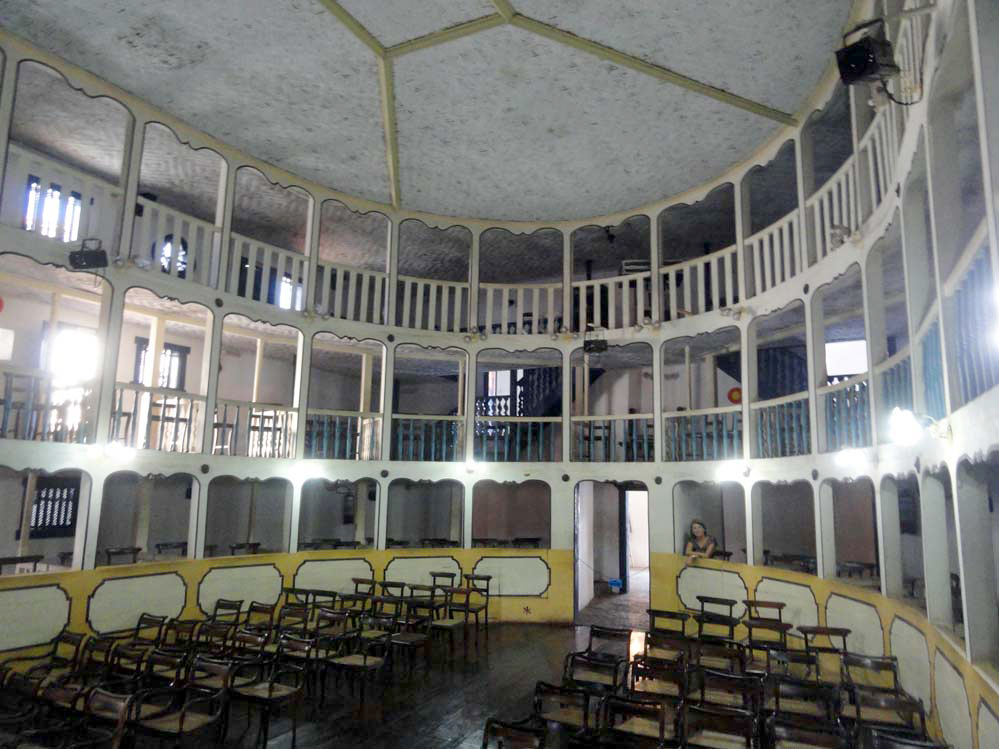
Interior del Teatro Municipal de Sabará

El teatro profano culto solo comenzaría a florecer con la estabilización y enriquecimiento de la colonia, la estandarización de la norma lingüística y el avance de la colonización hacia el interior. En esta fase, a partir de mediados del siglo XVIII, se inicia la construcción de diversas casas de espectáculo por el litoral y en algunos centros del interior, como Ouro Preto y Mariana. Servían principalmente para la representación de obras musicales, óperas, melodramas y comedias. Al mismo tiempo, surgía el deseo de profesionalización del teatro brasileño, hasta entonces de base amateur y popular, con el resultado de que los escenarios itinerantes dieran paso al auditorio fijo. El repertorio aún era básicamente importado de Europa, con obras de Molière, Goldoni, Corneille, Voltaire, pero aparecían algunas nacionales y las sátiras musicales de António José da Silva, el Judío, ganaron enorme popularidad. A pesar de la gran popularidad del teatro en el Brasil barroco, los actores, entre los que se incluían muchos mulatos, eran ubicados entre las clases más bajas de la sociedad. 
De los teatros barrocos de Brasil, el más antiguo que aún existe es el Teatro Municipal de Ouro Preto, de 1770, que es también el más antiguo de América aún en uso. En Sabará sobrevivió otro ejemplar importante, el segundo más antiguo de Brasil aún activo. En Río de Janeiro existen registros de teatros de épocas más antiguas, como la Ópera Padre Boaventura, probablemente edificada en 1747, que no ha logrado subsistir. No obstante, los informes detallan la abundancia de sus adornos y atuendos, la utilización de títeres y su sofisticada maquinaria teatral, equipo esencial para generar los efectos especiales tan valorados en la representación barroca. El padre Boaventura mismo dirigió las presentaciones. Otro teatro fue construido en Río de Janeiro hacia 1755, el Teatro de Manoel Luiz; Destaca la actividad de uno de los primeros escenógrafos profesionales de Brasil, Francisco Muzzi, y un repertorio con piezas de Molière, Goldoni, Metastasio, Maffei, Alvarenga Peixoto y especialmente piezas de el Judío. Funcionó hasta la llegada de la familia real portuguesa a Brasil.
Se cree que el legado escénico del barroco se mantiene hasta la actualidad en manifestaciones populares sincréticas de extensa y valiosa tradición que subsisten en varios lugares del país, tales como las |letanías, los congos, las cuadrillas de Reyes, e incluso se manifiesta en el carnaval contemporáneo, una celebración vinculada al calendario religioso y una de las manifestaciones populares modernas que renova la escenografía frondosa del pico del teatro y las celebraciones barrocas. 

## Recepción crítica
Las particularidades de la cultura barroca de Brasil, estableciendo patrones no solo en las artes sino en toda la vida social, fueron identificadas inicialmente por la labor de algunas de las primeras academias nacionales, establecidas en Bahía en el siglo XVIII, como la de los Olvidados y la de los Renacidos, que formularon un discurso transformativo de la realidad local, mostrando al país como "el despliegue de un prodigio de glorias en los tres reinos de la naturaleza" como describió Antônio Cândido.Sin embargo, a partir de finales del siglo XVIII, con la introducción de ideas ilustradas, esta tradición comenzó a perder fuerza, siendo sustituida por la estética neoclásica. Al llegar la corte portuguesa a Río de Janeiro en 1808, pronto el Clasicismo se convirtió en el "estilo oficial" del reino, un cambio reforzado por la presencia de la Misión Artística Francesa a partir de 1816. Desde entonces se sucedieron otras escuelas artísticas, haciendo que el arte del pasado fuera gradualmente olvidado y que muchas iglesias y otros monumentos barrocos fueran destruidos o reformados de acuerdo con las nuevas modas vigentes. tro factor para el descrédito del Barroco fue su asociación con la larga dominación portuguesa, en una fase en que, proclamada la independencia, el nuevo imperio buscaba afirmarse como nación autónoma y progresista.

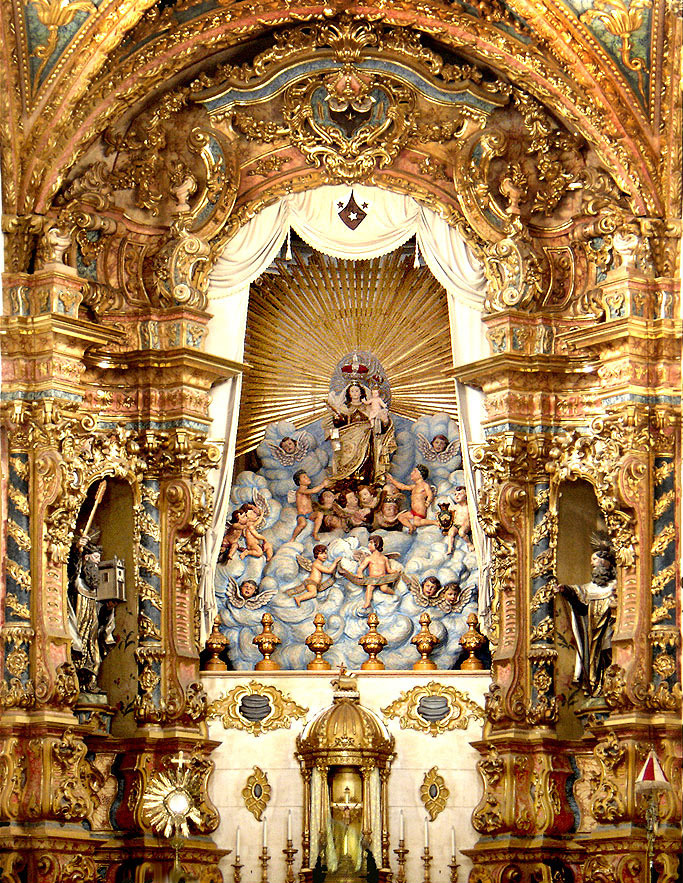
Detalle del monumental retablo mayor de la Basílica del Carmen, Recife

A pesar de que algunos viajeros extranjeros del siglo XIX como Auguste de Saint-Hilaire y Richard Burton valoraban las creaciones de Aleijadinho, durante todo este siglo, la percepción predominante respecto al estilo era de rechazo. Esto no obstaculizó que numerosos artistas populares, algunos con trabajos de alta calidad, continuaran ejerciendo el estilo barroco hasta el presente, particularmente en las zonas provinciales. Una voz excepcional entre los círculos ilustrados del siglo XIX fue el elogio que hizo Araújo Porto-alegre a los artistas coloniales de la escuela fluminense, considerándolos dignos de un lugar honorable en la historia del arte brasileño, pero es típica la manifestación de Gonzaga Duque, uno de los críticos más influyentes de finales del siglo XIX:

La iglesia de los jesuitas es una clara muestra del mal gusto y la falta de inteligencia que, según algunos, caracterizaban sus obras. Los monasterios y conventos fueron construidos durante el período del Barroco, un estilo artístico que, erróneamente, se ha asociado a la brutalidad inventada por los fundadores de la Inquisición. La colonia no contaba con palacios ni templos suntuosos. Todo era, en general, de este estilo sobrio.

Después de tímidos ensayos a principios del siglo XX, un rescate consistente de esta herencia solo comenzó a ocurrir a principios de la década de 1920, cuando Mário de Andrade realizó los primeros estudios sobre la arquitectura religiosa de Minas Gerais. Su artículo «Arte Religiosa en Minas Gerais», publicado en la Revista do Brasil en 1920, es considerado un hito, ya que identificó algunas especificidades de la versión brasileña del Barroco y rechazó la asociación de lo exótico y lo pintoresco con lo legítimamente nativo. Pocos años después estudió la obra de Aleijadinho, enfatizando también los aspectos sociales de la contribución negra y mulata a la construcción de un arte que calificaba como «genuina y nacionalmente». Por aquel entonces, el concepto de Barroco estaba mal delimitado y sujeto a muchos prejuicios, incluso en Europa, y las contradicciones e imprecisiones son visibles en los textos de Mário y de otros autores que se ocuparon del tema más o menos en el mismo período, como Manuel Bandeira y Carlos Drummond de Andrade.

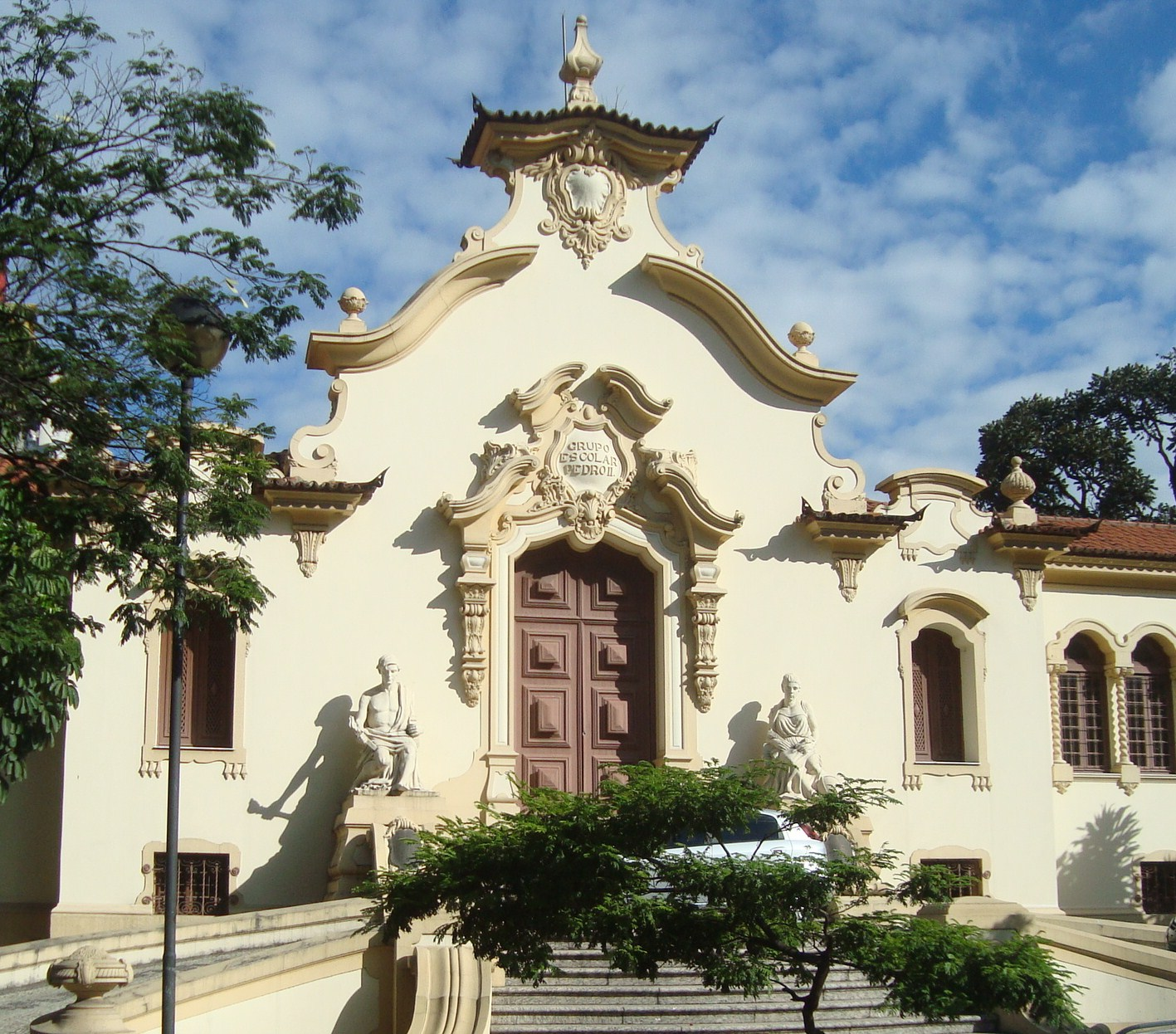
Escuela Estatal Dom Pedro II, en Belo Horizonte, de estilo neocolonial

En ese mismo periodo, cuando tanto intelectuales como la oficialidad intentaban reconocer las raíces más "auténticas" de la cultura brasileña, un programa que impulsó un renovado interés por el legado barroco, emergió en la arquitectura una tendencia denominada Neocolonial, enfocada en restaurar una arquitectura que supuestamente tenía más relevancia para Brasil y en combatir las tendencias internacionalizantes que prevalecían en ese periodo histórico —como el Eclecticismo y el Art Nouveau— según un canon estético que buscaba, en palabras de Carlos Kessel, «la regeneración del espíritu de la nación, de una sociedad considerada en vías de decadencia». Consagrado en los pabellones construidos para la Exposición Internacional del Centenario de la Independencia, realizada en Río de Janeiro en 1922 bajo los auspicios del gobierno federal, en la década de 1930 el Neocolonial encontró su auge, convirtiéndose en una especie de símbolo de la nacionalidad expresado en arquitectura, y en el estilo preferencial en muchos concursos para edificios públicos, escuelas e iglesias en varios estados. Durante un tiempo, fue el estilo obligatorio para la construcción de escuelas públicas en la ciudad de Río de Janeiro.  
Otra vertiente del mismo movimiento de interés por la historia artística de Brasil impulsó a un conjunto de expertos vinculados al gobierno federal, que buscaban establecer una política cultural para Brasil, a establecer en 1937 el Servicio del Patrimonio Histórico y Artístico Nacional (SPHAN), precursor del IPHAN. El líder del grupo y entonces director del SPHAN, Rodrigo Mello Franco de Andrade, buscó delimitar la modernidad brasileña en la literatura, en las artes y en la política a través, entre otras cosas, de la recuperación del pasado colonial: "Contra el pasado reciente, un salto hacia atrás, hacia el pasado más 'verdadero', donde se podía descubrir e inventar incluso una modernidad avant la lettre. Los principales focos de actuación del SPHAN en sus primeras décadas de existencia fueron la identificación y la preservación de un rico acervo de edificios religiosos (529 bienes preservados en los primeros 30 años de funcionamiento del órgano), la comprensión de la importancia del legado artístico del siglo XVIII y, en él, del fenómeno del Barroco mineiro como central. En ese momento, la atención prestada a los monumentos coloniales superó casi por completo la que recibieron los del Imperio y de la Primera República. Además de estas actividades, el SPHAN inició la publicación de la revista Estudios Brasileiros y de la Revista del Servicio del Patrimonio Histórico y Artístico Nacional, donde el lenguaje y la metodología impresionistas de la crítica de los años anteriores cedieron el lugar a enfoques más científicos. A partir de entonces, la cuestión del Barroco brasileño pasó a ser una presencia regular en los debates académicos del país y a atraer la atención de extranjeros.

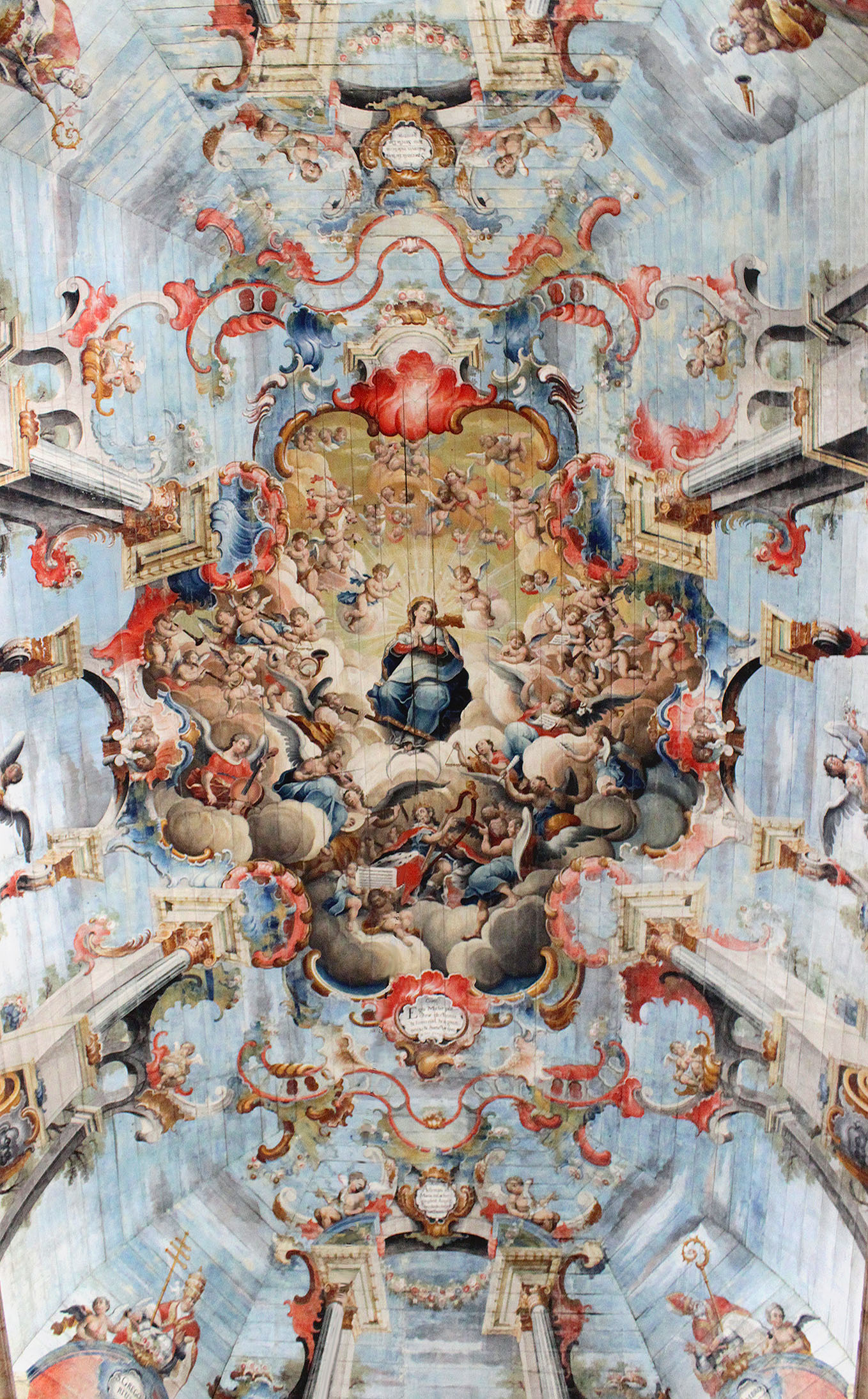
Mestre Ataíde: Nuestra Señora rodeada de ángeles musicales, en el techo de la iglesia de São Francisco de Assis, Ouro Preto

El primero fue el estadounidense Robert Chester Smith, quien publicó artículos a partir de 1939, a quien se hará referencia más adelante. Poco más tarde, en los años 40, las investigaciones se expandieron considerablemente con la aportación de dos teóricos más, Hannah Levy de Alemania y Roger Bastide de Francia. Levy, experta en el Barroco europeo, publicó el artículo «A propósito de tres teorías sobre el Barroco» en 1941 en la revista del SPHAN, que se convirtió en una referencia para todos los investigadores al sistematizar el estado de la discusión teórica a nivel internacional, cotejando los trabajos de Heinrich Wölfflin, Max Dvořák y Leo Ballet, que representaban las tres corrientes principales de estudio en la época, y aplicando esta síntesis al caso brasileño. Simultáneamente, Bastide exploró el interior para explorar fuentes documentales en antiguos registros y llevar a cabo registros de fotografía. Con su conocimiento anterior acerca del Barroco europeo y estos datos recientes, logró sentar una base sociológica del Barroco brasileño, romper la vinculación convencional entre el pico económico del ciclo del oro y el pico artístico de Minas, diferenciar entre las escuelas regionales del nordeste y de Minas, y definir sus vínculos con el modelo europeo, además de proporcionar paralelismos entre el Barroco y la producción actual. Las clases que impartió en la Universidad de São Paulo atrajeron a diversos estudiantes que más tarde se convirtieron en investigadores notables, como Antônio Candido, Lourival Gomes Machado, Décio de Almeida Prado y Gilda de Mello e Souza, quienes reconocieron que la contribución de Bastide los ayudó a enfocar sus propios estudios sobre la realidad brasileña, además de presentarles una metodología intelectual actualizada. En 1949, Lourival Machado aprovechó la base dejada por Mário, Levy y Bastide para sus once artículos publicados en el periódico O Estado de S. Paulo, que fueron el primer análisis de las relaciones políticas y sociales del arte colonial con el absolutismo portugués, estableciendo también la legitimidad de presentar el Barroco mineiro como un ejemplo representativo del Barroco brasileño. 
De acuerdo con Gomes Júnior, el desempeño de Lourival Machado marcó otro hito, y desde ese momento, el Barroco brasileño dejó de ser asunto de artículos para abarcar libros completos. Él, junto con Afrânio Coutinho y Otto Maria Carpeaux, escribieron en las décadas de 1940-1950 diversas obras sobre aspectos generales y particulares del Barroco. En 1965, Bastide aportó otra aportación significativa con su obra Clásico, Barroco y Rococó, publicada en Europa, en la que destacó el Barroco brasileño como uno de los monumentos más destacados del Barroco internacional y a Aleijadinho como su principal manifestación. También merece crédito la actuación de Germain Bazin, quien fue conservador jefe del Museo del Louvre, aportando sustancialmente en dos libros que se convirtieron en canónicos: La Arquitectura Religiosa Barroca en Brasil (1956-1958) y Aleijadinho y la Escultura Barroca en Brasil (1963), escritos en la línea interpretativa oficial, siendo también colaborador de Franco de Andrade, el fundador del IPHAN.Mucho menos difundidos en Brasil, otros dos extranjeros dieron importantes contribuciones al estudio del arte colonial brasileño y a su reconocimiento en el exterior: Robert Chester Smith, ya citado, y John Bury. El primero fue el autor más prolífico sobre este tema. Visitó Brasil en 1937, donde el arte colonial capturó fuertemente su interés, lo que resultó en decenas de artículos y una gran colección de fotografías de monumentos nacionales, además de rescatar numerosos documentos históricos.  El segundo también escribió mucho, pero su producción es aún menos conocida por los brasileños. Sin embargo, IPHAN, en una edición reciente, reconoció que dejaron valiosos ensayos y se dedica a republicarlos. También realizaron importantes investigaciones Angulo Iñiguez, Maurice Pianzola, João Miguel dos Santos Simões y Mario Buschiazzo. La investigación combinada de todos estos extranjeros definió gran parte de lo que llegó a entenderse como barroco brasileño. 

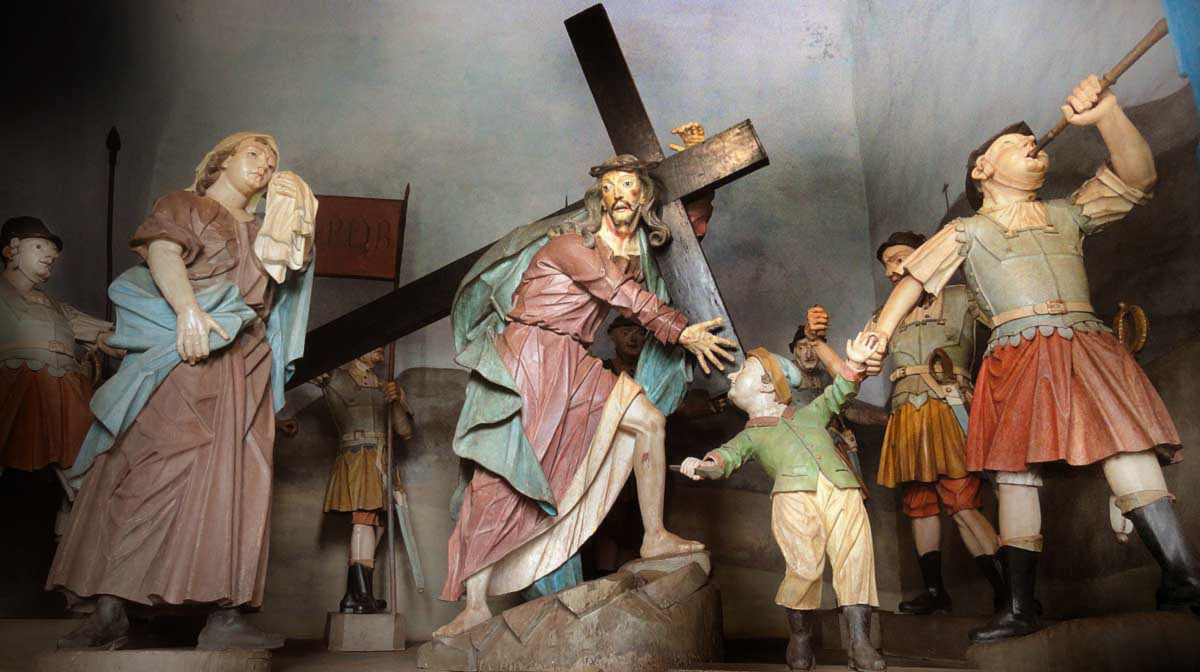
Aleijadinho: Cristo cargando la cruz,, madera. Santuário do Bom Jesus de Matosinhos, Congonhas.

El resultado de estos esfuerzos fue que en las décadas de 1960 y 1970 el Barroco brasileño se había convertido en un tema de gran interés entre los investigadores locales y había obtenido reconocimiento más allá de las fronteras,[ pudiendo citarse, entre otros investigadores destacados de esta época, a Clarival do Prado Valladares, Marieta Alves, Carlos Ott, Augusto Carlos da Silva Teles, Mário Barata, Sylvio de Vasconcello, Eduardo Etzel y Luís Saia. Más allá de difundirse entre los eruditos, el Barroco cautivó a los decoradores de interiores, quienes llenaron las residencias con objetos históricos o neobarrocos. Tanto interés llegó a causar la perplejidad de Affonso Ávila, quien escribiendo en 1969 se preguntaba por qué tanta curiosidad y tanta pasión por el tema en ese momento.
Desde aquel momento, el barroco brasileño se ha transformado en un tema de interés público, laborando en instituciones educativas y en múltiples iniciativas universitarias y comunitarias, y obteniendo una extensa cobertura en los medios de comunicación.     Aún con toda esta actividad, en opinión de André Lemoine Neves «la cantidad de trabajo desarrollado en este campo aún está muy por debajo de la calidad de los trabajos y del esfuerzo realizado por quienes se aventuraron en este campo». Y continúa diciendo: 

Hay que considerar que la gran mayoría de las obras sobre el tema están vinculadas al 'barroco mineiro', lo que crea importantes lagunas en el estudio del surgimiento y desarrollo del estilo en otras regiones del país, llevando a una parcial y excesivamente visión restringida del estilo, un estilo, en sí mismo, inmerso en la pluralidad y las contradicciones.

Los críticos más actuales ya no se adhieren a una apología casi total del Barroco brasileño como lo hicieron las primeras generaciones de expertos, en una etapa donde el estilo emergió como un factor unificador alrededor del cual se forjó una nueva identidad nacional. Hoy en día emergen visiones más amplias que buscan señalar también sus aspectos más contradictorios, con el fin de formar un panorama más realista de lo que el fenómeno artístico-social del Barroco brasileño representó en realidad. Como ejemplo, João Adolfo Hansen dice que si el Barroco...

[...] fusionó los modelos culturales europeos con los africanos, indígenas y orientales, dando lugar a una representación a veces muy original de los valores locales, [...] la más mínima reconstrucción histórica de las prácticas representativas de esa época evidencia la fortísima censura, el antisemitismo, los estereotipos de la limpieza de sangre, la descalificación y la deshonra del trabajo manual, la intolerancia religiosa, la persecución de las ideas, etc. Evidencia también que [...] la sociedad colonial veía la Historia como una obra divina, donde Dios intervenía como fundamento teológico-político de la unión entre Iglesia y Estado y como justificación legal de la esclavitud.
João Adolfo Hansen

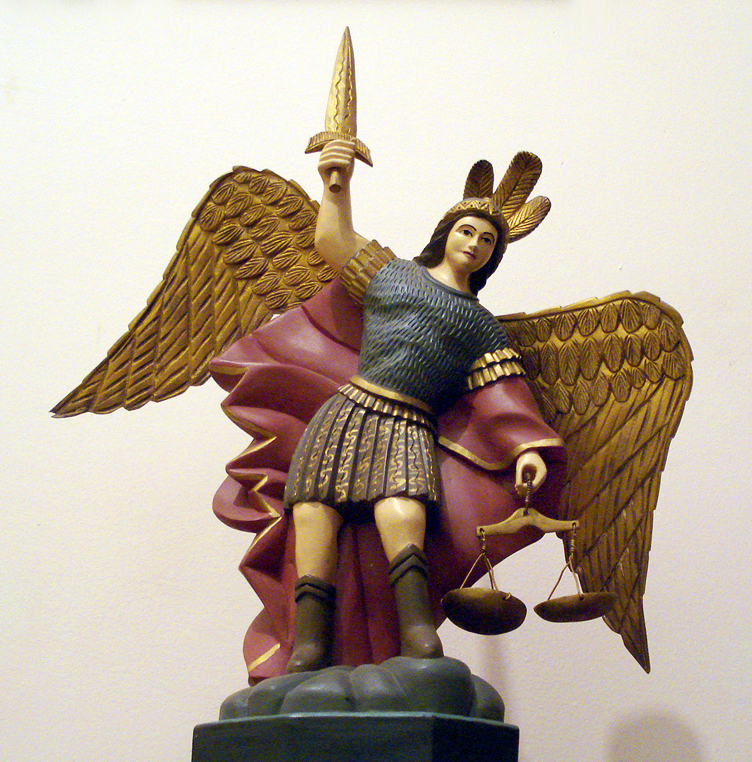
Artesano anónimo de Olinda: San Miguel, una obra del que aún utiliza ampliamente referencias barrocas

También hay denuncias de una continuada apropiación por parte del Estado del proceso cultural histórico con fines propagandísticos tendenciosos. Sin embargo, no se niega el enorme impacto que el Barroco ejerció en la formación de la cultura brasileña, ni se ignora el valioso legado artístico que dejó y que fue en parte declarado Patrimonio Mundial por la Unesco. Simultáneamente, para numerosos estudiosos, el legado barroco sigue presente en el día a día del brasileño, manifestándose en una diversidad de manifestaciones artísticas, sociales y folclóricas, estableciendo una forma de existencia que se entrelaza con el concepto propio de "brasilidad".  Como resumió Zuenir Ventura:

El Barroco no fue. Él aún es, continúa presente en casi todas las manifestaciones de la cultura brasileña, desde la arquitectura hasta la pintura, desde la comida hasta la moda, pasando por el fútbol y el cuerpo femenino.... Barroco es la técnica de composición que Villa-Lobos usó para crear sus nueve Bachianas. Barroco es el cine de Glauber Rocha, es nuestra exuberante naturaleza, es el fútbol de Pelé y de todos los que, driblando la racionalidad burra de los técnicos, prefieren la curva misteriosa de un chute o el esplendor de una finta. Al final, el Barroco es el estilo en que, al contrario del renacentista, las reglas y la premeditación importan menos que la improvisación. ¿Hay algo más barroco que Guga?
Zuenir Ventura 

En las décadas recientes, el Barroco brasileño ha ganado reconocimiento en importantes exposiciones. La vanguardista, denominada Arte en Brasil: Una Historia de Cinco Siglos, se llevó a cabo en 1979 en el Museo de Arte de São Paulo, bajo la curación de Pietro Maria Bardi. Tradición y Ruptura, que se estableció en 1985 como una sección de la Bienal de São Paulo, le siguió. En 1998 el Espacio Cultural Fiesp presentó El Universo Mágico del Barroco Brasileño, reuniendo 364 obras importantes, muchas de ellas raramente vistas por el público, pertenecientes a colecciones particulares.  La Mostra del Redescobrimento: Brasil + 500, organizada entre 1999 y 2000 en las conmemoraciones de los 500 años del Descubrimiento de Brasil y expuesta en el Parque do Ibirapuera en São Paulo, asignó un amplio espacio al Barroco y realizó una gira por a São Luiz, Porto Alegre, Rio de Janeiro, Buenos Aires, Santiago, Lisboa, Londres, Oxford, Paris, Bordeaux, Nueva York y Washington, con una amplia audiencia y difusión, así como con alguna controversia acerca de las maneras de presentar este legado.   Aún en 2000 fue montada en el Petit Palais en París la importante exposición Brasil Barroco — Entre Cielo y Tierra, que recibió críticas elogiosas de los medios de comunicaciones internacionales y fue visitada por más de 80 mil personas. En 2001 se organizó en el Museo Guggenheim de Nueva York la megaexposición Brasil: cuerpo y alma, también con una importante sección de arte barroco, que recibió varios elogios de los medios de comunicación pero generó considerable controversia por las elecciones curatoriales y la forma se exhibieron las obras de arte.  En 2005, durante las celebraciones del Año de Brasil en Francia, se organizaron otras exposiciones sobre el tema en el Museo de Bellas Artes de Ruán y en el Palacio Lascaris, en Niza. En todas estas exhibiciones se divulgaron extensos catálogos de textos críticos, añadiendo a una bibliografía que ha continuado expandiéndose en años recientes.  Se han organizado muchas otras exposiciones más pequeñas dentro de Brasil y en el extranjero. Al mismo tiempo, la importancia del barroco brasileño ya es reconocida internacionalmente a gran escala.     

## Conservación

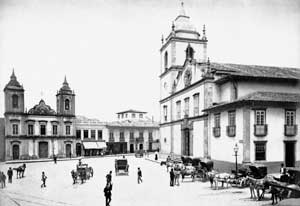
Largo da Sé en São Paulo, con la antigua Catedral (derecha) y São Pedro dos Clérigos (izquierda), demolidas para dar paso a una urbanización moderna

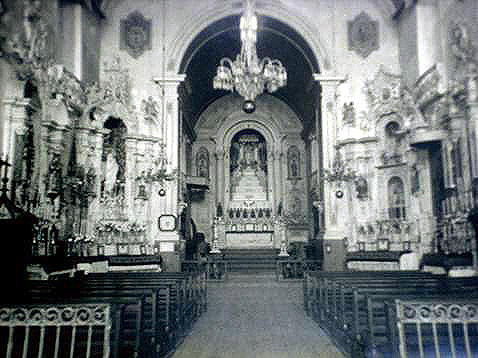
Interior de la antigua Iglesia Matriz de Porto Alegre, también sustituida por un edificio moderno

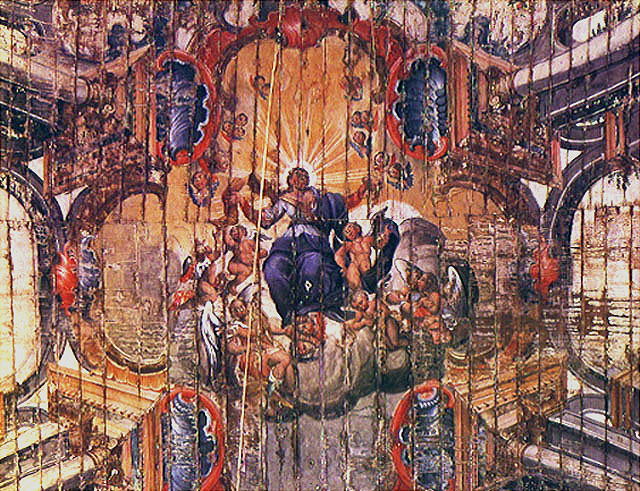
Mestre Ataíde: Assunção da Virgem, techo de la capilla mayor de la Iglesia de Nossa Senhora do Rosário, Mariana, destacando el precario estado de conservación

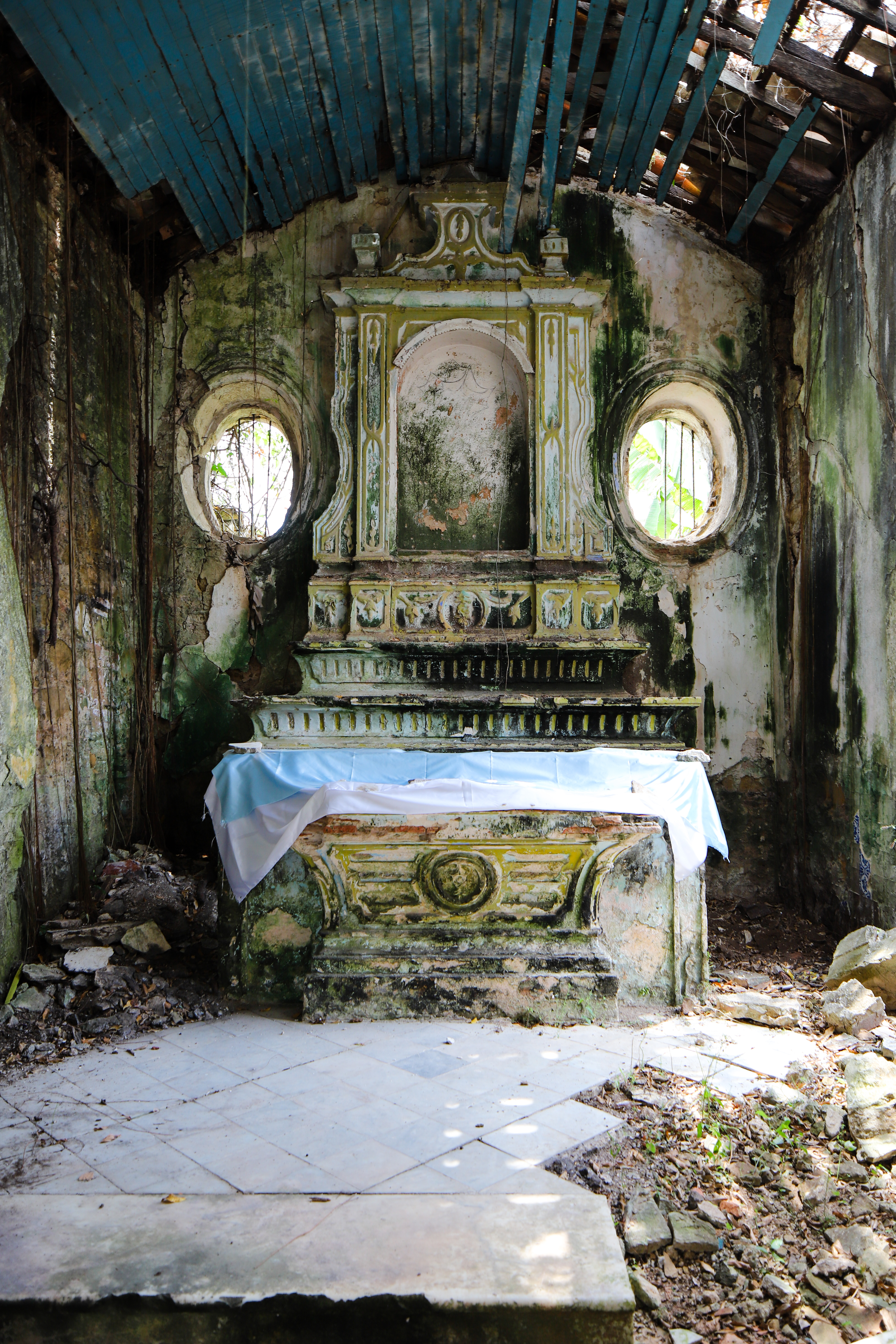
Interior de la Iglesia de Nossa Senhora do Vencimento, en São Francisco do Conde, ya completamente arruinado

A pesar del creciente prestigio que viene conquistando desde principios del siglo XX, el Barroco brasileño aún necesita de mayor valorización y protección. Su acervo ya sufrió graves pérdidas, principalmente debidas a la idea, prevalente desde el siglo XIX, de que Brasil debía modernizarse; por lo tanto, lo antiguo debía ceder a lo nuevo, y así cayeron antiguas catedrales y ricas iglesias, conventos, solares y casarios, para dar lugar a avenidas y edificios modernos; fachadas y decoraciones internas originales fueron desfiguradas o rehechas para alinearse a modas más actualizadas, pinturas y estatuaria fueron reformadas o destruidas. Esto se debió a la falta de conciencia respecto a su valor histórico y cultural. Sin embargo, recuérdese que, en la perspectiva histórica, hasta pasada la mitad del siglo XX este valor aún no fuera reconocido en gran escala, y muchos, por mucho tiempo, vieron las construcciones y obras barrocas de hecho como feas, pesadas y definitivamente de mal gusto, en un contexto que ya fue explicitado en la sección anterior. 
Cuando en los años 1930, intelectuales y autoridades, particularmente por medio del IPHAN, volvieron su atención al Barroco, comenzó un movimiento de gran magnitud para la conservación y sensibilización. No obstante, aún no ha alcanzado todos sus objetivos y continúa evolucionando en conceptos, prácticas y resultados. En ese mismo periodo histórico, que ya ha sido denominado la fase heroica del IPHAN, se implementó un plan de restauración de diversos edificios barrocos, algunos de ellos fuertemente modificados por reformas posteriores, restituyéndoles sus características originales y protegiendo a otros del descuido y deterioro. De cualquier manera, desde el siglo XIX han desaparecido muchos ejemplos considerados hoy de gran importancia, como las iglesias de São Joaquim y São Pedro dos Clérigos en Río de Janeiro;  la antigua Catedral, la iglesia del Carmen, la de Nossa Senhora dos Remédios, la de São Pedro dos Clérigos  y la iglesia y monasterio de São Bento en São Paulo,  la iglesia de Nossa Senhora da Barroquinha, en Salvador  la antigua Catedral de Cuiabá,  la iglesia del Corpo Santo, en Recife, y la antigua Matriz y la iglesia de Rosario en Porto Alegre. La prensa todavía informa de casos de destrucción o degradación pasiva de ejemplos de arquitectura, estatuas, pinturas o tallas. 
También existe una gran preocupación por parte de las autoridades oficiales respecto al robo y tráfico ilícito de bienes culturales. En Brasil, estos delitos inciden con mayor frecuencia precisamente en la decoración de iglesias barrocas, y numerosas han sido despojadas de su estatuaria y platería. Como ejemplo, puede citarse el caso de Minas Gerais, donde en 2008 fueron robadas cien piezas en diferentes localidades, en su mayoría ejemplos de arte barroco. El ministerio público del estado de Minas Gerias afirmó que existe una gran banda criminal en acción, con conexiones internacionales. Según el ministerio público 635 piezas han desaparecido de las iglesias del estado en las últimas décadas. Sin embargo, la estimación extraoficial es que esta cifra sea diez veces mayor. Se calcula que el comercio clandestino de bienes culturales sea la tercera actividad más lucrativa del mundo. Además, la seguridad de las iglesias, donde se conserva la mayor parte del acervo, suele ser precaria, facilitando los saqueos.
Organismos federales como el IPHAN buscan realizar ejecutar programas de protección, a veces en alianza con organismos internacionales como la UNESCO o el BID, que financia el Programa Monumenta,  los gobiernos estatales y municipales también destinan recursos a museos y a la restauración de bienes muebles e inmuebles, el sector privado y las universidades también realizan proyectos de investigación y restauración. Sin embargo, los recursos suelen ser limitados y las acciones implementadas insuficientes ante la magnitud del patrimonio arquitectónico y artístico que requiere acciones inmediatas de preservación y salvaguarda. Teniendo en cuenta la considerable cantidad de obras sagradas de la colección barroca de Brasil, gran parte de las cuales todavía pertenecen a la Iglesia, resultó crucial la emisión en 1992 por la Santa Sede de la carta circular 121/90/18 dirigida a los obispos y arzobispos a nivel global, sugiriendo con fervor la importancia de prestar especial atención al patrimonio artístico de la Iglesia, rechazando su dispersión, usos inapropiados y la ejecución de reformas superficiales o adulteraciones sin asistencia técnica adecuada - reconociendo que mucho se ha perdido por ello- y evitando confiar su gestión a individuos sin conocimientos particulares sobre el arte y la relevancia social de este patrimonio, considerando el arte sacro como un medio privilegiado de la Iglesia para cumplir su misión espiritual y cultural. 
Por otro lado, el auge del turismo cultural, una industria que se está extendiendo a nivel global y también en Brasil, se atribuye en cierta medida al Barroco, tan vinculado a Brasil, y ya hay un creciente entendimiento entre la población acerca de la relevancia del arte. -cultural y la capacidad de aprovechamiento económico del patrimonio barroco, siempre y cuando se conserve de manera adecuada, aunque aún se requieren grandes inversiones en este ámbito.   Sin embargo, debido a esta evolución, en ciertos casos, se ha demostrado que la población tiene la capacidad de aportar de manera valiosa y activa en las decisiones relacionadas con el patrimonio de sus comunidades. También se fomenta la sensibilización abordando el tema en las escuelas y otras instituciones educativas, como forma de fortalecer el sentido de ciudadanía y los vínculos sociales.     Según el profesor José Carlos Carreiro, de la Universidad de São Paulo, rescatar la memoria es fundamental para que un pueblo se perciba como sujeto de su propia historia. Para evolucionar, el hombre necesita conocer sus raíces. Estos factores combinados pueden ofrecer una perspectiva de una mejor preservación de los activos supervivientes para el futuro.